# Sherbrooke
Pour les articles homonymes, voir Sherbrooke (homonymie).
Sherbrooke (prononcé en français canadien : [ ʃɛʁ.bʁʊk] ; en français européen : /ʃɛʁ.bʁuk/ ; appelé en abénaqui : Nikitotegwak) est une ville du Québec située au confluent des rivières Magog et Saint-François. Elle se trouve à environ 130 km à l'est de Montréal et à peu près 50 km au nord de la frontière américaine. Sherbrooke est le principal centre économique, culturel et institutionnel de la région administrative de l'Estrie, d'où son surnom de « la Reine des Cantons-de-l'Est ». Elle est le siège d'un archevêché catholique. Sa population est estimée à 184 667 en 2025 et elle constitue la 6e ville en importance au Québec. La région métropolitaine de recensement de Sherbrooke (RMR) compte quant à elle 224 557 habitants. et constitue la 4e plus grande RMR au Québec et la 20e au Canada. Depuis novembre 2021, Évelyne Beaudin est la mairesse de Sherbrooke, la rendant la première femme à occuper ce poste.
Sherbrooke est un pôle universitaire important avec deux institutions (Université de Sherbrooke et Université Bishop's) et 40 000 étudiants par année. La proportion d'étudiants universitaires y est de 10,32 étudiants par tranche de 100 habitants, ce qui proportionnellement à sa population, en fait la plus importante concentration d'étudiants au Québec. Depuis le XIXe siècle, la ville est aussi un important centre manufacturier, bien que ce domaine ait connu une transformation considérable au cours des dernières décennies via le déclin des secteurs manufacturiers traditionnels de la ville. De nos jours, le secteur tertiaire occupe une place prépondérante dans l'économie de la ville., de même que l'économie du savoir, toujours croissante.
La région sherbrookoise est réputée pour son environnement au relief accidenté, baigné par de nombreux lacs et cours d'eau, ainsi que par son cadre architectural rappelant la Nouvelle-Angleterre. Ces caractéristiques en font un lieu touristique important. On trouve plusieurs domaines skiables à proximité et différentes attractions touristiques à saveur régionale.

## Toponymie

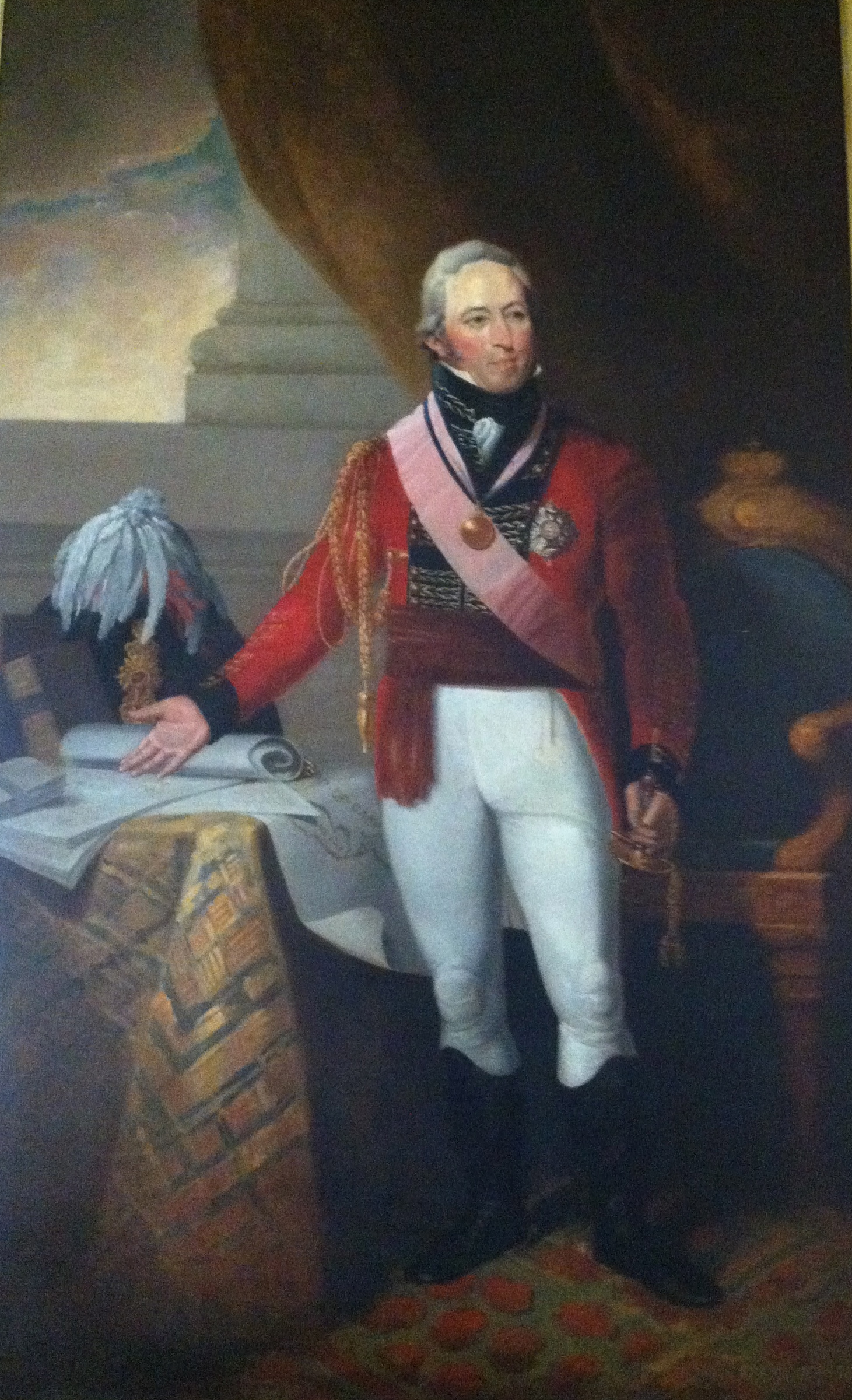
Le nom de la ville de Sherbrooke s'inspire de sir John Coape Sherbrooke, Gouverneur général du Canada.

Au début du XVIIIe siècle, les Abénaquis surnomment l'endroit Shacewanteku, c'est-à-dire « où l'on fume ». L'expression fait référence au lieu de repos, à la confluence des rivières Pskasewantekw et Alsigôntekw. Ils utiliseront également le terme Ktinékétolékouak (Ktiné), qui signifie « grandes fourches ». Les Abénaquis désignent de nos jours Sherbrooke par le toponyme Nikitotegwak, « à la rivière qui fourche ».
De 1724 jusque vers 1800, les Français nomment ce lieu Grand Portage ou Sault. Il est ensuite nommé Grandes-Fourches (ou Fourches-d'en-Haut). On retrouve également les traductions, en anglais, de Great Forks et Big Forks. L'un des premiers habitants, le loyaliste Gilbert Hyatt, y crée un premier moulin en 1795. Celui explique aussi l'utilisation du toponyme Hyatt's Mill au début de la colonisation.
La dénomination Sherbrooke s'impose dans les années 1820. Le nom rend hommage à Sir John Coape Sherbrooke (1764–1830), un militaire qui fut lieutenant-gouverneur de la Nouvelle-Écosse (1812–1816), puis gouverneur en chef de l'Amérique du Nord britannique (1816–1818). L'homme aurait séjourné à Sherbrooke en 1817.

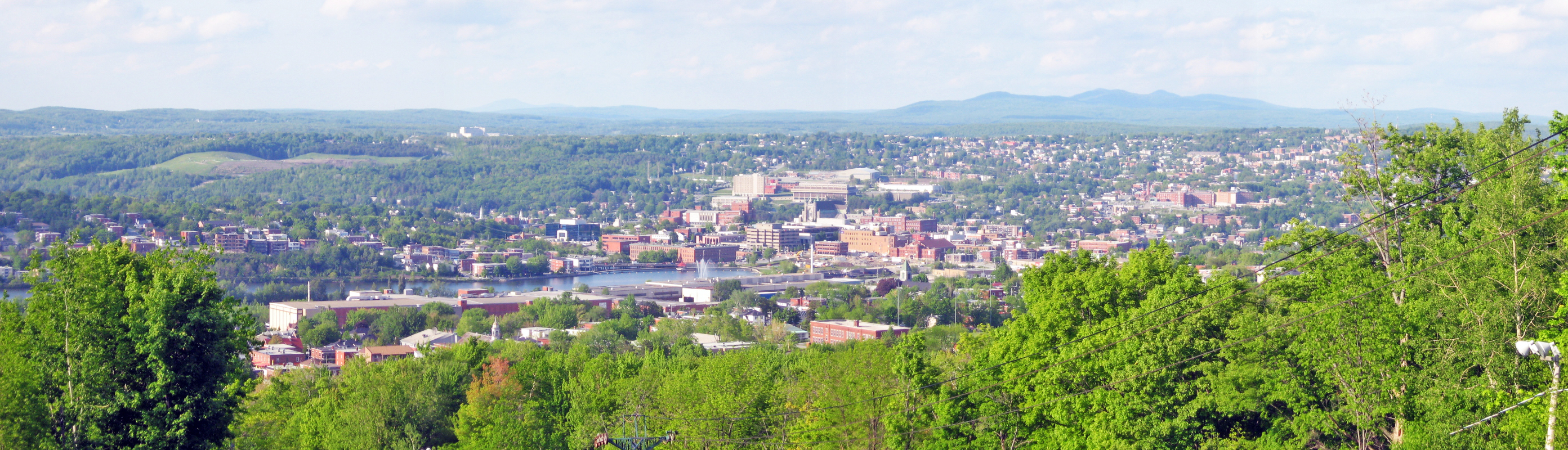
Panorama du centre-ville de Sherbrooke et du quartier Est.

## Géographie

Topographie et hydrographie de Sherbrooke.

- Latitude : 45 degrés 24 minutes Nord
- Longitude : 71 degrés 54 minutes Ouest
- Différence d'heure avec Greenwich (GMT) : 4 heures 47 minutes 36 secondes
- Différence de temps avec le méridien Central 75° Ouest : -12 minutes 24 secondes
- Altitude : au plus bas 141 mètres au pont Aylmer et son point le plus élevé dans les collines Haskett à 401 mètres[16].
- Rivières qui serpentent dans le paysage : rivière Magog, rivière Saint-François, rivière Massawippi et Rivière aux Saumons (rivière Massawippi).
- Nombre de ponts qui franchissent ces mêmes rivières : 15
- Lacs sur le territoire : lac Magog, lac des Nations (artificiel)
- Nombre de parcs et d'espaces verts : 108
- Températures moyennes : −11,9 °C en janvier ; 18,1 °C en juillet
- Records de températures : −40,0 °C en février ; 33,7 °C en juillet

### Géographie physique

#### Topographie et repères naturels
Le territoire sherbrookois est situé dans une région vallonnée, faisant partie de la chaîne des Appalaches. Ce territoire accidenté est mouillé par quatre rivières, soit la Saint-François, la Magog, la Massawippi, la rivière aux Saumons, ainsi que par une importante étendue d’eau; le lac Magog. La Saint-François et la Magog, les deux plus importantes rivières, sont le fil conducteur de deux vallées se rejoignant au centre-ville, à 141 mètres (463 pieds) d’altitude. Le territoire est bordé au sud par les collines Haskell (Haskell Hill), dont le mont John-S.-Bourque, situé dans le parc du Mont-Bellevue, semble dominer le paysage sherbrookois du haut de ses 381 m (1 250 pi) d’altitude. Dans les faits par contre, le plus haut sommet se trouve à quelques kilomètres au sud, à 401 m d'altitude. Au nord de la ville se trouvent les premiers contreforts des collines de Stoke, où se situe d’ailleurs le sanctuaire de Beauvoir, à 320 m (1 050 pi) d’altitude. À l’ouest, à l’extérieur des limites municipales, se trouve le massif du Mont-Orford, qui culmine à 851 m (2 792 pi) d’altitude
Au niveau du transport, la ville de Sherbrooke a été, pendant de nombreuses années, un important carrefour de réseaux ferroviaires qui la reliaient à Montréal, à Québec, à Halifax et même à Boston aux États-Unis.

#### Climat
Sherbrooke bénéficie d'un climat continental humide. Selon la classification de Köppen, le climat de Sherbrooke est de type Dfc. Les contrastes saisonniers sont importants avec des moyennes minimales atteignant −17 °C au plus fort de l'hiver et des moyennes maximales atteignant 24 °C au plus fort de l'été. Les précipitations sont abondantes toute l'année, le mois le plus arrosé étant août avec des précipitations égales à 130,5 mm.
| Mois                                            | jan.       | fév.      | mars       | avril      | mai       | juin      | jui.      | août      | sep.      | oct.       | nov.       | déc.       | année      |
| ----------------------------------------------- | ---------- | --------- | ---------- | ---------- | --------- | --------- | --------- | --------- | --------- | ---------- | ---------- | ---------- | ---------- |
| Température minimale moyenne (°C)               | −18        | −16,7     | −9,9       | −1,7       | 4         | 8,8       | 11,4      | 10,4      | 5,6       | 0,3        | −4,7       | −13,5      | −2         |
| Température moyenne (°C)                        | −11,9      | −10,4     | −3,9       | 4,1        | 11,1      | 15,5      | 18,1      | 16,9      | 12        | 6,1        | −0,2       | −8,1       | 4,1        |
| Température maximale moyenne (°C)               | −5,7       | −3,9      | 2,1        | 9,9        | 18,1      | 22,1      | 24,7      | 23,3      | 18,3      | 11,9       | 4,4        | −2,7       | 10,2       |
| Record de froid (°C) date du record             | −41,2 2004 | −40 1979  | −33,4 1982 | −21,1 1972 | −6,7 1966 | −2,2 1965 | 0,5 1982  | −1,7 1965 | −7,4 1980 | −13,3 1972 | −25,5 1978 | −37,8 1980 | −41,2 2004 |
| Record de chaleur (°C) date du record           | 12,8 1973  | 17,1 1981 | 23 1977    | 30 1976    | 31,6 1979 | 32,6 1988 | 36,7 1931 | 32,8 1975 | 31,1 1973 | 27,8 1970  | 22,2 1982  | 17,8 1964  | 36,7 1931  |
| Ensoleillement (h)                              | 86,1       | 110       | 138,1      | 156,3      | 210,1     | 235,4     | 262,1     | 231,6     | 163,2     | 115,9      | 72,7       | 68,3       | 1 849,8    |
| Précipitations (mm)                             | 78,8       | 61,7      | 78,8       | 79,8       | 96,8      | 110,8     | 117,8     | 130       | 104,7     | 92,8       | 98,5       | 93,8       | 1 114,1    |
| dont pluie (mm)                                 | 19         | 16        | 32,2       | 57,7       | 96,5      | 110,8     | 117,8     | 130       | 104,7     | 90,2       | 65,4       | 33,8       | 873,9      |
| dont neige (cm)                                 | 68,7       | 51,4      | 49,1       | 22,4       | 0,3       | 0         | 0         | 0         | 0         | 2,8        | 33,5       | 66         | 294,3      |
| Nombre de jours avec précipitations             | 3,7        | 3,4       | 6,5        | 11,1       | 14,6      | 14,8      | 14,4      | 14,8      | 14,3      | 13,6       | 11         | 5,7        | 128        |
| dont nombre de jours avec précipitations ≥ 5 mm | 1,4        | 0,92      | 2,5        | 4,3        | 6,7       | 6,7       | 6,7       | 7,5       | 6,4       | 5,6        | 4,8        | 2,3        | 55,7       |

| Diagramme climatique                                  |               |             |             |           |              |               |             |              |             |             |               |
| J                                                     | F             | M           | A           | M         | J            | J             | A           | S            | O           | N           | D             |
| −5,7−1878,8                                           | −3,9−16,761,7 | 2,1−9,978,8 | 9,9−1,779,8 | 18,1496,8 | 22,18,8110,8 | 24,711,4117,8 | 23,310,4130 | 18,35,6104,7 | 11,90,392,8 | 4,4−4,798,5 | −2,7−13,593,8 |
| Moyennes : • Temp. maxi et mini °C • Précipitation mm |               |             |             |           |              |               |             |              |             |             |               |

Le Barrage Abénaquis, qui se situe en plein-cœur du Centre-Ville de Sherbrooke

### Géographie humaine

#### Arrondissements et districts électoraux

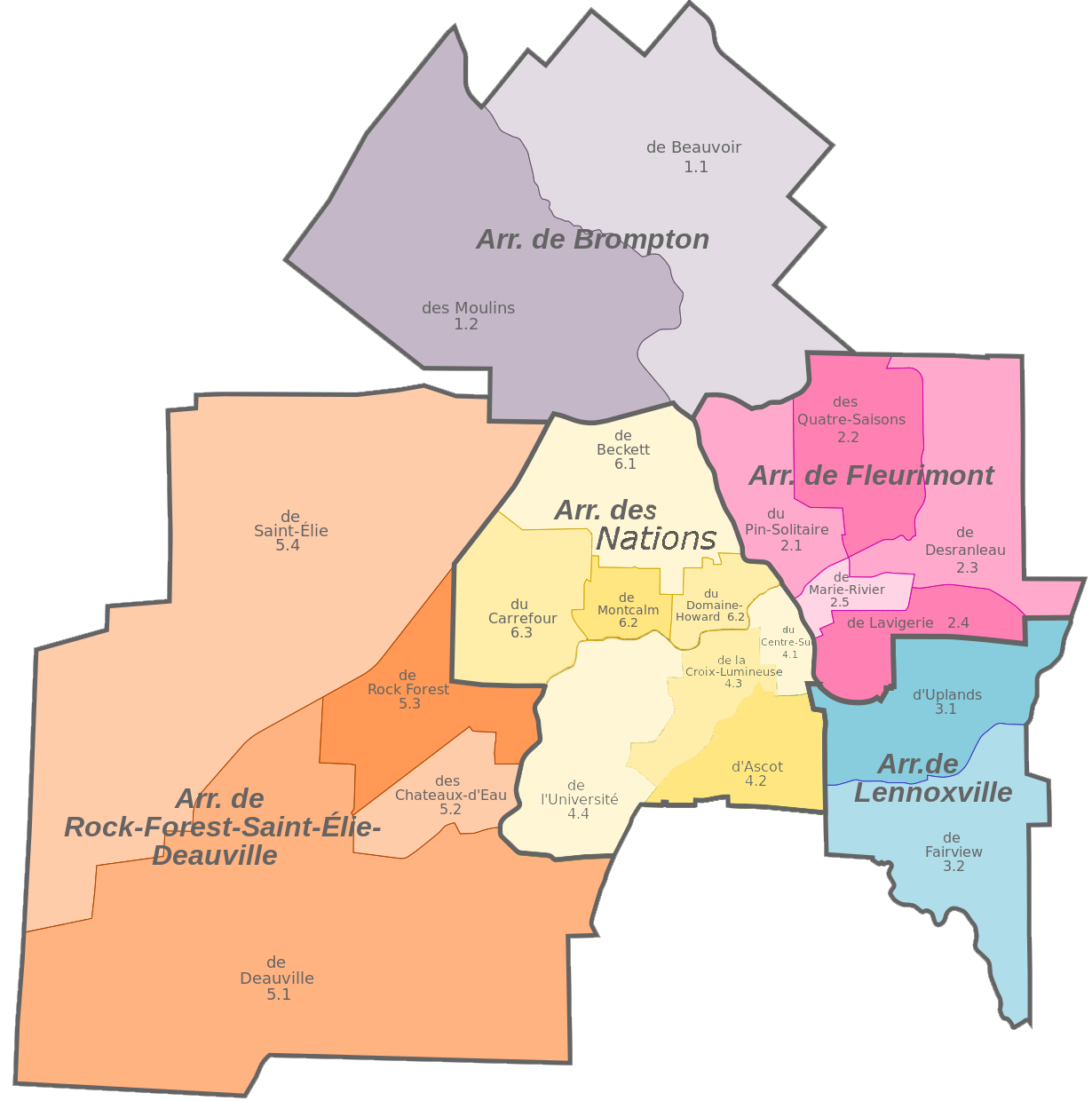
Carte des arrondissements de Sherbrooke.

Depuis la fusion de 2002 avec la plupart des municipalités de banlieue du Grand Sherbrooke, soit Rock Forest, Saint-Élie-d'Orford, Deauville, Fleurimont, Bromptonville, Ascot et Lennoxville, six arrondissements ont été créés pour former la nouvelle ville de Sherbrooke, c'est-à-dire les arrondissements de Brompton, de Fleurimont, de Jacques-Cartier, de Lennoxville, du Mont-Bellevue, et de Rock Forest–Saint-Élie–Deauville. Chacun d'eux est subdivisé en districts électoraux, dont le nombre par arrondissement dépend de la densité de population. Par exemple, on en trouve seulement deux dans l'arrondissement de Brompton, qui ne compte que 6 314 habitants, alors qu'on en dénombre cinq dans l'arrondissement de Fleurimont, comptant 40 824 personnes. Il y a alors 21 districts à travers la ville pour une population moyenne d'environ 7 200 habitants chacun.
En 2017, le nombre d'arrondissements est toutefois revu à la baisse. La ville de Sherbrooke sera alors formée de quatre arrondissements, soit ceux de Brompton–Rock Forest–Saint-Élie–Deauville, de Fleurimont, de Lennoxville et des Nations.
Outre les divisions administratives, la ville de Sherbrooke compte quelques quartiers officieux, qui n'ayant aucune fonction administrative ou juridique, ont tout de même une place dans la trame historique et sociale de la ville. Par contre, ceux-ci se définissent difficilement, étant rarement cités. Parmi ces quartiers, figurent entre autres :
- Le quartier universitaire
- Le Vieux-Nord
- Collinsville
- Secteur Galvin
- L'Est
- Ascot
- Mi-Vallon
- du Pin-Solitaire
- Le Petit Canada
- Plateau McCrea

#### Région métropolitaine

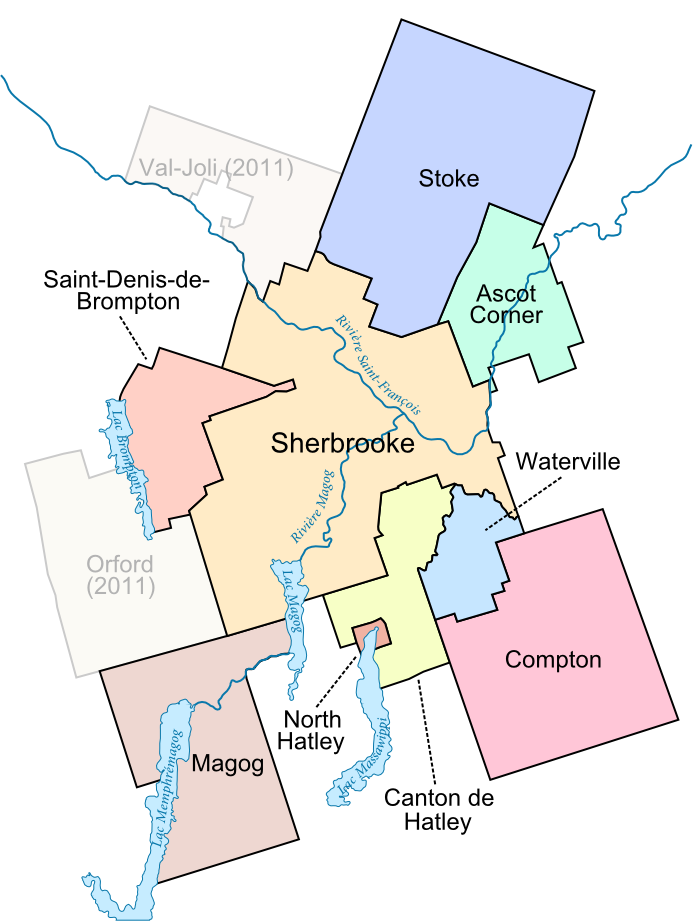
Région métropolitaine de Sherbrooke.

La région métropolitaine de recensement de Sherbrooke (RMR) est le principal bassin de population de l'Estrie, avec près des deux tiers de la population estrienne, et le principal centre économique de la région. Selon l'estimation 2009 de Statistique Canada, celle-ci compte 194 555 habitants. Elle s’étend sur plus de 1 231 km2, allant jusqu’à la municipalité de Stoke au nord, à Ascot Corner à l’est, à Magog au sud-ouest et à Saint-Denis-de-Brompton à l'ouest. Le territoire est baigné par cinq lacs majeurs soit le Memphrémagog, le lac Magog, le lac Brompton, le lac Massawippi et le lac Montjoie. Plusieurs rivières parcourent la RMR, dont les rivières Saint-François, Magog, Massawippi et Coaticook. Depuis le recensement de 2011, deux autres municipalités se sont ajoutées au groupe : Canton d'Orford et Val-Joli.
La région métropolitaine comprend neuf municipalités :
| - Ascot Corner - Compton - Hatley - Magog - North Hatley | - Saint-Denis-de-Brompton - Sherbrooke - Stoke - Waterville |

#### Parcs et espaces verts
Sherbrooke possède un environnement riche en parcs et en espaces verts. On en compte 108 sur le territoire de la municipalité. Parmi ceux-ci, les parcs Jacques-Cartier, du Mont-Bellevue, du Bois-Beckett, Lucien-Blanchard, Central, Quintal, Victoria, ainsi que le Marais Réal-D.-Carbonneau sont probablement les plus connus et les plus fréquentés.

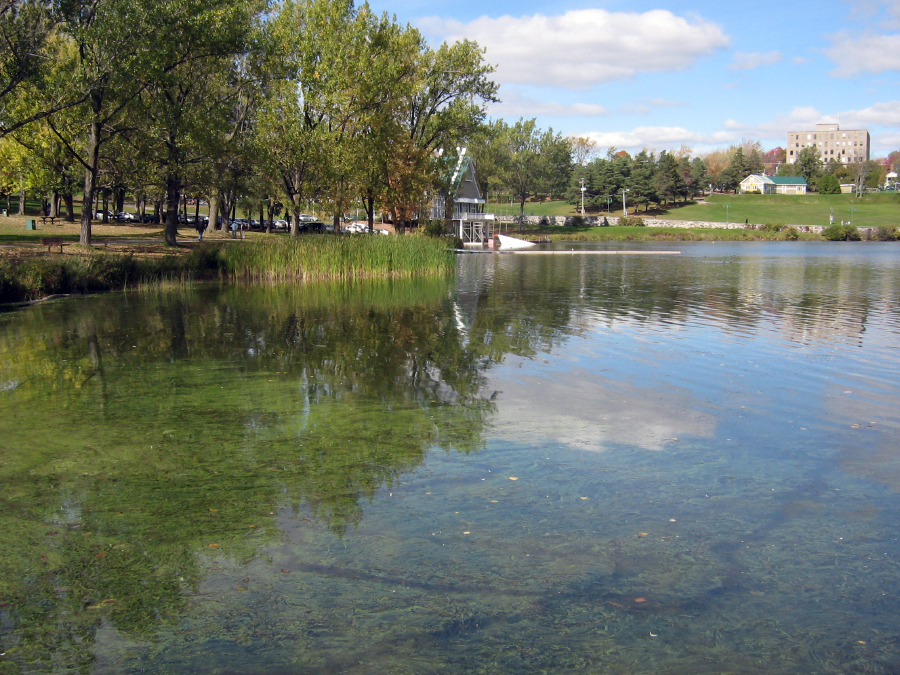
Le parc Jacques-Cartier, en amont du lac des Nations.

- Parc Jacques-Cartier Le parc Jacques-Cartier[25], en amont du lac des Nations.

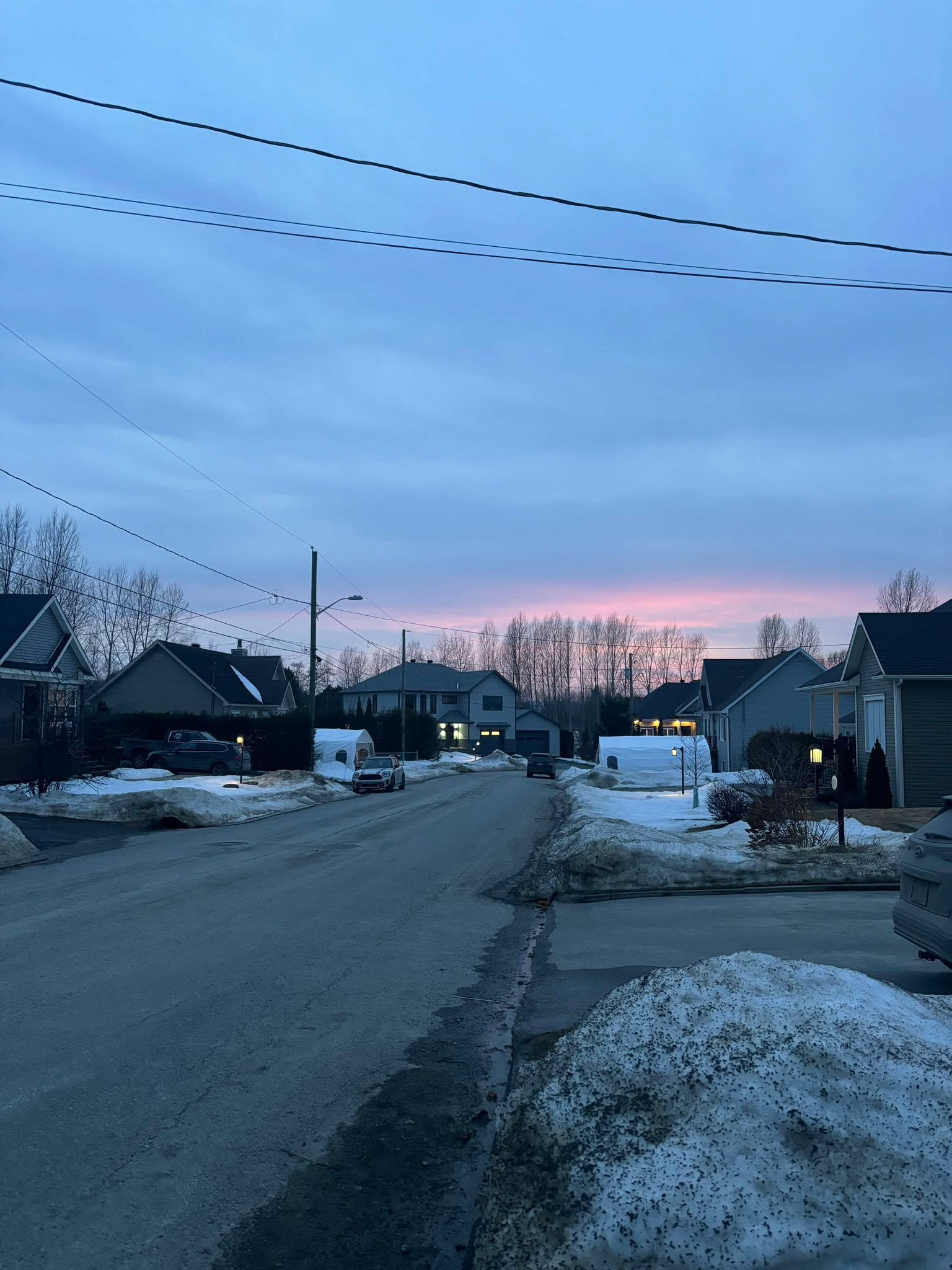
Le soleil se couche à l'horizon

Situé en amont du lac des Nations créé par Jean Perrault, celui-ci est à environ un kilomètre à l’ouest du centre-ville et lui est relié par la populaire promenade du lac des Nations. On y trouve quelques plateaux sportifs, notamment des terrains de soccer et de tennis, ainsi qu'un sentier piétonnier de 3,5km autour du lac. Le parc héberge également l’école de Ski nautique Jean-Perrault, qui utilise le lac à des fins d’entrainement. Le parc est aussi l’hôte de la populaire Fête du lac des Nations, du Carnaval de Sherbrooke, ainsi que de la Fête nationale du Québec et de la fête du Canada. C’est un grand espace vert très central dans l’agglomération sherbrookoise, ce qui contribue notamment à sa popularité. Du 10 décembre 2021 au 9 janvier 2022, le parc a été l'hôte de l'activité Étincelles, un spectacle multimédia mis en scène par Moment Factory. Un aménagement d’une piste à rouleaux, communément appelé pumptrack, est prévu pour l’automne 2025 dans le parc Jacques-Cartier.

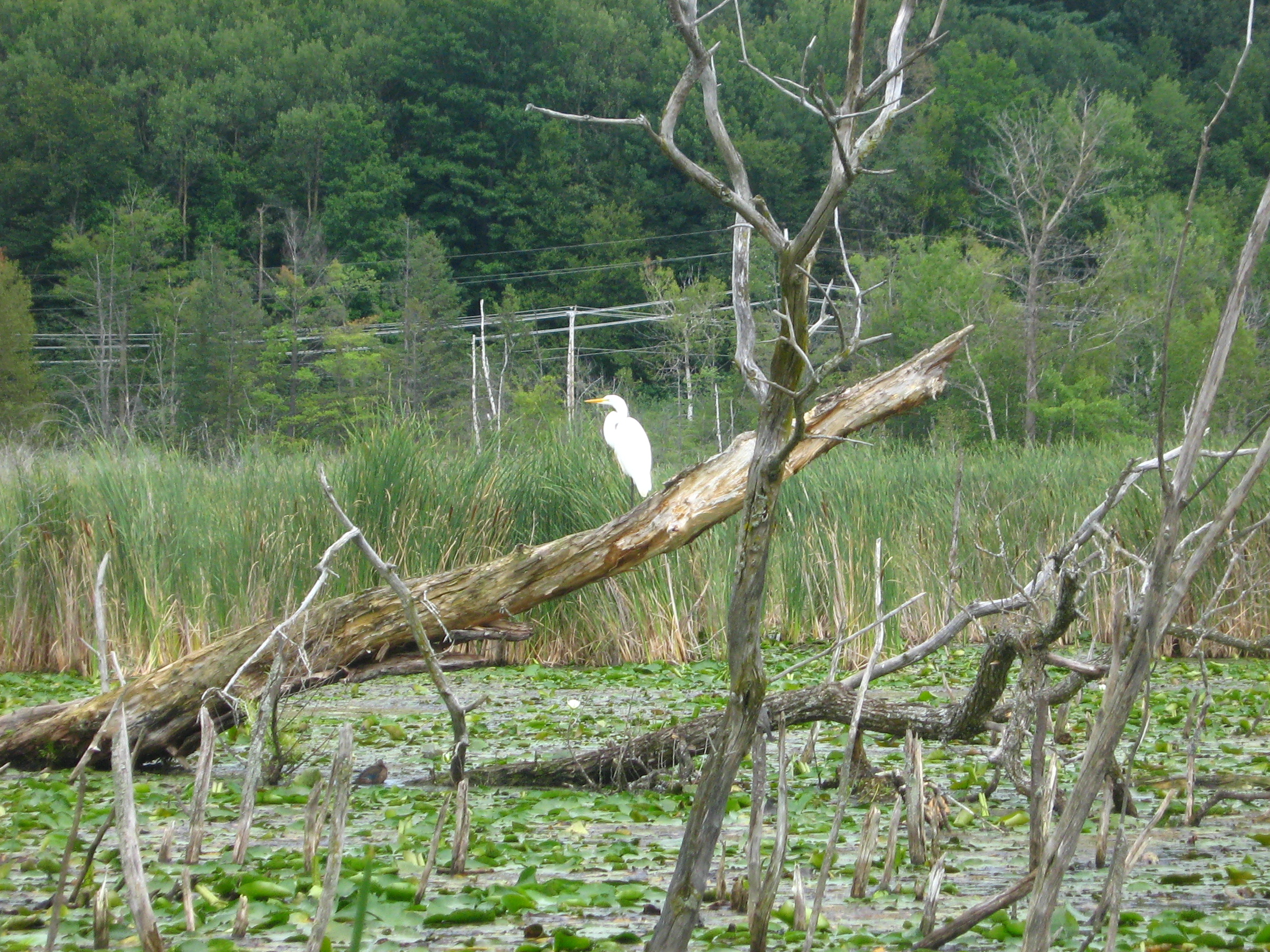
Le Marais Réal-D.-Carbonneau.

- Parc du Mont-Bellevue Les monts Bellevue[28] (gauche) et John-S.-Bourque[29] (droite).

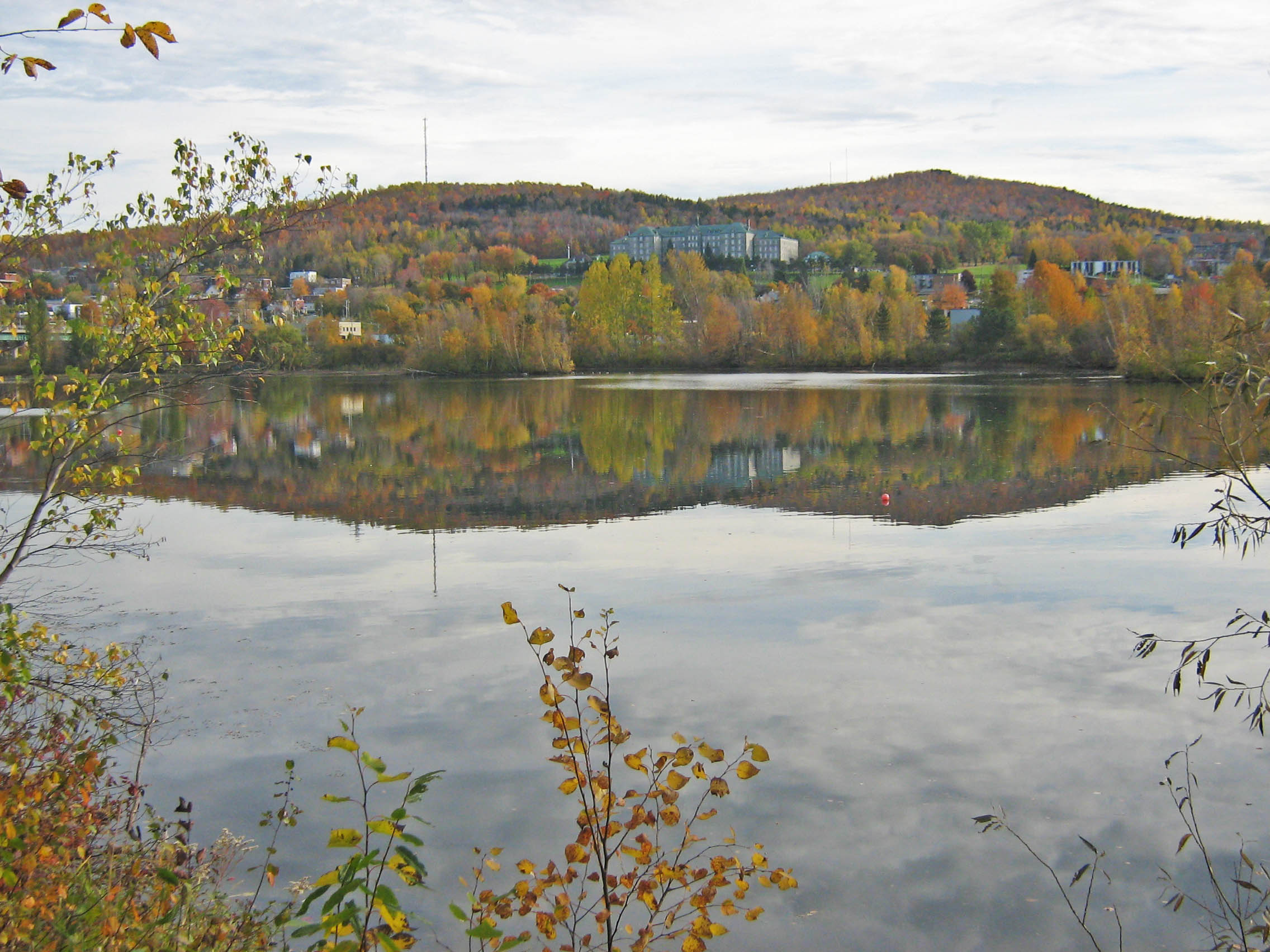
Les monts Bellevue (gauche) et John-S.-Bourque (droite).

En superficie, c'est le plus grand parc de la ville avec 200 hectares. Situé en partie sur les terrains de l'Université de Sherbrooke, celui-ci est géré par la ville et jouit d'une association de citoyens; le Regroupement du Mont-Bellevue, dont la mission est de sauvegarder et mettre en valeur le parc. Au sein du parc se trouvent les monts John-S.-Bourque et Bellevue. Sur ce dernier, la ville exploite un petit centre de ski de 45 hectares. Il est également possible d'y pratiquer différentes activités de plein air telles que le ski de fond, la raquette, le vélo de montagne et la marche au travers des sentiers pédestres aménagés par la ville. On y trouve aussi des terrains de tennis, un champ de pratique pour le tir à l'arc, de multiples écosystèmes et une importante biodiversité.

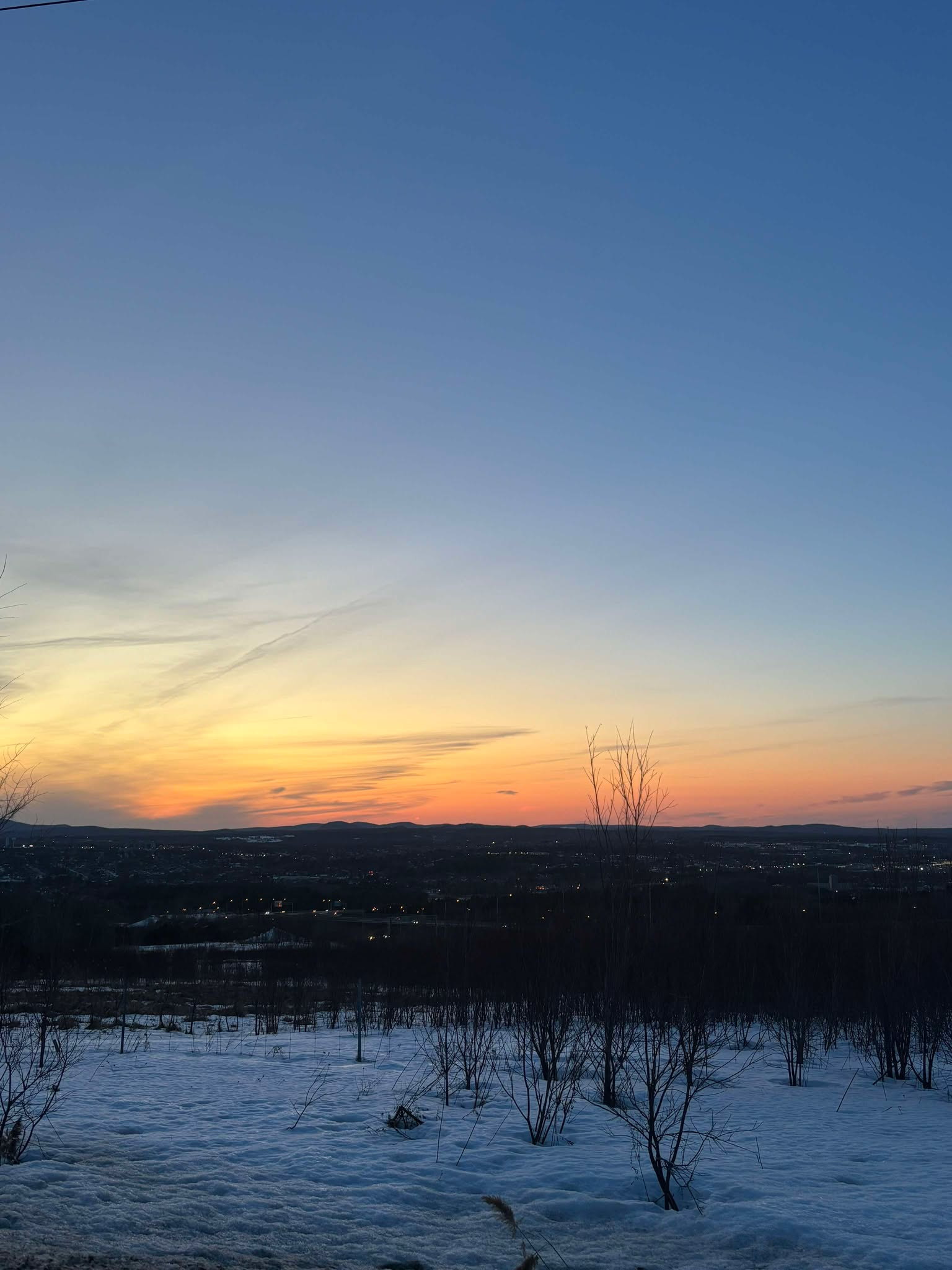
Plus belle place pour regarder les couchers de soleil à Sherbrooke

- Plus belle place pour regarder les couchers de soleil à SherbrookeParc du Bois-Beckett

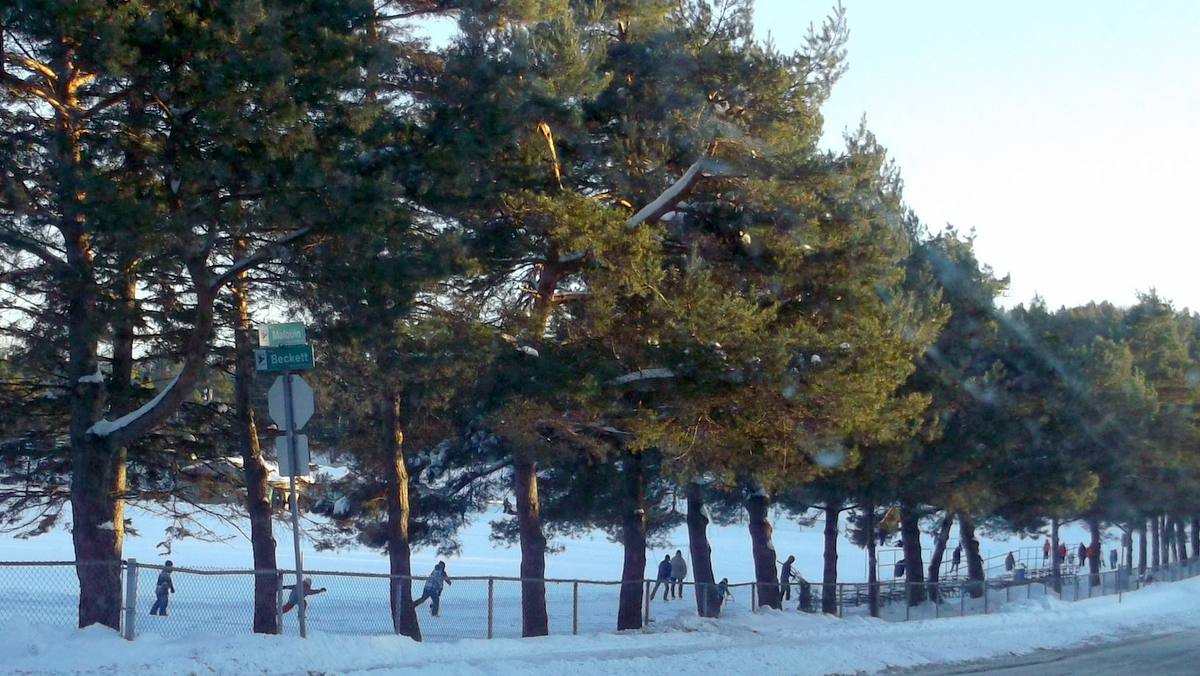
Le parc du Bois-Beckett en hiver.

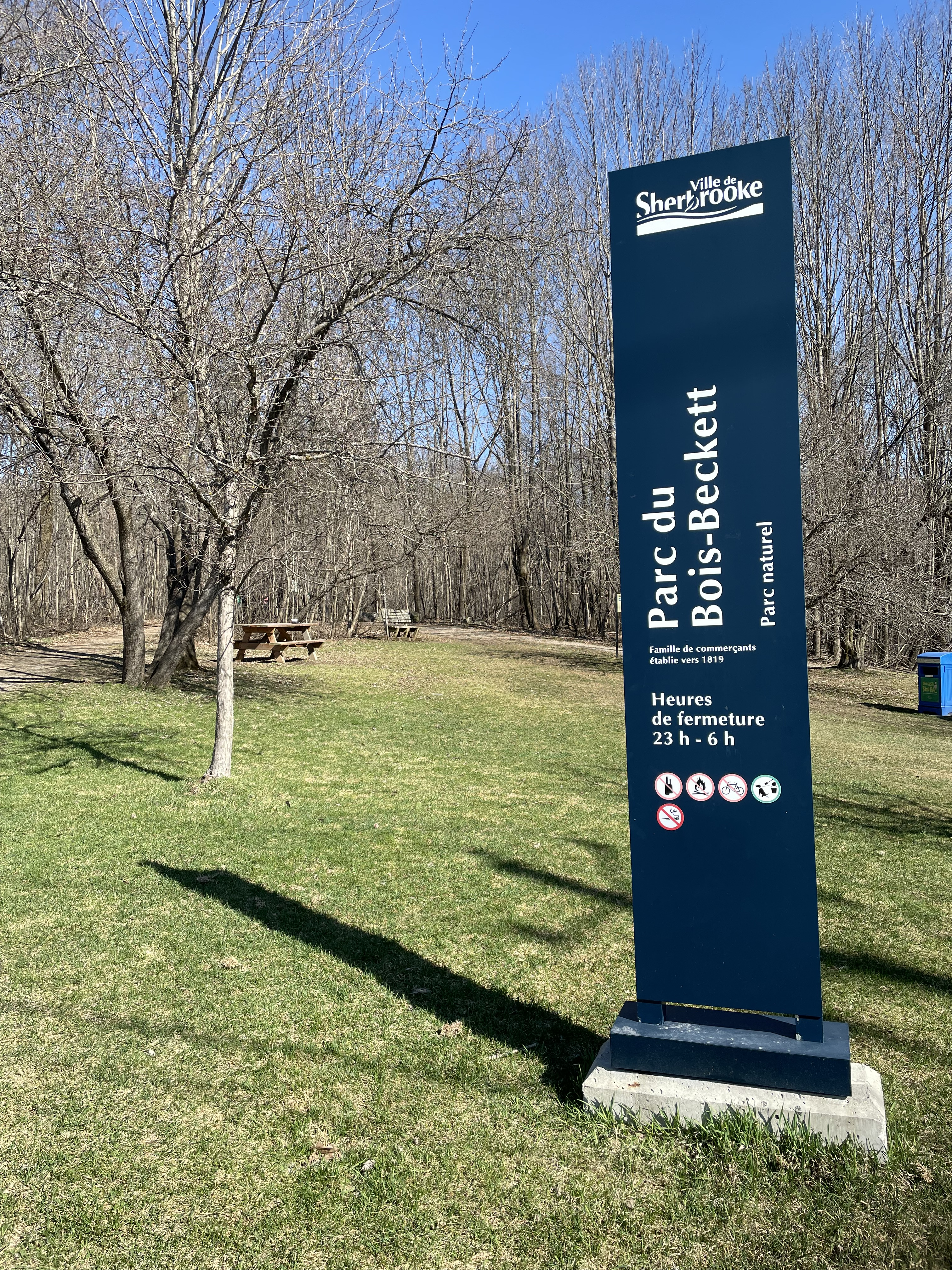
Parc du Bois-Beckett, avril 2023.

Le parc occupe une ancienne érablière de plus de soixante-dix hectares ayant appartenu au Major Henry Beckett de 1834 à 1870 Le secteur resta ensuite la propriété des héritiers de ce dernier jusqu’en 1963. De fait, l'ancienne érablière est reconnue depuis 2000 par le ministère des Ressources naturelles et de la Faune du Québec comme étant un écosystème forestier exceptionnel à titre de forêt ancienne. On dit même que le plus vieil arbre atteindrait 270 ans. Tel le parc du Mont-Bellevue, le parc du Bois-Beckett jouit aussi de la présence d'un regroupement de citoyens visant à le protéger et à le mettre en valeur. Plusieurs sentiers pédestres y ont été aménagés par la ville et il est également possible d'y faire de la raquette en hiver. Au sein du parc, subsistent quelques vestiges datant de la colonisation par le Major Beckett, tels des fondations, de même qu’un puits près de celle-ci et le fameux arbre à anneaux (une vieille roue de charrette à travers laquelle a poussé un arbre à deux embranchements).

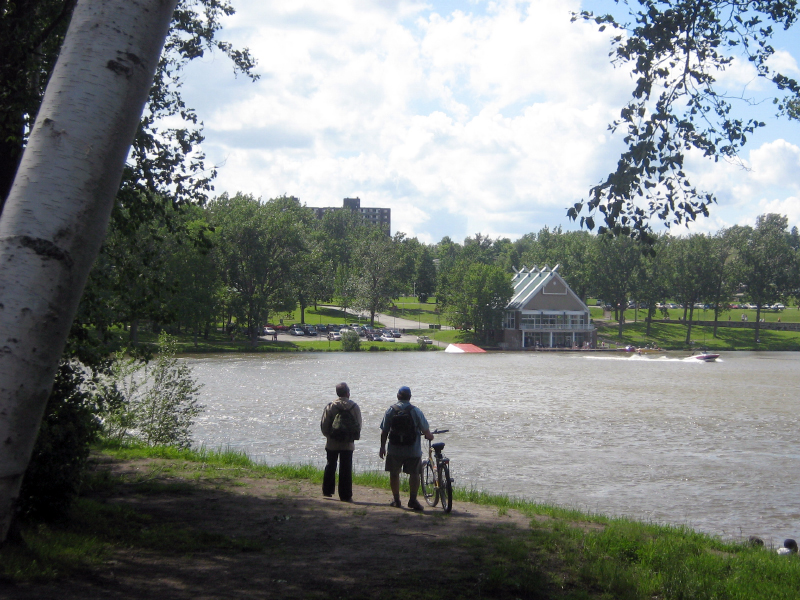
Pavillon Armand-Nadeau, au parc Jacques-Cartier, près du lac des Nations.

- Parc Lucien-BlanchardPavillon Armand-Nadeau, au parc Jacques-Cartier, près du lac des Nations.

Situé à quelques kilomètres à l'ouest du centre-ville, sur les berges de la rivière Magog, le parc Lucien-Blanchard est un point de convergence où l'on peut pratiquer plusieurs activités de plein air tels la baignade en eaux libres ou le volleyball de plage. On peut également y louer des bicyclettes, des canots, des kayaks et des bateaux-dragons. Au centre du parc, se trouve la Maison de l'Eau, qui contient une boutique et un petit centre d'interprétation sur les reptiles et les amphibiens de la région. Quelques sentiers permettent de profiter de son boisée, de part et d'autre de la piste cyclable, dont le long de la rivière.
- Parc Central

Logé au cœur de l'arrondissement Rock-Forest–Saint-Élie–Deauville, on y trouve plusieurs plateaux sportifs tels des terrains de soccer, de tennis, de balle, de volleyball de plage, ainsi qu'une piscine et des jeux pour les enfants. Un long sentier pédestre fait le tour du parc et permet à de nombreuses personnes de profiter de la grande forêt présente dans le parc, été comme hiver.
- Parc du Domaine-Howard (Serres municipales Carl-Camirand)

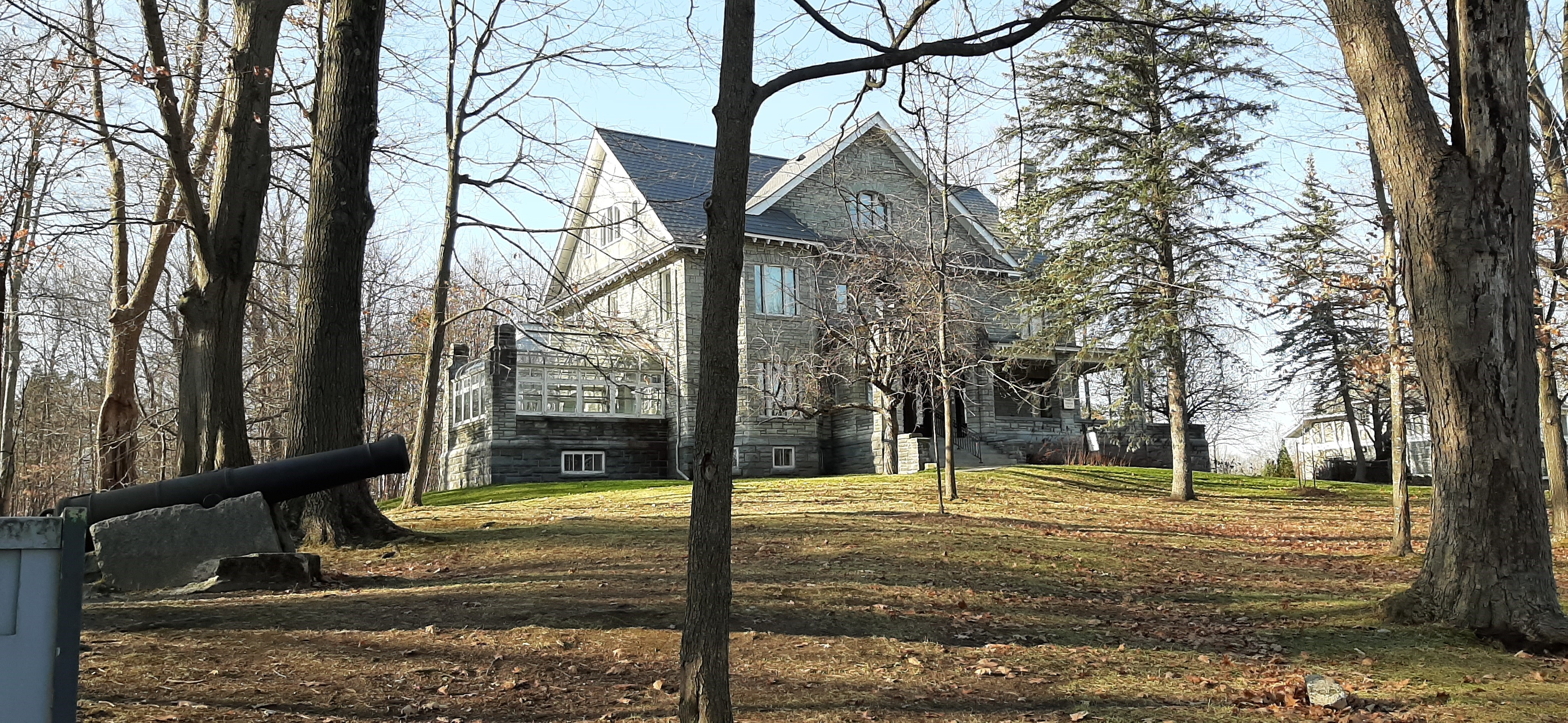
L'un des bâtiments du parc du Domaine-Howard.

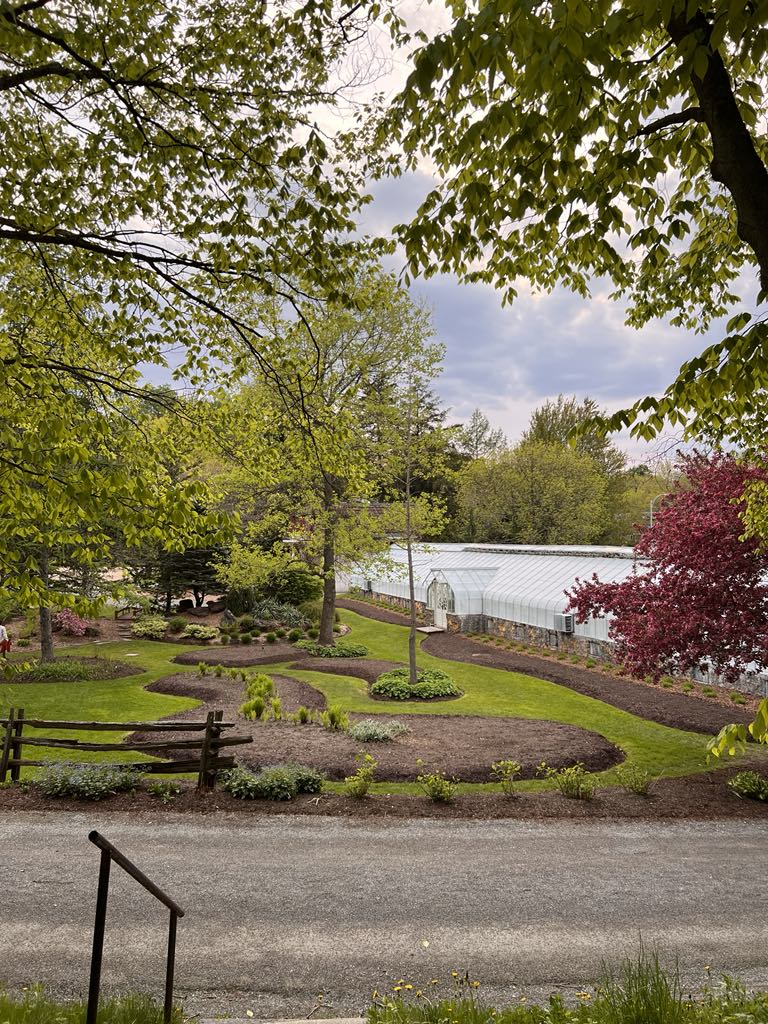
Le jardin sur le côté des serres municipales au Domaine-Howard.

Le parc du Domaine-Howard tire son nom de son premier propriétaire, Charles Benjamin Howard, qui posséda le Domaine Howard jusqu'en 1961, avant qu'il ne soit racheté par la Ville de Sherbrooke. Trois édifices ont été érigés sur la propriété entre 1917 et 1926. Le pavillon 1 a servi de résidence à C.B. Howard. Le pavillon 2 a quant à lui servi de résidence à la mère du sénateur Howard, puis à son fils aîné par la suite. Les deux bâtiments sont de style éclectique, populaire au début du XXe siècle. Le pavillon 3, pour sa part, était un garage et servait également de résidence aux chauffeurs. Contrairement aux deux autres bâtiments, ce dernier est d'inspiration anglo-normande. Les serres municipales occupent la partie nord du parc depuis 1932. Ce parc situé au coin du boulevard Portland, de la rue Vimy et de la rue de l'Ontario offre la découverte de quelque 50 000 plants servant à la réalisation de différentes mosaïcultures embellissant l'espace. C'est aussi plus de 60 000 plantes annuellement et des milliers de plantes vivaces qu'on y cultivent et qui servent à l'embellissement de la ville de Sherbrooke. Des sentiers centenaires sillonnent le parc et les bâtiments du parc. Un étang et une fontaine enjolivent le parc l'été; l'hiver l'étang se transforme en une patinoire naturelle. Depuis 2002, Le Rendez-vous d'Howard s'y tient annuellement et est devenu un événement couru.
- Parc Quintal

Anciennement le Parc Central de Fleurimont, celui-ci, situé dans l'arrondissement de Fleurimont, est à l'image de son homologue de l'arrondissement de Rock-Forest-Saint-Élie-Deauville. Par ailleurs, le parc est l'hôte du Festival des Traditions du Monde.

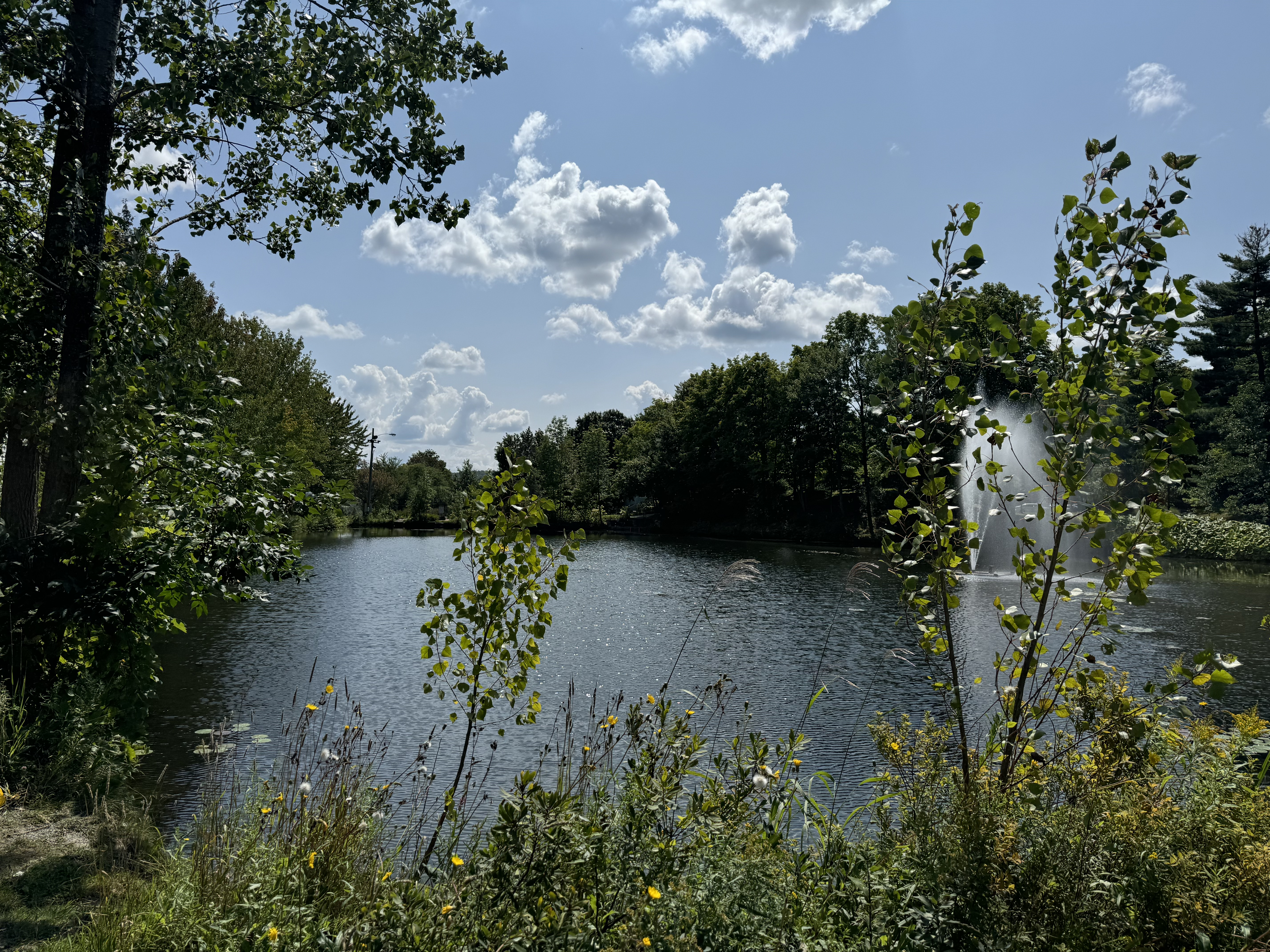
Vue de l'étang du parc du Domaine-Howard

- Vue de l'étang du parc du Domaine-HowardParc Victoria

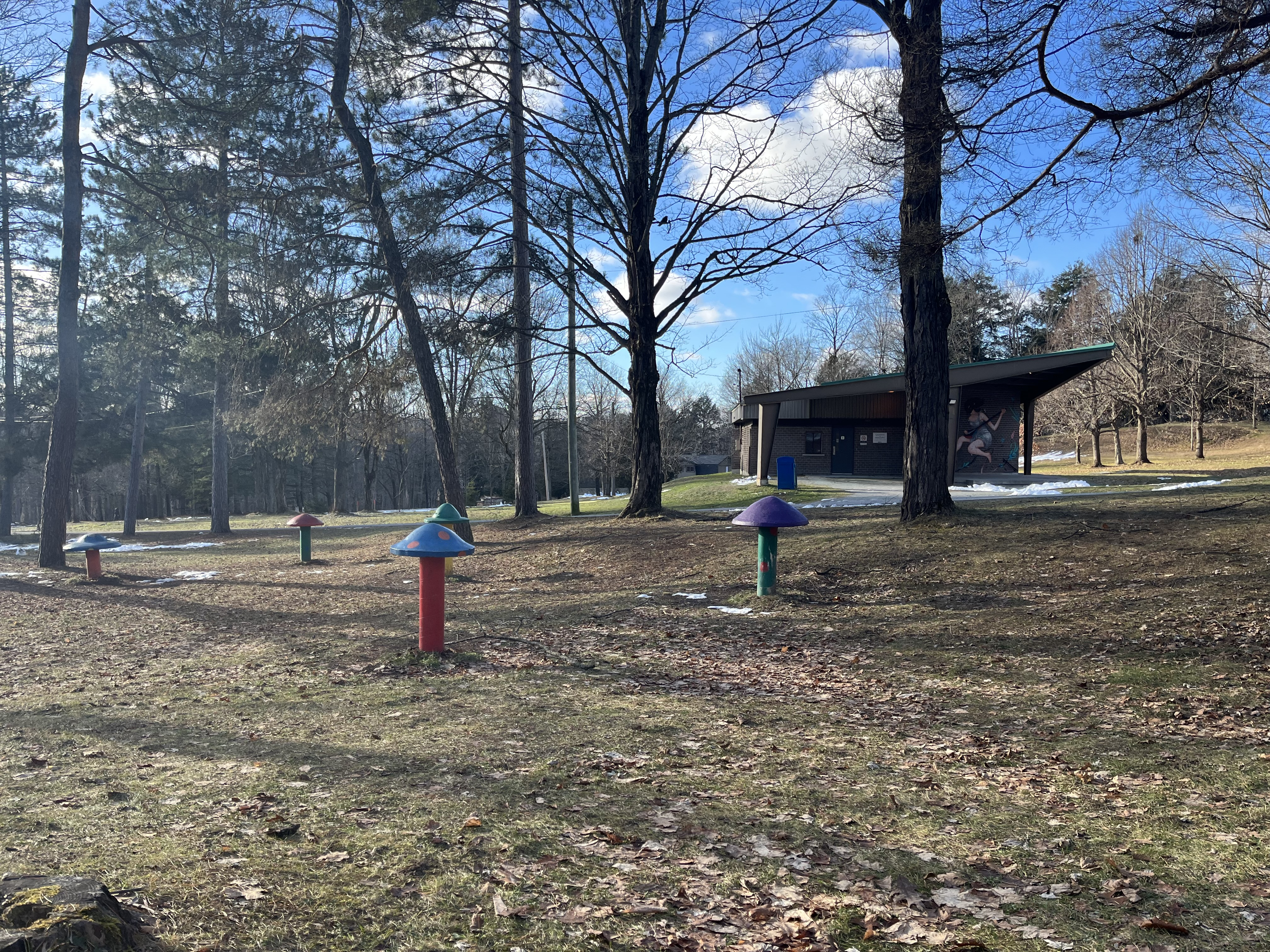
Une installation artistique présente au parc Victoria

Limitrophe de son voisin de l'autre côté de la rue Terrill, le plateau Sylvie-Daigle, ce parc est situé à quelques pas au nord du Cégep de Sherbrooke. C'est un grand espace vert au sein duquel on trouve quelques sentiers pédestres et des plateaux sportifs tels un terrain de baseball le Stade Amédée-Roy, des terrains de soccer et une piscine. Du côté du plateau Sylvie-Daigle se trouve le centre Multisport Rolland-Dussault dans lequel on peut pratiquer le soccer intérieur, le hockey, le baseball, le football, le frisbee, le rugby, etc.
- Marais Réal-D.-Carbonneau Le Marais Réal-D.-Carbonneau[39].

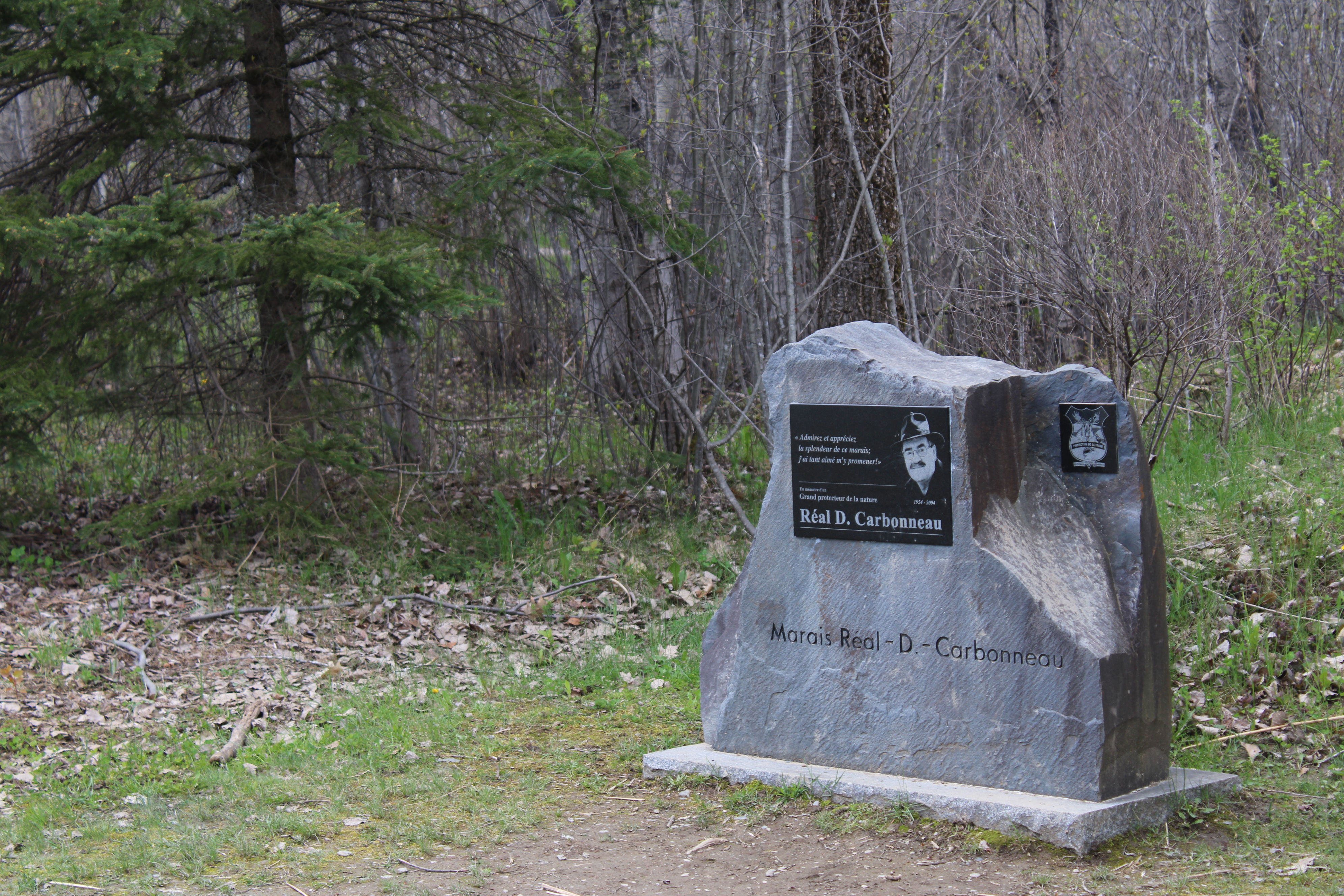
Le monument à la mémoire de Réal D. Carbonneau.

Situé près de la rivière Saint-François, à quelques pas du centre-ville, le Marais Réal-D.-Carbonneau est un écosystème aménagé par la corporation de gestion CHARMES (organisme municipal) d’environ 40 hectares. Des sentiers boisés et sur pilotis parcourent le marais, d'où l'on peut observer la faune et la flore. L'histoire du marais a commencé en 1953, lorsque le remblayage autour du site, associé notamment à la construction des rues Lévesque et Saint-François, affecte de façon importante le ruissellement des eaux en direction de la rivière. La cuvette ainsi formée permet l'accumulation de l'eau, qui rend possible la formation du marais actuel. En 1996, un premier inventaire biologique du milieu démontre la richesse importante de la faune et de la flore du milieu. La même année, d'importants travaux de nettoyage sont entrepris, qui sont suivis par une mise en commun des efforts de toutes parts pour la protection du site. C'est l'année suivante que débutent les travaux d'aménagement du parc, qui dureront plusieurs années. En 2004, à la suite de la mort de Réal D. Carbonneau, le marais est renommé en son honneur. Un monument commémoratif lui est érigé quelques mois plus tard.
- Parc du Barrage

Le parc du Barrage est un parc spécialement aménagé pour les chiens.
- Parc Antoine-Racine

Situé au coin des rues Ball et Brooks, le parc est entouré de bâtiments ancestraux à l'architecture variée.

## Démographie
En juillet 2009, Statistique Canada estimait la population de la Région Métropolitaine de Sherbrooke à 194 555 habitants, alors que celle de la ville de Sherbrooke était de 153 384 habitants. Sherbrooke constitue donc la 6e plus grande ville au Québec, la 4e plus grande agglomération au Québec après celles de Montréal, Québec et Gatineau et la 20e plus grande au Canada.
Selon les statistiques du 1er juillet 2020, la ville compte 170 816 habitants. Parmi ceux-ci, 48 650 habitants dans l’arrondissement de Brompton-Rock-Forest-Saint-Élie-Deauville, 46 891 habitants dans l’arrondissement de Fleurimont, 5 451 habitants dans l’arrondissement de Lennoxville ainsi que 69 824 habitants dans l’arrondissement des Nations.
À la fin de l'année 2020, le nombre d'habitants est monté à 171 158 habitants, et se répartit come suit: 20,7 % de la population a entre 0 et 19 ans, 59 %, entre 20 et 64 ans, et 20,3 %, entre 65 ans et plus.
Selon le décret de population 2023 du gouvernement du Québec, la population de Sherbrooke serait de 181 360 personne.

### Évolution démographique

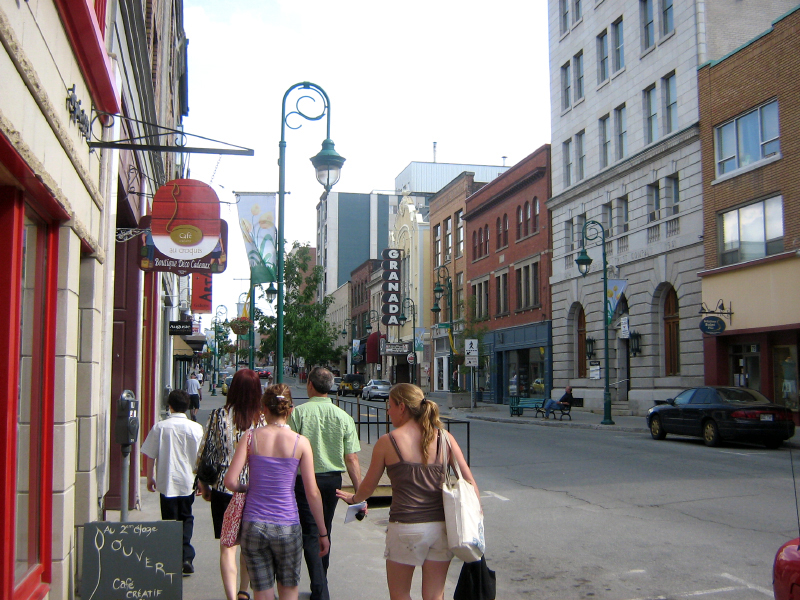
La rue Wellington Nord.

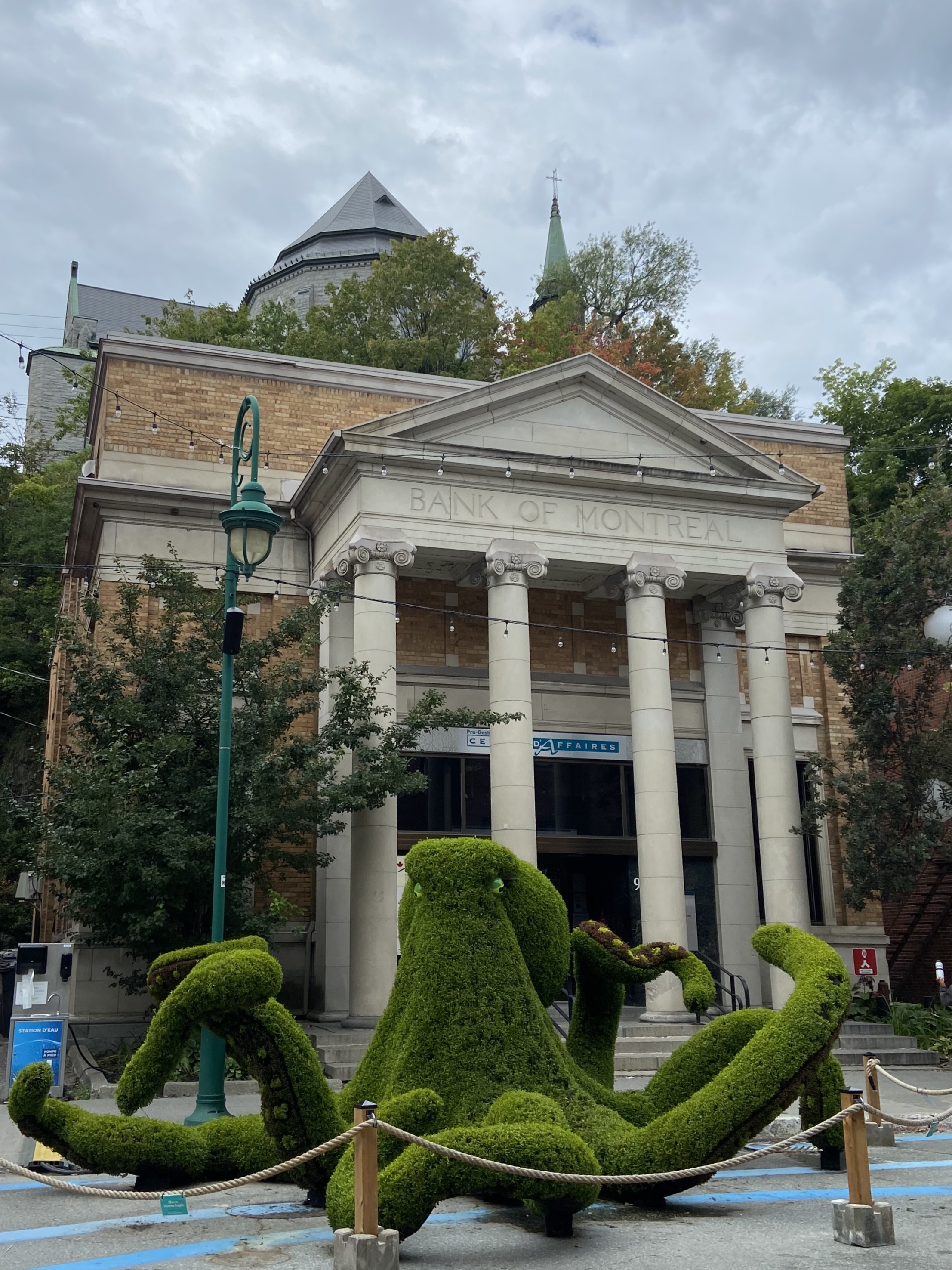
Une œuvre d'art arboricole au centre-ville à l'été 2021.

En 1819, le major Beckett mena un recensement officieux et détermina que la population du hameau de Sherbrooke n'était composée cette année-là que de 10 familles, pour un total de 53 personnes. Ces chiffres illustrent la lenteur du développement de Sherbrooke près de deux décennies après ses débuts. Le tout changea dès 1823, lorsque le gouvernement colonial choisit Sherbrooke comme chef-lieu d'un nouveau district judiciaire du Bas-Canada. À partir de ce moment, notaires, avocats, commerçants, et autres professionnels vinrent s'installer à Sherbrooke, ce qui marqua le début d'un développement plus soutenu.
L'avènement de la British American Land Company (BALC) et du chemin de fer vers le milieu du XIXe siècle marqua quant à lui le point de départ du déploiement industriel de Sherbrooke. Des milliers d'immigrants, principalement des Irlandais et des Canadiens français, vinrent alors s'installer à Sherbrooke. C'est à partir des années 1930 que le relatif équilibre entre anglophones et francophones, qui perdurait depuis six décennies à Sherbrooke, s'en trouva bouleversé. En 30 ans, les francophones allaient passer de 76 % à 88 % de la population. La croissance démographique et la prédominance du fait francophone continuèrent de plus belle par la suite, grâce à une ultime phase d'industrialisation, attirant un nombre grandissant de travailleurs francophones et plus tard, grâce à l'apparition du phénomène du baby-boom. Dans le dernier tiers du XXe siècle par contre, pour la première fois de son histoire, Sherbrooke subit un arrêt prolongé de sa croissance, en raison de la migration d'une partie de sa population vers les municipalités de banlieue. Il s'ensuivit donc une période de stagnation, jusqu'en 2002, au moment des fusions municipales, qui allaient redonner un second souffle à la croissance démographique de la ville, les municipalités de banlieue étant désormais fusionnées à Sherbrooke. Néanmoins, les données démographiques publiées par Statistique Canada depuis 2001 révèlent aussi que le territoire de l'ancienne ville de Sherbrooke a connu une augmentation de sa population, ce qui permet de constater un renversement de la tendance à la stagnation de la population de la ville. Effectivement, la population du secteur de l'ancienne ville est passée de 75 916 habitants, en 2001, à 79 240 habitants en 2006
| 1825 | 1831 | 1842 | 1844 | 1852  | 1861  | 1867  | 1871  |
| ---- | ---- | ---- | ---- | ----- | ----- | ----- | ----- |
| 183  | 391  | 618  | 600  | 2 606 | 2 964 | 4 500 | 4 432 |

| 1876  | 1881  | 1886  | 1891   | 1896  | 1901   | 1906   | 1911   |
| ----- | ----- | ----- | ------ | ----- | ------ | ------ | ------ |
| 7 097 | 7 446 | 8 330 | 10 110 | 9 746 | 11 452 | 13 950 | 16 728 |

| 1916   | 1921   | 1926   | 1931   | 1936   | 1941   | 1946   | 1951   |
| ------ | ------ | ------ | ------ | ------ | ------ | ------ | ------ |
| 20 470 | 23 522 | 25 021 | 28 777 | 30 908 | 34 904 | 42 049 | 53 197 |

| 1956   | 1961   | 1966   | 1971   | 1976   | 1981   | 1986   | 1991   |
| ------ | ------ | ------ | ------ | ------ | ------ | ------ | ------ |
| 60 075 | 64 407 | 74 126 | 80 422 | 86 231 | 73 900 | 72 000 | 77 618 |

| 1996   | 2001   | 2006    | 2011    | 2016    | 2021    | - | - |
| ------ | ------ | ------- | ------- | ------- | ------- | - | - |
| 79 432 | 77 129 | 147 427 | 154 601 | 161 323 | 172 950 | - | - |

| Hommes | Classe d’âge | Femmes |
| ------ | ------------ | ------ |
| 1,32   | 80+ ans      | 3,03   |
| 2,55   | 70-79 ans    | 3,70   |
| 4,32   | 60-69 ans    | 4,89   |
| 6,71   | 50-59 ans    | 7,32   |
| 7,40   | 40-49 ans    | 7,89   |
| 5,94   | 30-39 ans    | 6,02   |
| 7,83   | 20-29 ans    | 7,84   |
| 6,43   | 10-19 ans    | 6,35   |
| 5,44   | 0-9 ans      | 5,03   |

### Population par arrondissement
Au 1er janvier 2018, la ville comptait 165 859 habitants. Quant aux quatre arrondissements, leur population peut varier considérablement d'un à l'autre. L'écart est nettement visible entre les arrondissements de Lennoxville et des Nations, par exemple.
| Arrondissement                                                    | Population |
| ----------------------------------------------------------------- | ---------- |
| Arrondissement de Brompton – Rock Forest – Saint-Élie – Deauville | 47 173     |
| Arrondissement de Fleurimont                                      | 45 835     |
| Arrondissement de Lennoxville                                     | 5 600      |
| Arrondissement des Nations                                        | 67 251     |
| Total                                                             | 172 950    |

### Autres données
- Perspectives démographiques (variation 2031/2006) : 10,1 %
- Travailleurs de 25–64 ans (2009) : 58951
- Taux de travailleurs de 25–64 ans (2009) : 71,7 %
- Revenu d'emploi moyen des travailleurs de 25–64 ans (2009) : 41 300 $
- Taux d'assistance-emploi (chômage) (2010) : 6,9 %
- Taux de chômage le plus faible au Canada en 2022 : 2,7 %[54]
- 3e grande ville du Québec (plus de 100 000 habitants) où il fait bon vivre selon un sondage sur la satisfaction des habitants (2021) réalisé par le firme Léger[55]

### Langue

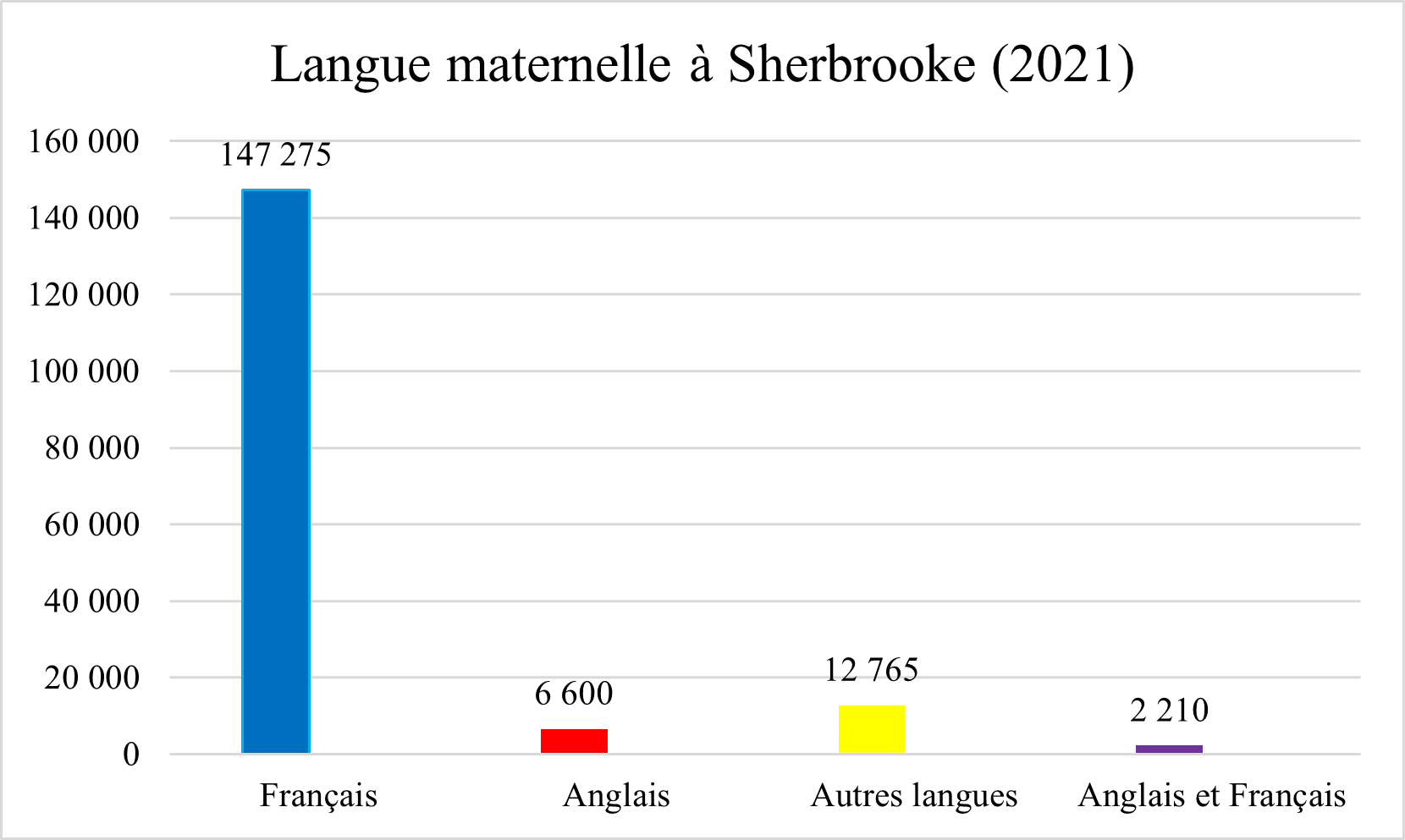
Langues maternelles à Sherbrooke.

Bien que peuplée par des loyalistes anglophones au début du XIXe siècle, Sherbrooke est aujourd'hui une ville à forte majorité francophone. Il subsiste malgré tout une minorité anglophone, principalement située dans l'arrondissement de Lennoxville, le seul de la ville à avoir le statut bilingue. Selon Statistique Canada, ces derniers constituent près de 4 % de la population de la ville, soit 6 600 habitants, alors que les francophones, avec leurs 147 275 habitants, comptent pour 87 % de la population. Néanmoins, la population anglophone augmente sensiblement lors de la rentrée scolaire à l'université Bishop's, une partie de sa clientèle anglophone étant souvent originaire de l'extérieur de la ville. En ce qui concerne la balance, 640 individus, soit 0,44 % de la population déclarent avoir l'anglais et le français comme langue maternelle, alors que 8 245 personnes, soit 5,7 % de la population déclarent parler une autre langue que l'anglais et le français.

### Immigration
Sherbrooke accueille annuellement un nombre croissant d'immigrants. Selon Statistique Canada, de juillet 2008 à juillet 2009, Sherbrooke aurait accueilli 1 212 immigrants, alors qu'ils n'étaient que 950 lors de la période annuelle 2005-2006. Selon le recensement de 2006, Statistique Canada estime à 10 360 le nombre d'immigrants à Sherbrooke. Leurs origines sont tout aussi diverses que nombreuses.
| Origine                                    | Nombre |
| ------------------------------------------ | ------ |
| États-Unis                                 | 1 040  |
| Amérique centrale et du Sud                | 1 890  |
| Caraïbes et Bermudes                       | 335    |
| Royaume-Uni                                | 210    |
| Autres pays d'Europe du Nord et de l'Ouest | 1 950  |
| Europe de l'Est                            | 460    |
| Europe du Sud                              | 1 095  |

| Origine                                      | Nombre |
| -------------------------------------------- | ------ |
| Afrique                                      | 1 885  |
| Asie centrale, de l'Ouest et du Moyen-Orient | 630    |
| Asie de l'Est                                | 460    |
| Asie du Sud-Est                              | 275    |
| Asie du Sud                                  | 85     |
| Océanie et autres                            | 30     |
| Total                                        | 10 360 |

### Minorités visibles
| Chinois                                       | 0,5 %   | 830     |
| Sud-Asiatique                                 | 0,4 %   | 710     |
| Noir                                          | 3,1 %   | 5 215   |
| Latino-Américain                              | 2,00 %  | 3 410   |
| Asiatique du Sud-Est                          | 0,3 %   | 560     |
| Arabe                                         | 1,70 %  | 2 900   |
| Asiatique occidental                          | 1,00%   | 1 630   |
| Coréen                                        | 0,04 %  | 75      |
| Japonais                                      | 0,02 %  | 60      |
| Minorité visible, n.i.a.                      | 0,10 %  | 240     |
| Minorités visibles multiples                  | 0,2 %   | 300     |
| Total de la population des minorités visibles | 9,60 %  | 16 125  |
| Pas une minorité visible                      | 90,40 % | 151 055 |
| Total                                         | 100,0 % | 167 180 |

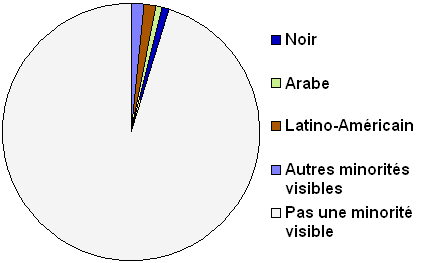
Les minorités visibles à Sherbrooke. (2006 Statcan.gc.ca)

Sherbrooke compte environ 16 125 individus considérés comme étant des minorités visibles en 2021, ce qui constitue 9,60 % de sa population. Proportionnellement, la capitale régionale de l'Estrie se retrouve bien au-devant de villes de tailles similaires au Québec comme Trois-Rivières (6 %) ou Saguenay (2 %). Sherbrooke dépasse aussi la ville de Québec, dont le pourcentage de minorités visibles est de 9,4 %, mais se trouve bien loin derrière Montréal (38,8 %) et Gatineau (19,1 %). Cette situation révèle que Sherbrooke est ainsi plus attirante pour les minorités visibles que la moyenne des villes centre d'agglomération québécoise. Ces visages multiethniques sont d'ailleurs plus visibles dans certains secteurs de la ville, comme dans l'arrondissement du Mont-Bellevue par exemple.
La loi sur l'équité en matière d'emploi de 1995 précise que « Font partie des minorités visibles les personnes, autres que les autochtones, qui ne sont pas de race blanche ou qui n'ont pas la peau blanche. »

## Prix et distinctions
- 2017 : Prix de la meilleure eau municipale du Québec[68]

- 2021 : Prix Distinction santé durable, catégorie municipalité 2021[69]

## Histoire

### Période précoloniale

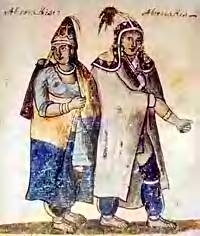
Couple d'Abénaquis au XVIIIe siècle.

Les premiers signes de présence de populations autochtones autour du site de Sherbrooke remontent à la préhistoire du Québec, soit de 8 000 à 3 000 années avant aujourd’hui (AA). Des traces de campements saisonniers, caractérisées par des pointes de flèche, des grattoirs, des racloirs et plusieurs autres outils similaires ont été retrouvées sur certains sites, notamment à Capleton et Coaticook. Du côté de l’arrondissement de Lennoxville, au site Bishop, des fouilles ont révélé des artéfacts montrant des influences provenant de peuplades installées dans la plaine de Montréal vers 4 500 à 4 000 AA. Toujours sur site Bishop, des objets de terre cuite datant du sylvicole (3 000 AA à 1 000 avant notre ère) ont aussi été mis au jour, attestant que la région continua d’être occupée par des populations nomades à cette période.
Vers l’an 1000, tout le long de la vallée du Saint-Laurent et des Grands Lacs, la culture iroquoienne se sédentarise et développe l’agriculture, bâtit des villages à palissades et à maison longues. Par contre, aucune preuve n’atteste que ce peuple se soit installé dans les Cantons de l’Est, donc à Sherbrooke.
À l’arrivée de Champlain au Canada en 1603, la région des Cantons de l’Est est soumise au contrôle des Mohawks. Par l’entremise de missionnaires, les Français créent une alliance avec les Abénaquis, localisés dans le Maine et le Vermont, mais ceux-ci sont refoulés jusque dans la vallée du Saint-Laurent, près de Trois-Rivières, à la suite de la victoire des Mohawks lors de la guerre généralisée de 1660. Souhaitant par la suite récupérer leur territoire de chasse, les Abénaquis remontent régulièrement les rivières des Cantons de l’Est, telles les rivières Saint-François, Massawippi et Magog, passant ainsi par le site de Sherbrooke qu’ils nomment Ktinékétolékwac, ce qui signifie « Grandes Fourches ». Plus spécifiquement, les Abénaquis avaient aussi désigné le lieu du nom de Shacewanteku, ce qui signifie « où l'on fume », car ils avaient l'habitude de s'arrêter au confluent de Pskasewantekw (la Magog) et d'Alsigôntekw (la Saint-François) pour se reposer. Le site devient alors un important point d’arrêts lors des passages saisonniers. Lors des incursions Mohawk qui suivirent, le site de Sherbrooke fut souvent le terrain de batailles entre les deux peuples. La tradition a d’ailleurs rattaché à ces guerres le souvenir d’un combat singulier entre un chef abénaquis et un chef iroquois, combat qui aurait eu lieu au site de Sherbrooke et dont le rocher au pin solitaire serait le mémorial légendaire.
Lors de la guerre de Sept Ans entre la France et la Grande-Bretagne, les Abénaquis, toujours alliés aux Français, guident ces derniers à travers les rivières des Cantons de l’Est, passant donc souvent par le site de Sherbrooke, lors des raids contre les forts anglais. Lorsque la paix est signée en 1783 et peu après, lorsque l'indépendance des États-Unis est reconnue, la région des Cantons de l’Est revient pour quelques courtes années aux populations abénaquises, qui y pratiquent depuis des générations la chasse et la pêche. Par contre, la révolution américaine attire les loyalistes dans la région et ceux-ci commencent à convoiter les terres et à demander des concessions au gouvernement.
Encore aujourd'hui, des fouilles archéologiques ont lieu au confluent des rivières Saint-François et Massawippi. Elles constituent une source de documentation historique et révèlent des informations sur la culture des amérindiens qui étaient présents dans cette région.

### Colonisation (1802 à 1834)

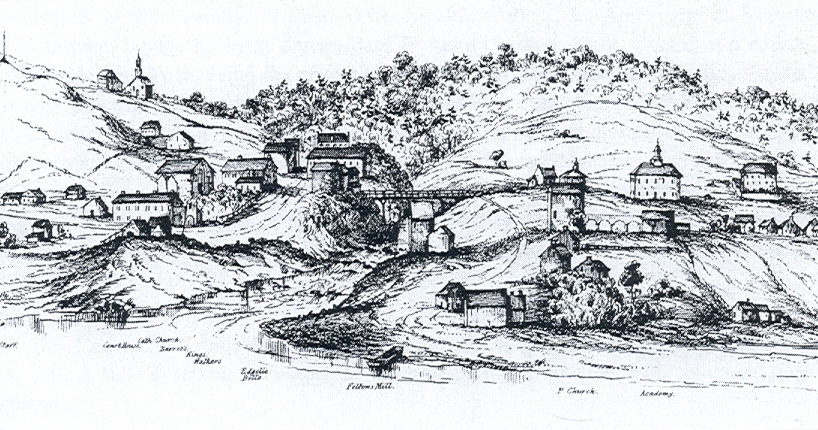
Sherbrooke en 1828, d'après une esquisse de Joseph Bouchette.

Le premier Blanc à s’installer sur le site de Sherbrooke est un Canadien français du nom de Jean-Baptiste Nolain, dont on ne sait que peu de choses, si ce n’est qu’il s’y établit en 1795 et qu’il est venu pour y vivre de l’agriculture.
Une tentative de colonisation eut lieu, en 1792, sur la rive est de la rivière Saint-François. L’endroit fut alors connu sous le nom de Cowan's Clearance. En 1793, Gilbert Hyatt, loyaliste originaire du district de Schenectady dans l'État de New York, en compagnie de neuf associés, s’établit non loin du confluent des rivières Massawippi et Coaticook, près du site actuel de Capleton, avant même que le gouvernement du Bas-Canada ne leur concède officiellement les terres. Il fallut attendre 1801 pour que les autorités accordèrent enfin des terres à Hyatt. À ce moment, comme aucun droit n'avait été reconnu à Jean-Baptiste Nolain, celui-ci dut quitter les terres qu'il avait défrichées. Hyatt revendiqua alors les terres de Nolain et il y construisit le premier barrage sur la rivière Magog. Un autre loyaliste, Jonathan Ball, acheta des terres sur la rive nord de la rivière et y construisit une scierie, tandis que Hyatt, sur la rive sud, avait érigé un moulin à farine. Par la construction de son moulin en 1802, Hyatt a donné naissance au petit hameau d’Hyatt’s Mill qui allait devenir un jour la ville de Sherbrooke.

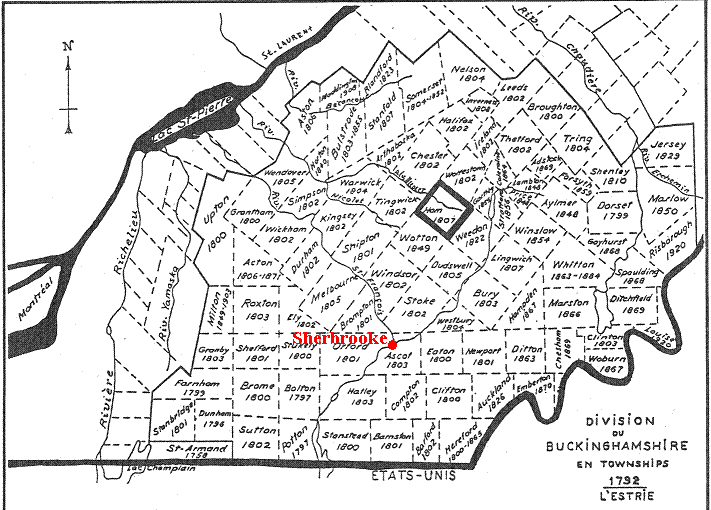
Localisation du site de Sherbrooke parmi les cantons en 1792.

À cette période, les conditions sont peu aisées aux prémices de la colonie des Cantons-de-l'Est; les villages nouvellement fondés sont trop loin des centres urbains, et les colons se retrouvent éparpillés au milieu de la forêt tout en n'ayant pas accès à des routes carrossables. Par le fait même, les populations sont souvent aux prises avec des famines et diverses difficultés d'approvisionnement. Aussi, le développement du hameau de Sherbrooke, ne faisant pas exception à la règle, se fait très lentement.
Grâce au potentiel hydraulique de la rivière Magog, d’autres moulins sont progressivement construits sur les berges de la rivière, tels la carderie et le moulin à foulon d’Elvin Andrews. Ce dernier vend son entreprise aux frères Parkers, qui revendent eux-mêmes la moitié des intérêts au Marchand Goodhue en 1814. En 1816, Jonathan Ball vend sa scierie à William B. Felton.

La période 1815 à 1818 est favorable à un personnage entreprenant et riche comme William Felton et à un commerçant opportuniste comme Goodhue. À cause de la guerre entre la Grande-Bretagne et les États-Unis, les frontières entre ce dernier pays et le Canada sont quasi infranchissables pour les personnes et les biens. De même, les températures peu clémentes de 1814 à 1817 et une tempête de neige en juin 1816 détruisent les cultures. Pour beaucoup de cultivateurs, dont Gilbert Hyatt, c’est la faillite. Charles Frederic Henry Goodue rachète ses terres, son moulin, ainsi que plusieurs autres domaines de cultivateurs pour des sommes dérisoires. Il en tire donc un grand bénéfice, et son association avec d’autres marchands et importateurs de l’extérieur de la région en fait le seul marchand riche et puissant de Sherbrooke. L’entrée en scène de William Felton ne fait ensuite que croître ses bénéfices.

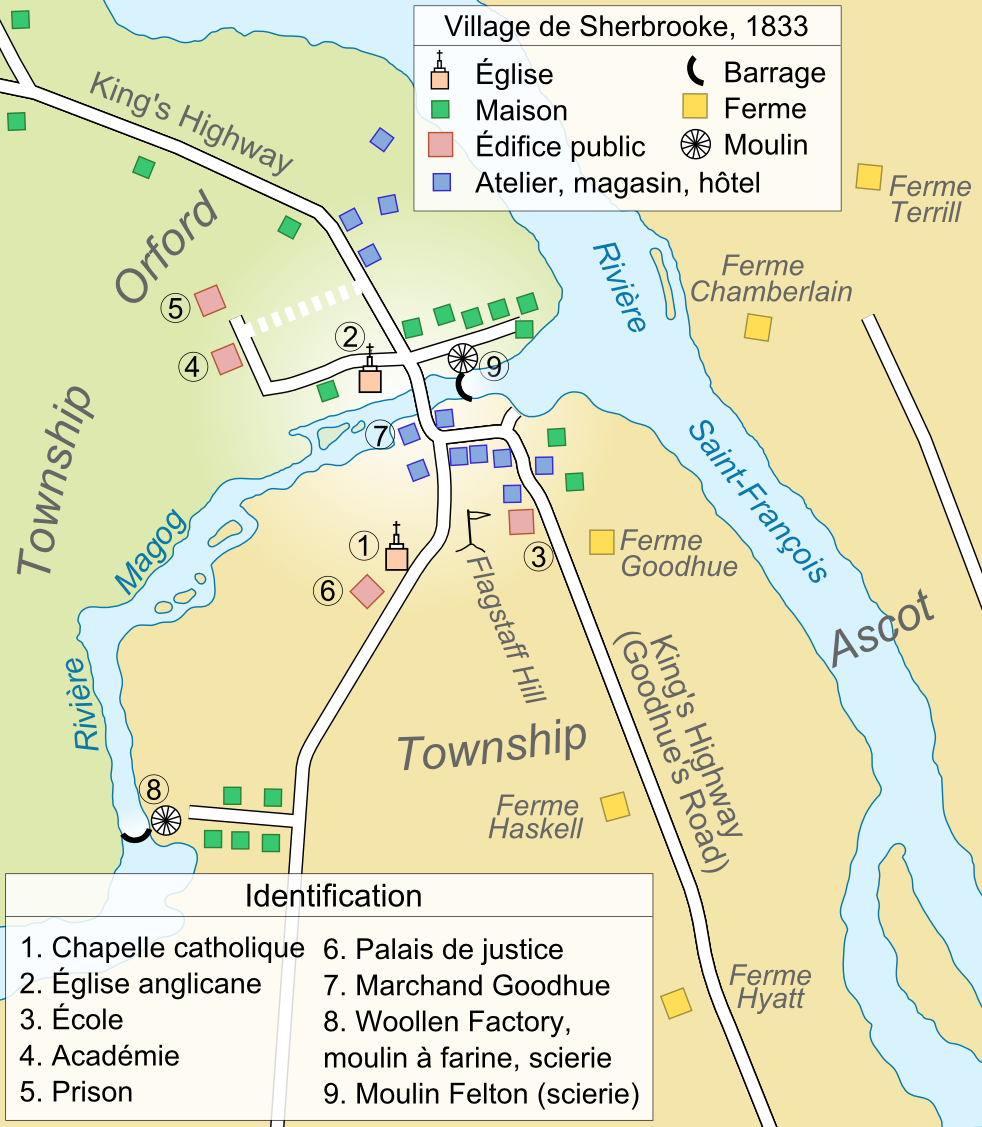
Plan de Sherbrooke en 1833.

 Ce dernier, officier britannique très influent, a d’importants projets. Entre Felton et Goodue, naît alors une Communauté d'intérêts, celle du profit et de la spéculation. Les deux hommes redécoupent les terres de Sherbrooke et les revendent à de nouveaux colons et à des individus désirant exploiter le potentiel hydraulique de la Magog.
En 1818, la Gazette du Québec annonce que le nom de Sherbrooke est officiellement donné au hameau des fourches, qui s’appelait jusque-là Hyatt’s Mill. Ce nom vient de John Coape Sherbrooke, gouverneur en chef de l'Amérique du Nord britannique (1816–1818).
Durant cette même période, William Felton use de son influence politique pour faire du village de Sherbrooke le chef-lieu des Cantons de l’Est. Ce nouveau rôle, accordé par le gouvernement colonial du Bas-Canada en 1823, attire shérifs, juges, avocats, notaires, artisans et commerçants dans le village. Ces nouveaux venus stimulent la vie économique de Sherbrooke, ce qui profite grandement à un homme influent comme Felton. C’est ainsi que de 1825 à 1831, la population du canton sherbrookois connaît un accroissement de 114 %, passant de 183 habitants à 391.
Pour répondre à cette croissance rapide, la prolongation des voies de communication de Sherbrooke vers l'extérieur devient de plus en plus nécessaire. Durant les deux premières décennies d'existence de Sherbrooke, certaines routes ne sont praticables qu'en hiver, telle la route menant à Québec, qui par manque d'entretien, devient boueuse dès l'arrivée du printemps, la rendant inaccessible même pour un courrier à cheval. Beaucoup d'efforts sont donc mis en œuvre pour la construction de routes, de sorte qu'à partir de 1817, un réseau de diligences à destination des principales villes du Québec et de la Nouvelle-Angleterre commence à se développer. Par la suite, différents projets d'amélioration des voies navigables sont entrepris. Certaines idées, plus utopiques, proposent même de relier par des canaux les rivières Saint-François et Connecticut, dans le but de créer une voie navigable entre le fleuve Saint-Laurent et la région de Boston, dont Sherbrooke deviendrait le trait d'union. Mais par manque de moyens financiers, plusieurs projets comme celui-ci sont abandonnés ou non achevés.

### De hameau à chef-lieu de District (1834 à 1866)

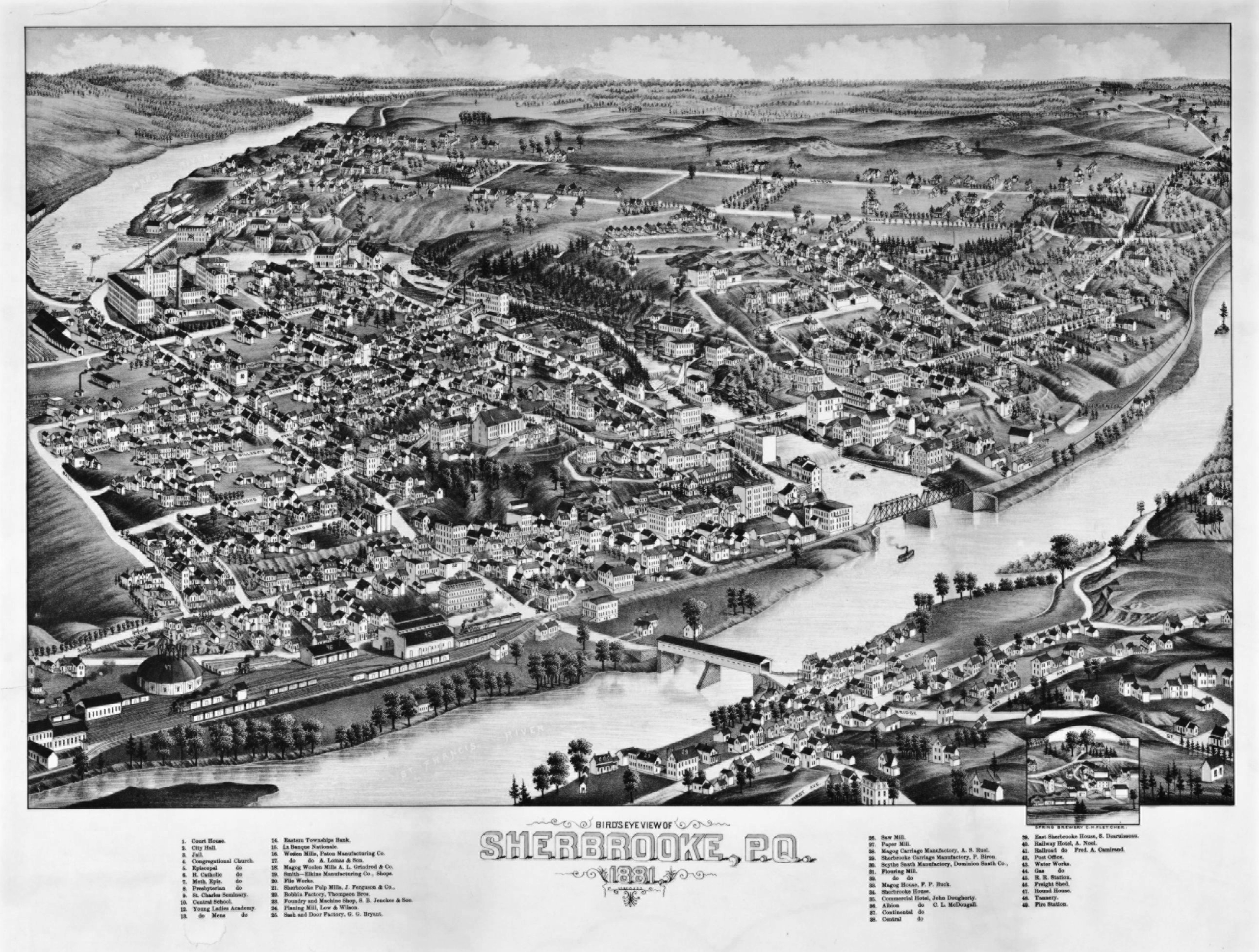
Vue à vol d'oiseau de Sherbrooke en 1881.

Jusqu'en 1834, malgré la timide amélioration du réseau de communication, Sherbrooke reste enclavée et mal intégrée au reste du continent, de sorte que la région est peu attirante pour de nouvelles générations d'immigrants, ce qui constitue un frein a son développement et limite les bénéfices que peuvent faire des marchands et spéculateurs comme Goodhue et Felton.
En 1825, appuyé par les communautés marchandes de Montréal et Québec, avec lesquelles il était très lié, Felton entreprend de fonder une société afin de développer le potentiel économique de la région. L'idée implique la création d'un capital d'un million de livres sterling, permettant la construction de routes, de ponts, de bâtiments divers et la création de différents services, dans le but d'attirer immigrants et entreprises. La même année, Felton part en Grande-Bretagne dans le but de convaincre d'importants négociants anglais d'endosser le projet. Malheureusement, la compagnie ne voit jamais le jour, victime de la crise financière sévissant alors en Angleterre.
Quelques années plus tard, soit en 1832, le milieu marchand de Londres reprend l'idée de Felton et fonde la British American Land Company (BALC). L'année suivante, la région de Sherbrooke attire la plupart des activités de la BALC et commence à bénéficier de ses investissements. Une quantité importante de capitaux britanniques est injectée dans la région. La BALC fait construire plusieurs barrages dans la gorge de la rivière Magog, ce qui attire quelques modestes manufactures désirant bénéficier de la force hydraulique de la rivière. Elle fait défricher des terres, construit des routes, des écoles et des moulins. Ces investissements attirent aussi de nouveaux cultivateurs, des marchands et des hommes d'affaires. De même, l’ampleur des travaux entrepris par la BALC est telle que l'immigration ne suffit pas à combler le besoin de main-d'œuvre. Des journaliers irlandais et canadien-français sont donc engagés pour la saison estivale.
L’installation de la BALC à Sherbrooke attire un nombre croissant d’immigrants britanniques durant cette période, qui coïncide avec les rébellions de 1837 et 1838. Dans ce contexte, une radicalisation de la vie politique s’organise à Sherbrooke. On y trouve principalement des Tories, constitués de puissants hommes d’affaires et de commerçants britanniques.
En 1835, débute l’engouement généré par l’ère ferroviaire à Sherbrooke. Des loyalistes confirmés et agents locaux de la BALC tentent alors d’aller chercher un appui gouvernemental afin de concrétiser un premier projet de chemin de fer, dans le but de sortir Sherbrooke de l’isolement une bonne fois pour toutes.
Ce n’est qu’en 1852, après plusieurs tentatives infructueuses de conduire le chemin de fer à Sherbrooke, que débutent les activités du St.Lawrence and Atlantic. Les promoteurs, tous sherbrookois au départ, avaient tenté de s’attirer différents appuis auprès des maires et des chambres de commerce de Boston et Montréal, ainsi qu’auprès des gouverneurs des Canadas et des États limitrophes des Cantons-de-l’Est, dans le but de trouver des partenaires pour réaliser le projet. La BALC elle-même y avait investi en se procurant 480 actions dans le chemin de fer. Une fois construite, la ligne allait relier Montréal, Sherbrooke et Portland, dans le Maine et ainsi faire partie du réseau du Grand Tronc.

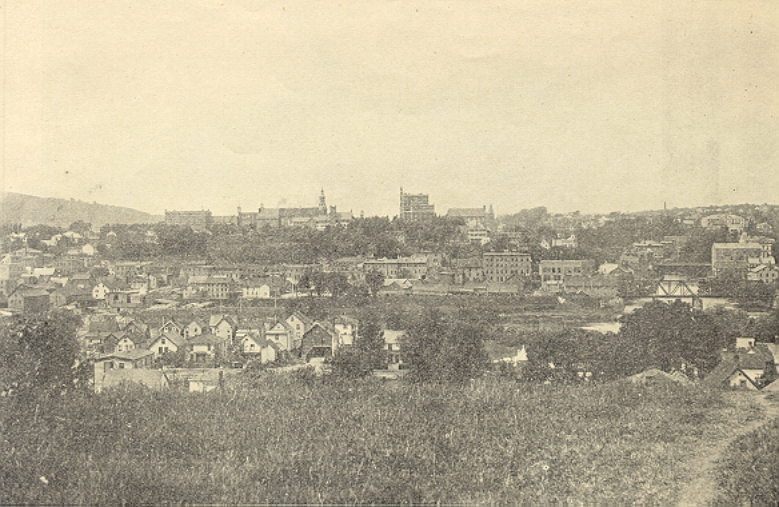
Sherbrooke en 1889.

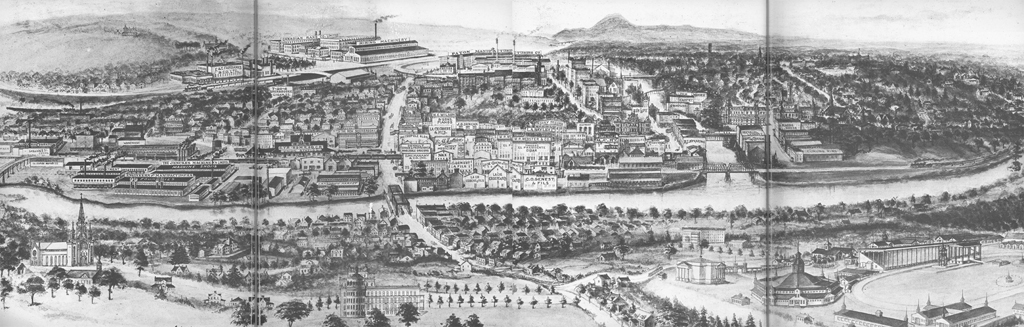
Sherbrooke en 1907.

Le désenclavement de Sherbrooke contribue à attirer de nouvelles entreprises dans plusieurs secteurs d’activités, comme l’industrie lainière, l’industrie du coton, les pâtes et papiers, etc. Avec le temps, l’activité industrielle de type artisanal sera progressivement délaissée avec l’irruption de la révolution industrielle au Canada, qui amène la mécanisation des opérations et la production à moyenne et grande échelle. Ces changements sont rendus possibles grâce à l'association de petits ateliers d'artisans à des commerçants et hommes d'affaires locaux. Ceux-ci se mettent d'ailleurs en quête de capitaux à travers tous les Cantons-de-l'Est, afin de créer l'Eastern Townships Bank en 1859.
Avec cette première phase d'industrialisation, le visage du petit village continue de changer par la diversification ethnique et sociale. Le prolétariat naît à Sherbrooke, principalement constitué d'Irlandais et de Canadiens français, ainsi qu'une bourgeoisie anglophone et plusieurs classes d'artisans, de marchands et de représentants des professions libérales. Le village de Sherbrooke compte 2 964 habitants en 1861. Lors de cette phase d'industrialisation, Sherbrooke devient un centre de production du textile avec l’établissement de la première usine de fabrication de coton du Canada en 1844, ainsi qu’une grande usine de fabrication de laine en 1867.
Sous l'effet de ce développement, vient l'apparition d'un premier gouvernement municipal en 1841, dont l'aire d'influence coïncidait plus ou moins avec les limites du District judiciaire de Saint-François de l'époque, ayant pour chef-lieu the Town of Sherbrooke. Parallèlement, avec la montée significative de la bourgeoisie marchande et industrielle britannique durant les années 1840, les tories faisaient de plus en plus partie du paysage politique sherbrookois, opposés aux réformistes, pour la plupart cultivateurs. L'influence des tories s'estompa malgré tout vers la fin de la décennie, phénomène principalement dû à l'arrivée au pouvoir du gouvernement réformiste-libéral de Lafontaine et Baldwin, qui eut pour effet de mettre les tories dans l'opposition.
De 1834 à 1866, l'organisation spatiale de Sherbrooke change considérablement. La haute ville (connue aujourd'hui sous le nom de Plateau Marquette) se peuple principalement de Canadiens français, et ses rives, donnant sur la rivière Magog, s'industrialisent. Le développement du quartier Orford (ou quartier nord) s'organise et s'intensifie. Ce dernier est caractérisé par une prédominance anglophone protestante, un nombre important de résidences unifamiliales en briques, souvent entourées de vastes jardins. On y trouve aussi quelques commerces, ainsi que la plupart des édifices administratifs, tel le Palais de justice par exemple. La basse-ville, cœur du village, ainsi que le secteur de la gare situé au sud de celle-ci sont rajeunis et se développent grâce à l'arrivée du chemin de fer. Ces secteurs sont occupés principalement par une population d'origine irlandaise, mais surtout, ils regroupent les principaux établissements commerciaux et hôteliers du village. Le quartier Est, situé de l'autre côté de la rivière Saint-François fait son apparition vers 1851.
En 1859, un nouvel hôtel de ville est construit. Devant la croissance de la population, le Town of Sherbrooke a besoin d'un nouveau statut afin de pouvoir recueillir le financement nécessaire à la mise sur pied de nouveaux services tels les services de police ou de pompier. Le 24 décembre, le gouvernement provincial sanctionne la loi « pour incorporer la Cité de Sherbrooke ». Ainsi, le territoire de la nouvelle ville est divisé en quatre quartiers : le Nord (quartier Orford), le Sud, le centre (haute-ville et basse-ville), ainsi que l'Est (quartier Est).

### Une ville manufacturière (1867-1896)

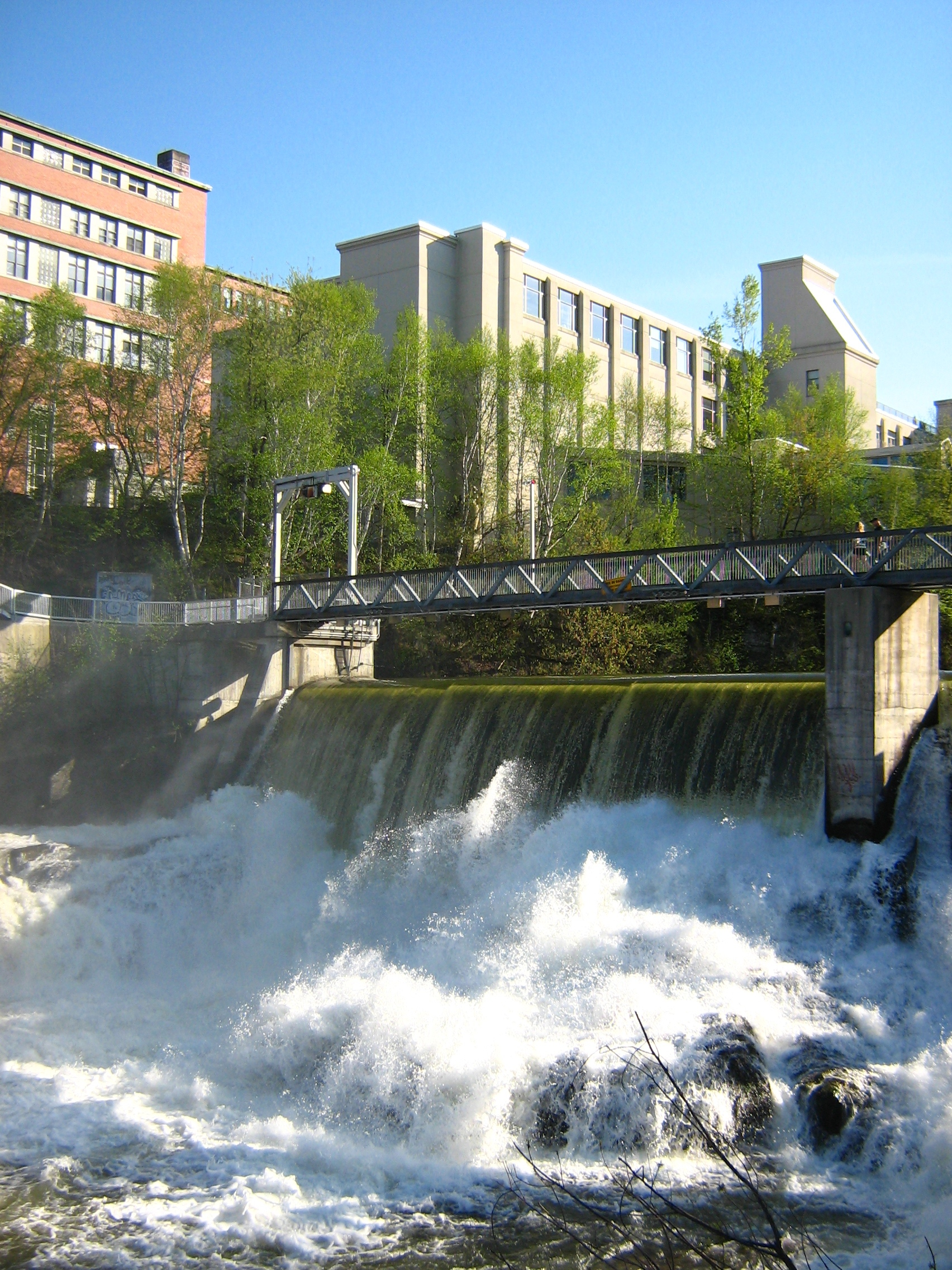
La force hydraulique de la rivière Magog a longtemps été un élément décisif contribuant à la renommée du potentiel industriel de Sherbrooke.

En 1866, Sherbrooke est encore un simple petit bourg régional, un village de 3 500 habitants, chef-lieu d'un district judiciaire. Sa population, à majorité anglo-protestante, est constituée d'artisans, de marchands, de membres de professions libérales, d'entrepreneurs, de travailleurs spécialisés des chemins de fer, de la mécanique ou de la fabrication de papier. Malgré un potentiel énergétique avantageux dû à la présence de la rivière Magog et malgré deux décennies de développement industriel, encore à petite échelle néanmoins, le village n'amorce pas encore de décollage décisif. La situation change l'année suivante grâce à la création de la manufacture de laine Paton, qui change radicalement la structure économique et sociale du village. Ce point de départ fera du secteur manufacturier le plus important secteur de l'économie sherbrookoise.
Durant cette période et ce, jusqu'en 1896, le système manufacturier est tributaire de la force hydraulique. Les gorges de la rivière Magog sont considérées comme un des meilleurs sites industriels du Québec, puisque les eaux n'y gèlent jamais. À cette époque, la BALC investit des sommes importantes dans la reconstruction de plusieurs barrages dans la gorge, ainsi que quelques autres en amont de celle-ci, jusqu'au lac Magog, afin de régulariser le débit de la rivière et ainsi d'améliorer son rendement lors des périodes d'étiages et de crues pour attirer de nouvelles manufactures.

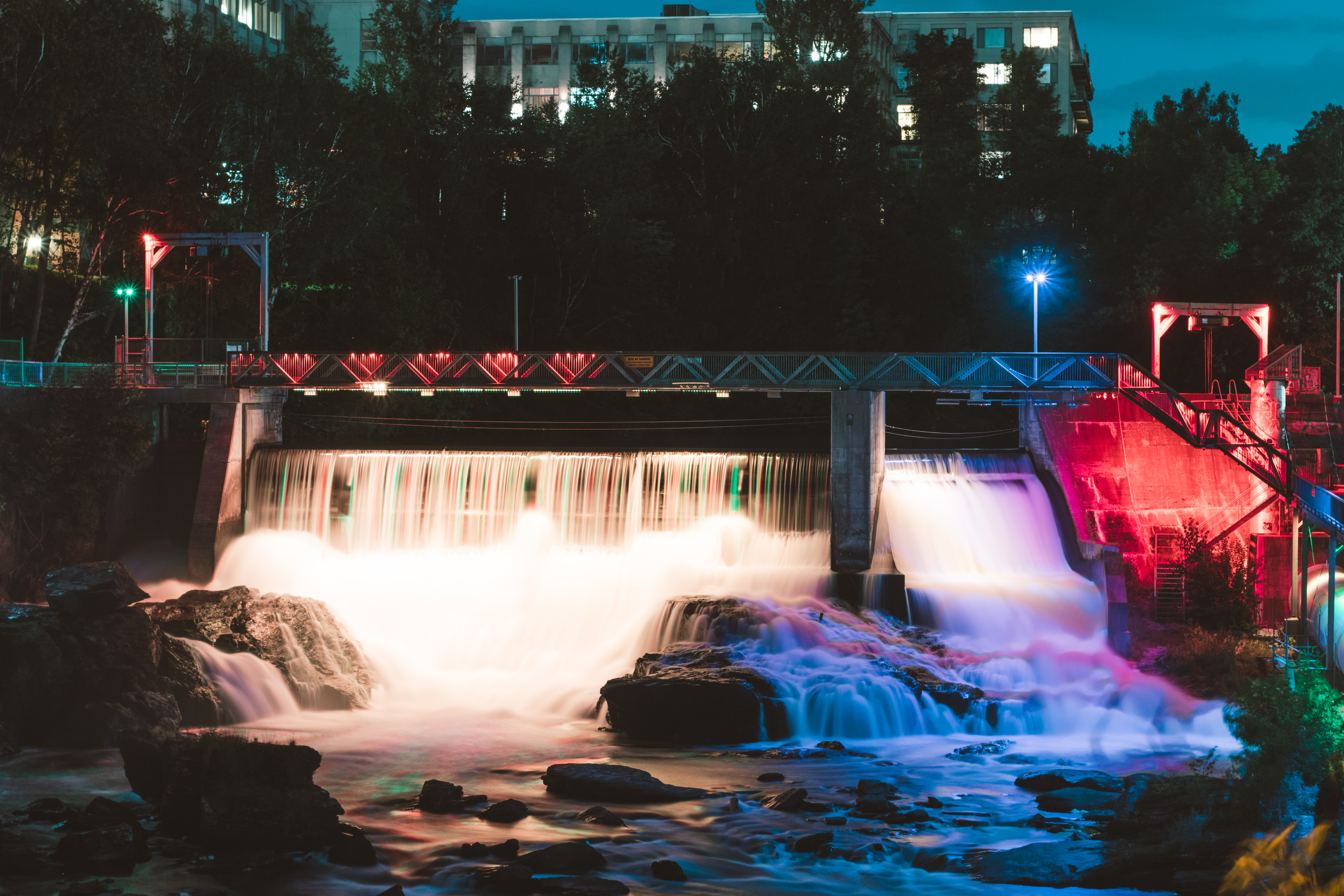

L'avènement de la Paton et de plusieurs autres manufactures importantes près des gorges telles la Lomas, contribue à attirer de plus en plus de main d'œuvre francophone, venant principalement de la Beauce et d'ailleurs au Québec. Paradoxalement, c'est principalement le capital anglo-protestant qui put s'investir dans ces nouvelles manufactures, appuyé par l'Eastern Townships Bank. L'arrivée des Francophones attire aussi une petite bourgeoisie catholique française, mais celle-ci demeure modeste, tant en nombre qu'en richesse.
Avec tous ces investissements industriels, les emplacements constructibles des berges de la courte gorge de la Magog sont rapidement occupés, ce qui limite l'expansion et complique l'avènement de nouvelles entreprises voulant bénéficier de la force hydraulique. De plus, le réseau ferroviaire, dont le cœur est la gare du Grand Tronc, situé au sud de la basse-ville, est loin de la rivière, ce qui cause des problèmes aux industriels voulant expédier ou recevoir leurs marchandises.
À cette période, Sherbrooke était entrée dans l'âge ferroviaire depuis 1852 avec l'ouverture de la ligne du St.Lawrence & Atlantic, finalement intégrée au Grand Tronc, reliant la ville à Montréal, Portland, Lévis et plusieurs villes ontariennes. Seulement, le Grand Tronc avait le monopole des liaisons ferroviaire à Sherbrooke, ce qui compliquait les choses puisque la compagnie était libre d'imposer ses tarifs et qu'en plus, l'écartement des voies du chemin de fer différait des standards des lignes américaines, exigeant de coûteux transbordements lorsque les marchandises devaient être expédiées à l'extérieur du réseau.
Dès 1871, le Massawippi Valley Railway (qui passera sous contrôle du Boston & Maine en 1887), la filiale canadienne du Connecticut & Passumpsic Rivers Railroad reliant Boston à la frontière canadienne, aboutit à Sherbrooke. Par la suite, d'autres projets ferroviaires se concrétisent, ce qui fait qu'au début des années 1890, Sherbrooke devient un véritable nœud ferroviaire grâce à des liaisons nouvelles vers Boston, New York et Halifax. De fait, en 1871, le Grand Tronc remplace finalement les vieux rails de son réseau et le soumet à un écartement standard.
Durant ce temps, plusieurs phénomènes commencent à affecter le régime hydraulique de la Magog. En 1895, le niveau de l'eau est anormalement bas, ce qui contraint plusieurs entreprises à fermer temporairement leurs portes par manque d'énergie. Toutefois, grâce aux progrès techniques de l’électricité, qui servait jusque-là à des fins d’éclairage uniquement, celle-ci peut désormais être utilisée comme force motrice. Cette situation, jumelée à l'expansion ferroviaire desservant désormais aussi la haute ville cause le début du déclin manufacturier de la Magog, mais paradoxalement, donne naissance à de nouvelles zones industrielles adjacentes aux voies ferroviaires. Désormais, l'industrie sherbrookoise n'est plus confinée aux uniques gorges de la Magog et peut s'étendre au-delà de ce secteur contiguë.
En somme, lors de cette deuxième phase d'industrialisation, Sherbrooke vit un développement manufacturier soutenu. Plusieurs grandes entreprises telles la Paton, la Lomas, la Jenckes Machine Co. et la Canadian Rand se sont installées dans la petite ville. En 1891, le montant de capital fixe du comté urbain sherbrookois est le 5e en importance au Québec, avec 1 155 000 $, derrière Montréal, Québec, Hull et Beauharnois, mais devant Saint-Hyacinthe, Lévis, Saint-Jean-sur-Richelieu et Trois-Rivières. Les secteurs de production sont entre autres ceux du textile, du fer, du bois, du papier, du vêtement du tabac et des appareils électroniques. La structure sectorielle de l'industrie sherbrookoise est donc complexe et diversifiée, à la différence de plusieurs autres plus petites villes de type mono-industriel, telles Beauharnois et Coaticook.
À compter de 1882, Sherbrooke se dote d’un centre culturel à triple vocation, soit une galerie d’art, une bibliothèque et un musée d’histoire naturelle. Ce centre culturel, le Morey’s Art and Library Building, est situé au square Wellington. Au rez-de-chaussée de l’édifice, on retrouve la bibliothèque et le musée. Une salle de lecture met à la disposition des habitants des périodiques pour consultation, ainsi que quelque 3 000 volumes contenus dans les rayons attenant à cette pièce. Dans une autre salle, des spécimens minéralogiques de la région sont présentés au public.
Le premier et le deuxième étage sont consacrés à la galerie. En 1892, une cinquantaine d’œuvres sont exposées, notamment des tableaux et des aquarelles appartenant en partie à la Library and Art Union.

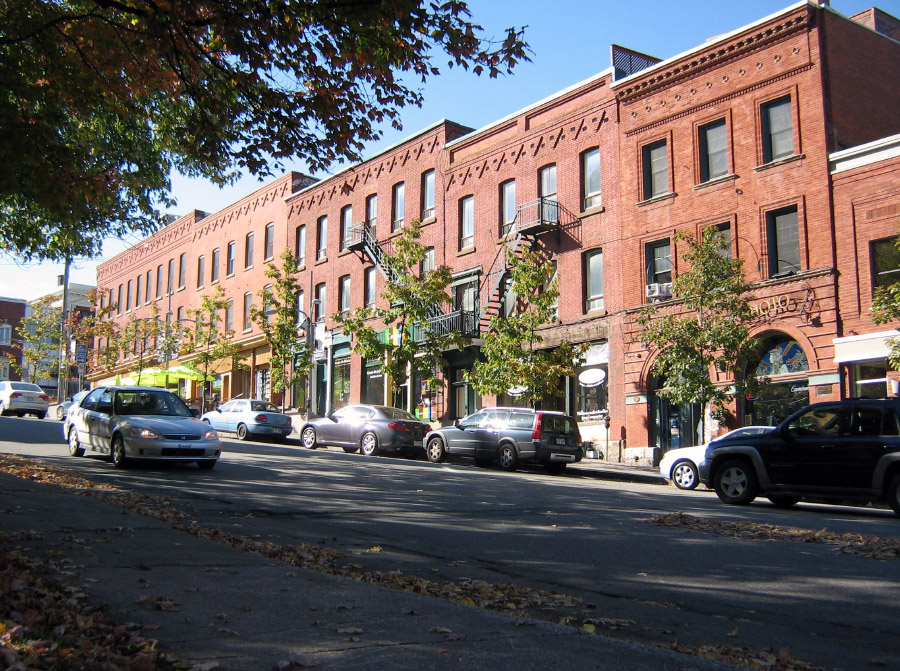
Exemple d'édifices à usages mixtes fréquemment construits durant la seconde phase d'industrialisation.

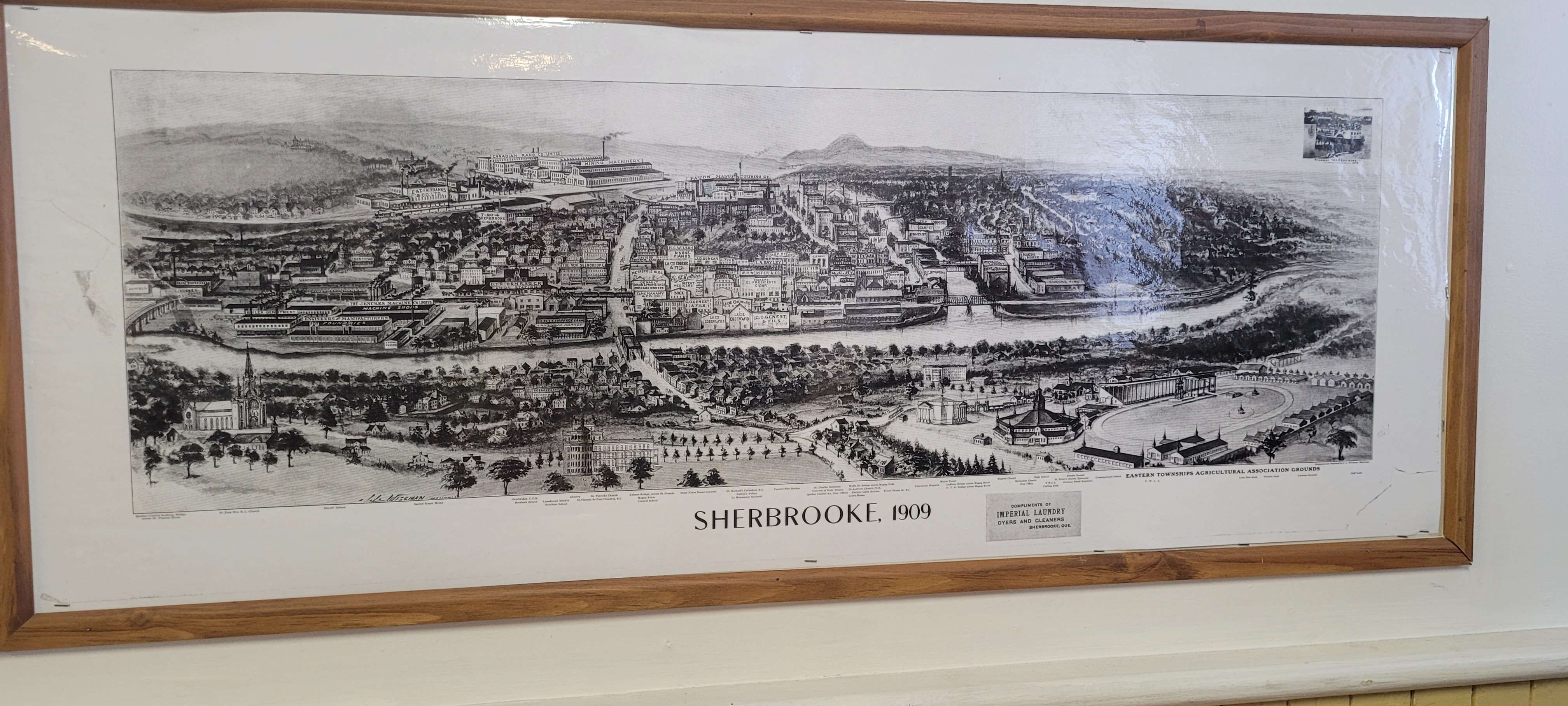
Plan de la ville de Sherbrooke en 1909

Avec une économie souvent florissante, Sherbrooke compte 9 746 habitants en 1896. Une croissance remarquable comparativement à d'autres centres industrialisés du Québec. Les Canadiens français passent de 2 200 personnes en 1871 à 7 500 en 1901. Alors qu'ils comptaient pour 51 % de la population en 1871, ils comptent désormais pour 64 % en 1901, bien que la population anglophone poursuit aussi sa croissance. Avec ces deux communautés ethniques et religieuses majeures, Sherbrooke voit éclore un nombre remarquable d'institutions durant ce dernier tiers du XIXe siècle. D'ailleurs, l'appartenance religieuse de la population se diversifie. On y trouve des catholiques, des anglicans, des congrégationalistes, des méthodistes, des presbytériens, des baptistes, des adventistes, des universalistes, des juifs, etc..

### À l'ère de l'électricité (1897-1929)

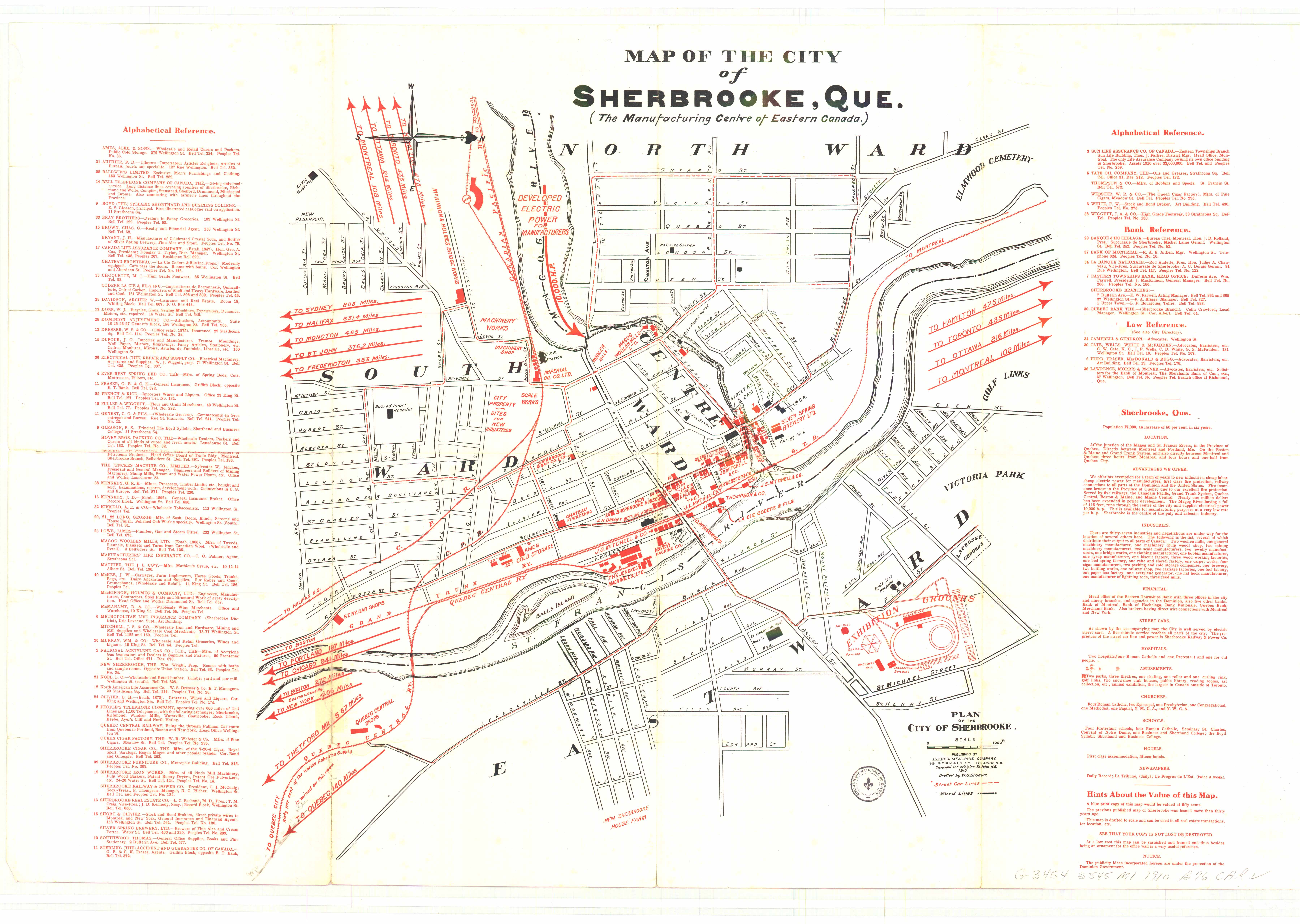
Plan de la ville de Sherbrooke en 1910.

Dès 1897, le tramway est mis en service pour faciliter les déplacements de la population croissante.
Au même moment, les commerces délaissent la rue Commerciale, aujourd'hui nommée Dufferin, pour la rue Wellington. Les petits commerces, les banques et les chaînes de magasins font du carrefour Wellington et King le cœur commercial de la ville pour la première moitié du XXe siècle.
À partir de 1906, Sherbrooke dispose d’une Bibliothèque nationale francophone,. Cette bibliothèque est d’abord située au Monument national sur la rue Marquette. Elle est opérée par un comité formé par des prêtres de Sherbrooke et par quelques notables, et elle est très peu fréquentée.

### De ville ouvrière à cité universitaire (1930-2000)
En 1949, la Bibliothèque nationale bat de l’aile. Elle compte peu d’abonnés et possède peu de livres. Le conseiller municipal Armand Nadeau présente alors le projet de créer un centre civique comprenant, entre autres, une bibliothèque municipale. Ce projet est rejeté lors d’un référendum en 1949, mais l’idée fait son chemin. En 1952, les directeurs de la Bibliothèque nationale demandent officiellement à la ville d’en prendre la responsabilité; Cabana et les directeurs de la bibliothèque font alors don à la municipalité du mobilier de l’édifice Central School et d’environ 6 000 volumes,.
Le 23 août 1954, la Ville adopte le règlement 825, officialisant ainsi la municipalisation de la bibliothèque,. Cette nouvelle bibliothèque, la Bibliothèque municipale publique de Sherbrooke – Sherbrooke Municipal Public Library sera d’abord située dans les anciens bureaux de l’assurance-chômage, au 363, rue King Ouest, avant d’être relocalisée au vieil édifice fédéral des Postes, au 165, rue Bank, en 1956.
La mission de la bibliothèque municipale est, dès lors, de pouvoir offrir à la population sherbrookoise (ainsi qu’aux populations des villages environnants) un choix varié de lecture considérée "saine" par le clergé. Elle espère pouvoir aider à l’éveil culturel des citoyens, considérant que Sherbrooke accuse un certain retard culturel en comparaison d’autres villes. Avec cette nouvelle bibliothèque municipale, la Ville de Sherbrooke espère affirmer son désir de vitalité et d’expansion.
Au début des années 1960, l'utilisation généralisée de l'automobile et le développement de la banlieue favorisent l'apparition des centres commerciaux. Situés à l'écart du centre-ville et disposant de grands stationnements gratuits, les centres commerciaux cherchent à attirer la population des nouveaux quartiers résidentiels.
La bibliothèque de Sherbrooke connaît, dans les années 1970, un essor remarquable. En 1973, on doit procéder à un réaménagement des locaux en raison de la hausse de fréquentation. À l’été 1978, des travaux de rénovation et d’agrandissement sont nécessaires afin de pouvoir fournir à la popularité grandissante de ce lieu.
Dès 1980, il devient évident que, malgré les récentes rénovations, il faudra trouver un nouvel emplacement dans un avenir rapproché. Le manque d’espace constitue un problème crucial pour la bibliothèque municipale. En 1990, la bibliothèque Éva-Senécal, d’une superficie de presque trois fois celle de l’ancienne bibliothèque, ouvre ses portes sur la rue Marquette.

### Héraldique
| Armoiries de Sherbrooke | Les armes de Sherbrooke peuvent se blasonner ainsi : D'or au pairle ondé d'azur chargé en cœur d'une molette d'argent, en chef de deux éclairs aussi d'argent et en pointe d'un fer de lance d'or, accompagné en chef d'une rose de gueules et en pointe de deux fleurs de lys d'azur. La ville s'est en outre dotée d'un logotype. |  |

Les armoiries de la Ville de Sherbrooke symbolisent la Ville, sa devise, sa géographie et ses aspirations. Elles apparaissent sur les documents officiels du Cabinet de la mairie et sur les drapeaux de la Ville.

### Chronologie
- 1779 Arrivée du premier défricheur, Jean-Baptiste Nolain.
- 1792 Demande d'octroi du canton d'Ascot par les frères Gilbert, Joseph et Cornelius Hyatt et une vingtaine d'associés, des Loyalistes venus d'Arlington (Vermont).
- 1793 Des Loyalistes venus du Vermont entreprennent le défrichement du canton d'Ascot sous la direction de Gilbert Hyatt.
- 1795 Mise en exploitation d'un premier moulin par Gilbert Hyatt au niveau du site de Capelton, au sud du canton d'Ascot.
- 1802 Gilbert Hyatt construit un moulin à farine aux fourches de la rivière Magog et St-François  : cette date est retenue comme celle de la "fondation" de la ville.
- 1803 Premières concessions de terres à des loyalistes anglais venus du Vermont s'établir dans le canton d'Ascot (Lennoxville).
- 1818 John Coape Sherbrooke donne son nom au hameau, qui devient "Sherbrooke".
- 1819 Ouverture d'un bureau de poste sous le nom de Village-de-Sherbrooke. Bureau de poste de Sherbrooke de 1855 à 1954. L'immeuble abrite aujourd'hui la société d'histoire de Sherbrooke.

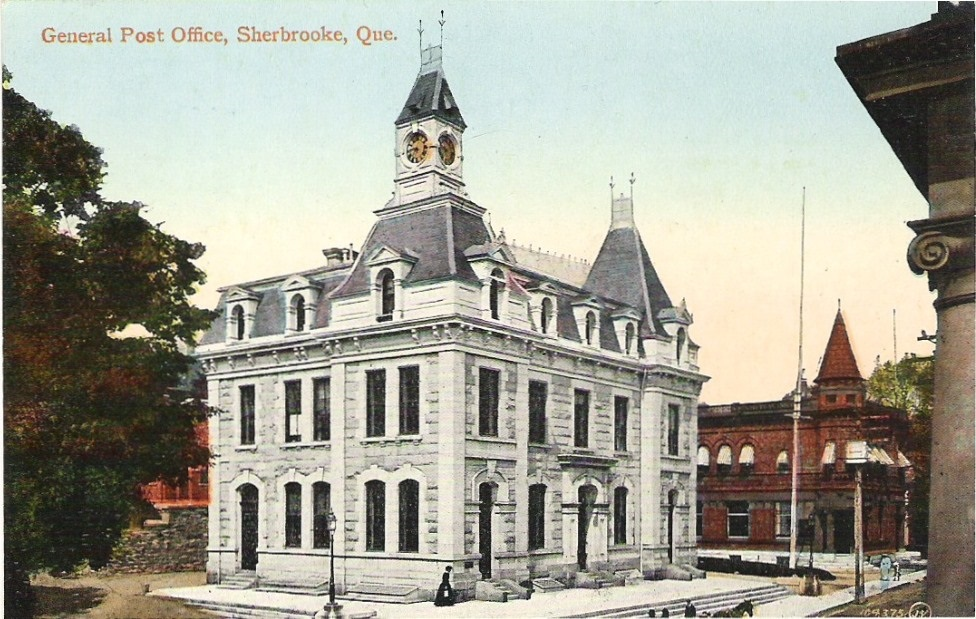
Bureau de poste de Sherbrooke de 1855 à 1954. L'immeuble abrite aujourd'hui la société d'histoire de Sherbrooke.

- 1823 (22 mars) Constitution de la municipalité du village de Sherbrooke. Construction d'un premier palais de justice sur la rue Marquette, à Sherbrooke. Sherbrooke devient le chef-lieu du district judiciaire de Sherbrooke.
- 1835 Établissement de l'Église congrégationaliste de Sherbrooke-Lennoxville.
- 1836 Ouverture du Bishop's College à Lennoxville. (Université Bishop's & Bishop's College School)
- 1839 Construction du second palais de justice sur la rue Williams (manège militaire des Sherbrooke Hussars). (3 avril) Le village de Sherbrooke devient ville.
- 1840 Ouverture du magasin général de Richard Dalby Morkill.

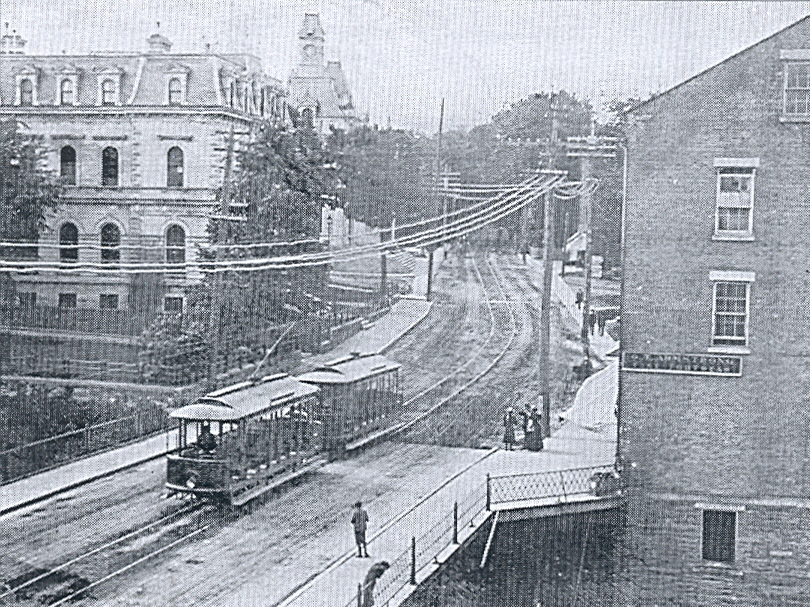
Voitures d'été du tramway sur les lignes Belt et Lennoxville, 1898.

- 1844 Mise en exploitation de la première usine de la Sherbrooke Cotton Factory Company.
- 1850 Début d'établissement de colons canadiens-français venus travailler dans les filatures.
- 1851 La municipalité de Sherbrooke compte 3 000 habitants.
- 1852 Arrivée du chemin de fer. Ouverture d'un bureau de poste sous le nom de Waterville.
- 1853 Fondation de l'Université Bishop's à Lennoxville. Inauguration du chemin de fer Chambly-Shefford-Stanstead-Portland. Mise en exploitation de la scierie Brompton Falls par Cyrus S. Clark, près des chutes Brompton.
- 1857 Fondation du Collège Mont-Notre-Dame de Sherbrooke (cette institution était privée secondaire, pour filles en 2005).
- 1859 Fondation de la Eastern Township Bank. Inauguration du Market Square, comprenant le premier Hôtel de Ville, un marché couvert, et un marché en plein air.
- 1863 Découverte, par le géologue William Logan*, de pyrite à forte teneur en cuivre et de sulfure sur la ferme de George Capel, à Ascot. Mise en exploitation d'une mine de cuivre par George Capel, dans le hameau appelé depuis lors Capelton.
- 1875 Fondation du Séminaire de Sherbrooke (cette institution était privée secondaire et collégiale, pour filles et garçons en 2005). (24 décembre) Nouvelle constitution de la ville de Sherbrooke.
- 1877 Construction du siège social de la Eastern Township Bank.

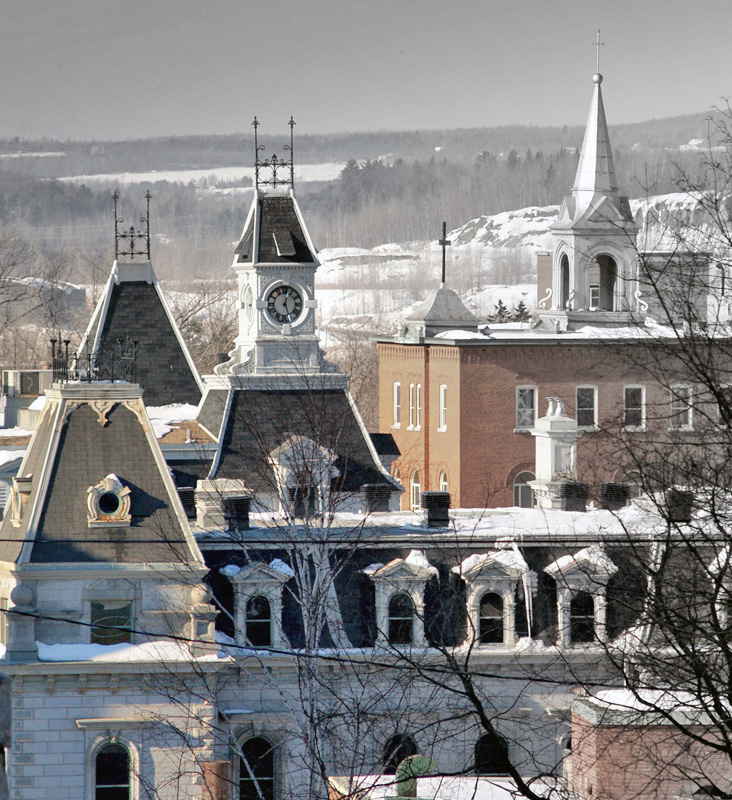
Édifices historiques sur la rue Dufferin.

- 1879 Ouverture de l'Hospice du Sacré-Cœur de Sherbrooke.
- 1880 La ville est éclairée au gaz par la Sherbrooke Gas & Water. (24 juin) Le cirque Forepaugh montre pour la première fois aux Sherbrookois l'éclairage électrique. La municipalité de Sherbrooke compte 8 000 habitants.
- 1881 (18 octobre) Inauguration du chemin de fer entre Sherbrooke et Vallée-Jonction par la compagnie Sherbrooke & Eastern Townships Railway.
- 1888 La Royal Electric (voir Hydro-Québec) de Montréal fournit de l'électricité à plusieurs hôtels, magasins et bureaux de la rue Wellington. La Sherbrooke Gas & Water achète les intérêts de la Royal Electric à Sherbrooke au coût de 6 000 $ et annonce la construction de la centrale hydroélectrique Frontenac, sur la rivière Magog, pour éclairer les rues de Sherbrooke à l'électricité.
- 1890 (13 février) Inauguration de la gare ferroviaire de Sherbrooke.
- 1896 Construction par la Sherbrooke Street Railway d'une centrale hydroélectrique près du pont Dufferin pour le fonctionnement de son réseau de tramways. (16 mars) Érection canonique de la paroisse Saint-Roch-d'Orford; son territoire couvre une partie des cantons d'Orford et Ascot. (30 décembre) Incendie d'une partie du Séminaire de Sherbrooke.

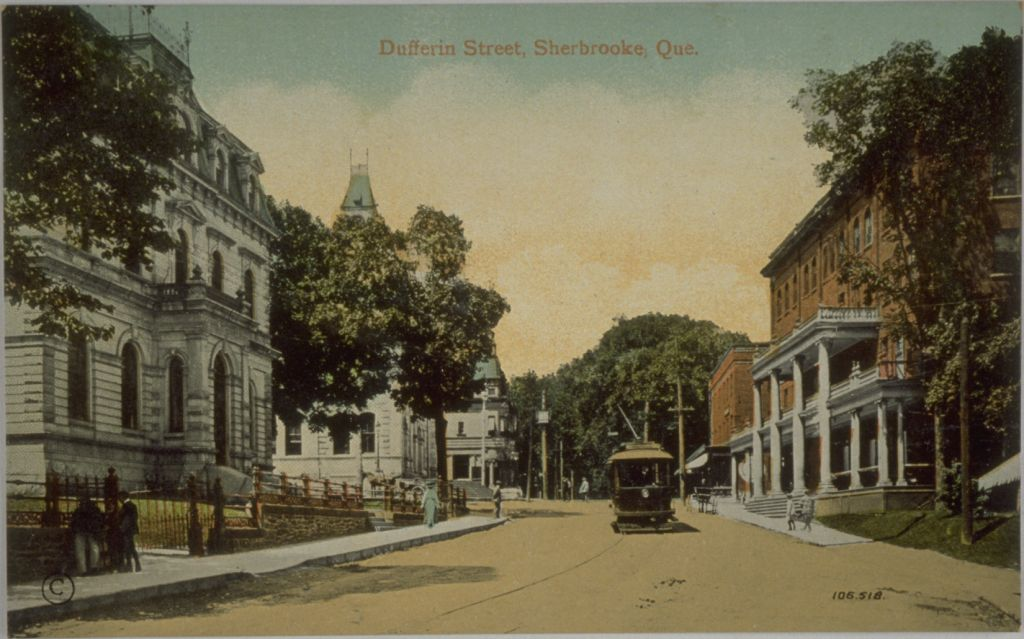
Rue Dufferin, Sherbrooke entre 1903-1913.

- Rue Dufferin, Sherbrooke entre 1903-1913.1897 Fabrication de la Fossmobile (d'après son concepteur, George Foss), la première voiture à essence du Canada, qui circule à Sherbrooke au cours de la même année. Des tramways électriques commencent à circuler dans les rues de Sherbrooke.
- 1901 La municipalité de Sherbrooke compte 11 700 habitants.
- 1903 Le village de Brompton Falls devient ville et adopte le nom de Bromptonville.
- 1905 (20 mars) La municipalité avise la Sherbrooke Power, Light and Heat Co. qu'elle entend racheter ses installations de production d'électricité.
- 1907 Fermeture de la mine de cuivre de Capelton.
- 1908 (1er mai) À la suite d'un référendum, la Sherbrooke Power, Light and Heat Co. devient propriété de la municipalité.
- 1909 Fondation de l'Hôpital général Saint-Vincent-de-Paul de Sherbrooke (300 lits) (aujourd'hui fermé). Ouverture de la Bibliothèque nationale.
- 1910 Fondation du régiment des Fusiliers de Sherbrooke de l'Armée canadienne.
- 1911 Inauguration de la centrale hydroélectrique de Rock Forest. La municipalité de Sherbrooke compte 16 700 habitants.
- 1915 Fondation de l'ermitage du Sacré-Cœur, sous le nom de Sanctuaire de Beauvoir (Fleurimont).
- 1916 (14 avril) Fondation de l'Hôtel-Dieu de Sherbrooke (50 lits) pour « promouvoir les sciences chirurgicales et médicales, établir des laboratoires cliniques, d'expérimentation et de recherche scientifique ».
- 1917 Inauguration de la cathédrale Saint-Michel.

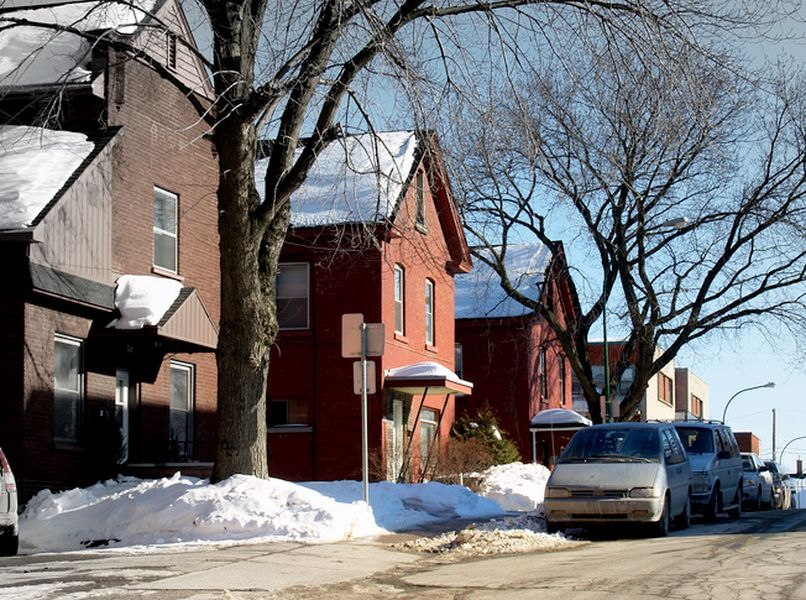
Ancien quartier ouvrier sur la rue Gordon. Les maisons furent construites vers la fin du et au début du XXe siècle.

- 1920 Le village de Lennoxville devient ville.
- 1939-1945 Un camp d'internement de Canadiens d'origine de pays faisant partie de l'axe germano-italo-nipponne est établi à Newington pour accueillir 700 prisonniers.
- 1941 La municipalité de Sherbrooke compte 36 000 habitants.
- 1945 Fondation de l'Orchestre symphonique de Sherbrooke. La municipalité de Petit-Lac-Magog adopte le nom de Deauville. Fondation du Collège Sacré-Cœur (cette institution était privée secondaire, pour filles en 2005).

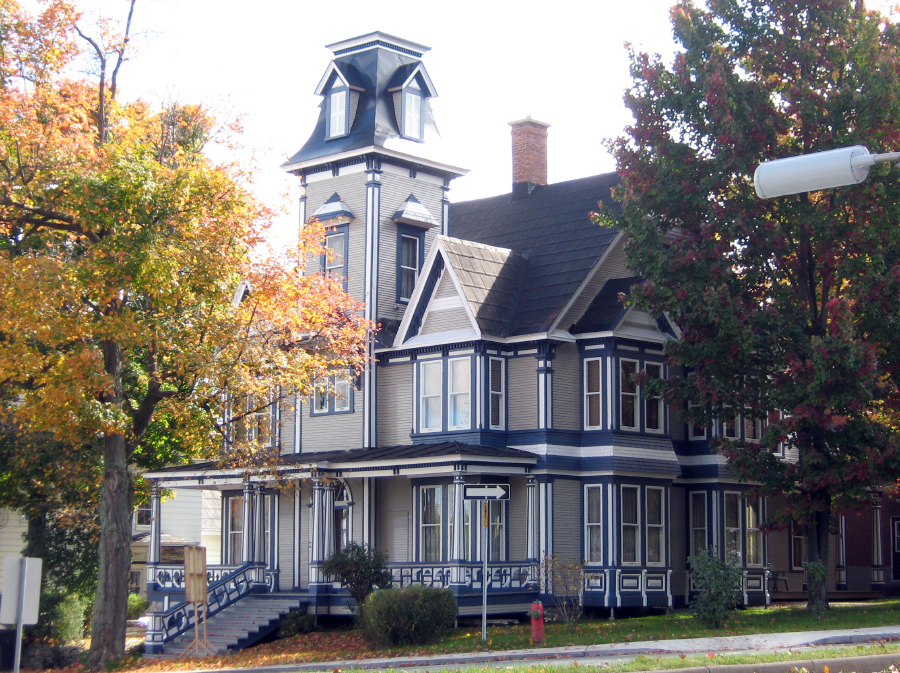
Une maison du Vieux-Nord, au coin des rues Queen-Victoria et Moore.

- 1949 Léopold Drolet fonde la fabrique de bâtons de hockey Sher-Wood.
- 1950 Inauguration du barrage de Bromptonville. Achat du moulin à papier de la compagnie Brompton Falls par la compagnie Kruger.
- 1954 Fondation de l'Université de Sherbrooke. Municipalisation de la bibliothèque.
- 1961 La municipalité de Sherbrooke compte 59 000 habitants.
- 1964 Ouverture de l'autoroute des Cantons-de-l'Est.
- 1968 Fondation du Collège de Sherbrooke.
- 1969 Ouverture du Centre hospitalier universitaire de Sherbrooke (CHUS).
- 1969 Ouverture de l'école secondaire d’Alexander Galt
- 1971 Fondation du Champlain Regional College. (11 août) La municipalité d'Ascot-Nord adopte le nom de Fleurimont.
- 1981 La municipalité de Sherbrooke compte 74 000 habitants.
- 1982 Fondation du Musée des beaux-arts de Sherbrooke.
- 1989 L'administration municipale de Sherbrooke déménage dans le palais de justice de 1904.
- 1990 Ouverture de la bibliothèque municipale Éva-Senécal.
- 1993 Fleurimont devient ville.
- 2001 (12 août) Fusion de la quasi-totalité des municipalités de la MRC La Région-Sherbrookoise : Ascot, Bromptonville, Deauville, Fleurimont, Lennoxville, Rock Forest et Saint-Élie-d'Orford et Sherbrooke sous le nom de cette dernière. Des territoires sont également échangés entre Bromtonville et Stoke, ainsi qu'entre Saint-Élie-d'Orford et Saint-Denis-de-Brompton, de sorte que les limites des anciennens municipalités et celle de la ville fusionnée ne correspondent pas exactement. La MRC est dissoute et la municipalité de Waterville, seule exclue, est désormais placée dans la MRC de Coaticook.(4 novembre) Élection du premier maire et des premiers conseillers municipaux de la future nouvelle ville de Sherbrooke ; Jean Perrault est élu maire. (31 décembre) Les municipalités fusionnées cessent d'exister.
- 2006 (7 octobre) Mise en service de l'Orford Express, un train touristique qui circule entre Bromont, Magog, Eastman et Sherbrooke.
- 2007 La région métropolitaine de recensement de Sherbrooke est agrandie et inclut maintenant la ville de Magog, portant la population de l'agglomération à 186 952 habitants.

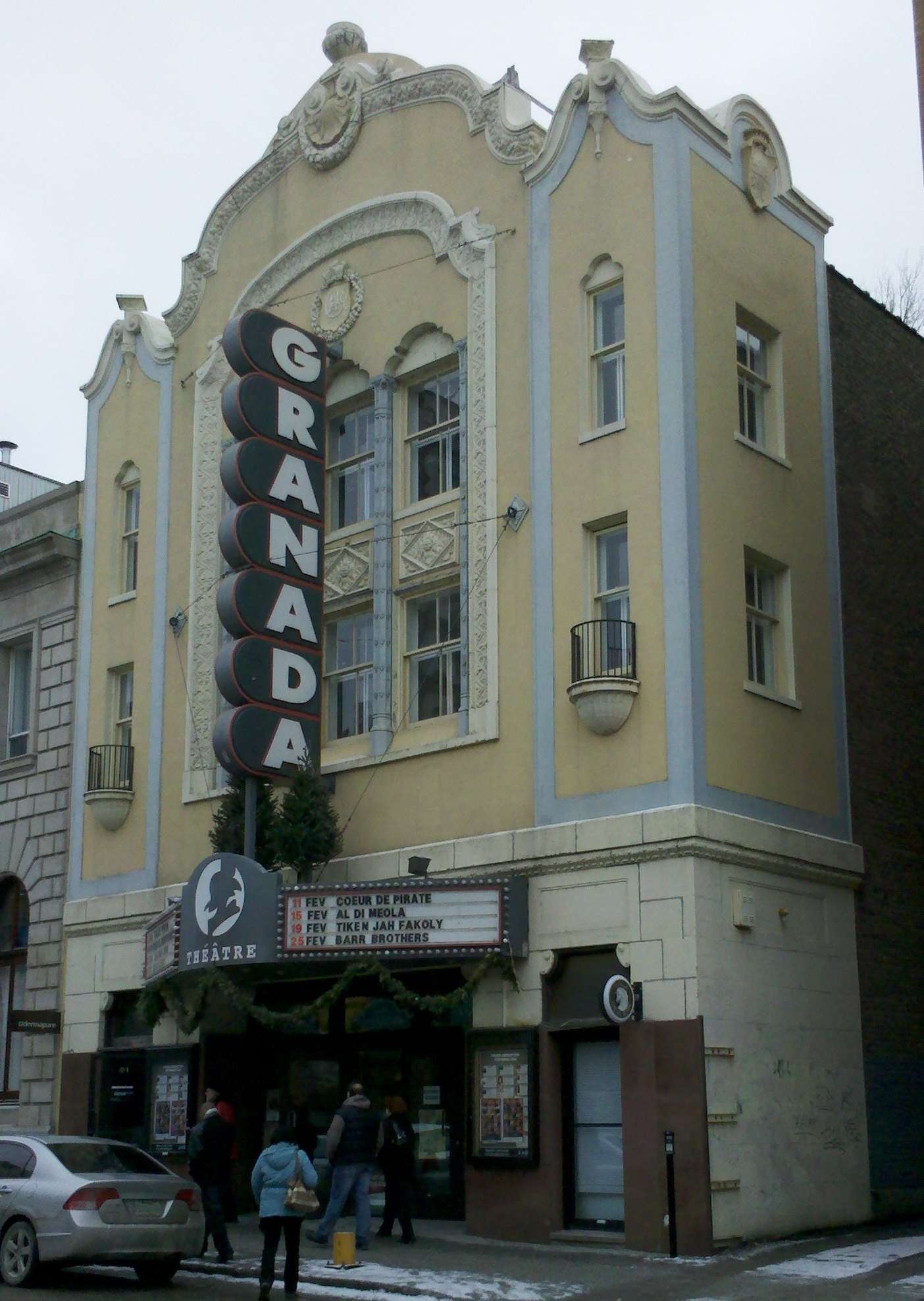
Le théâtre Granada sur la rue Wellington Nord, à Sherbrooke.

- Photo de l'incendie prise du côté Est de la rivière Saint-FrançoisLe théâtre Granada sur la rue Wellington Nord, à Sherbrooke.2014 Dépôt (20 janvier) et adoption (3 mars) du projet de Réforme de la structure politique et des services de proximité[86].

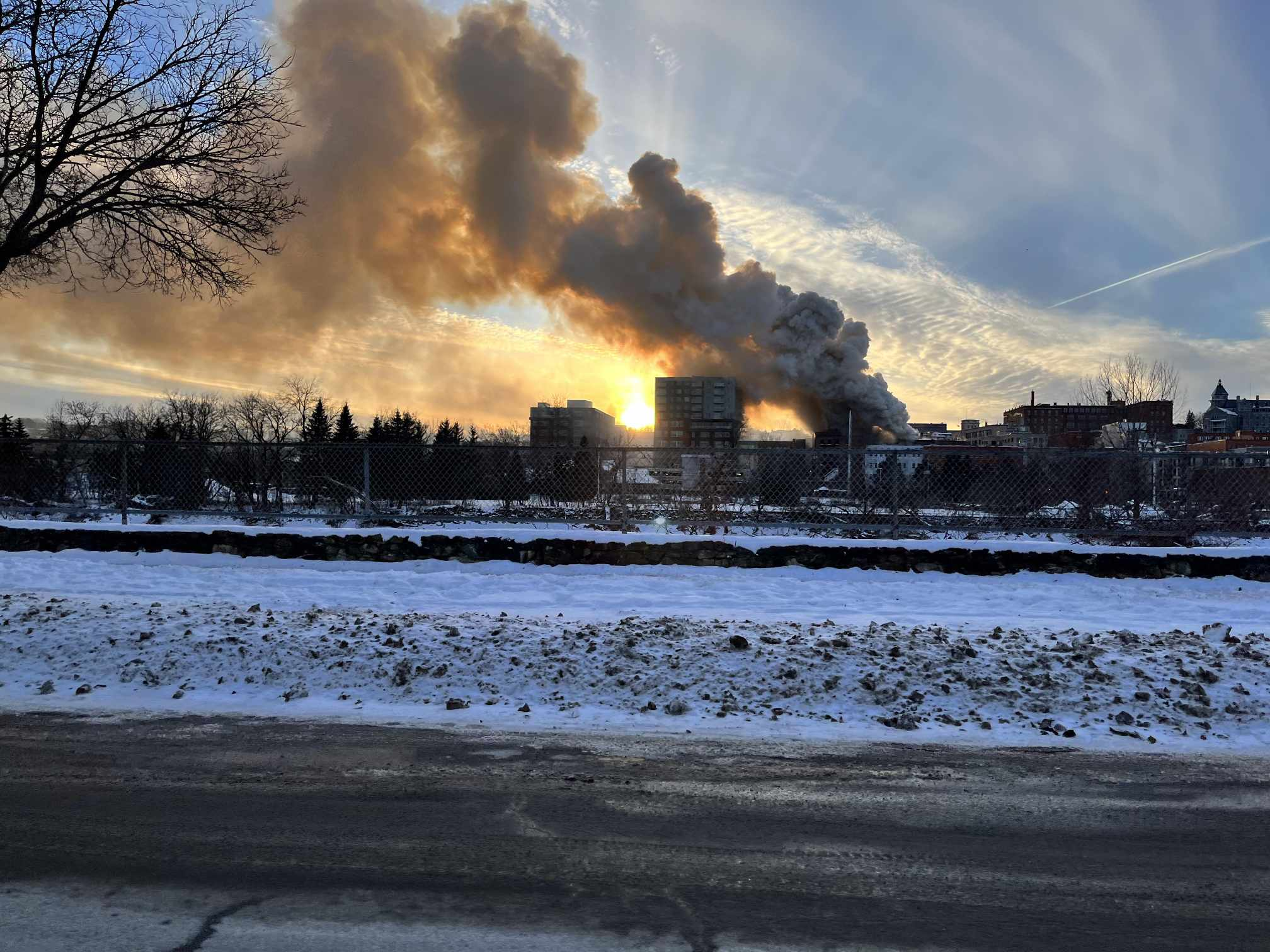
Photo de l'incendie prise du côté Est de la rivière Saint-François

- 2015 (12 juin) Le gouvernement du Québec adopte et sanctionne le projet de réforme qui porte de 19 à 14 le nombre de conseillers municipaux[87].
- 2021 (7 novembre) Pour la première fois de l'histoire de la ville, une femme est élue à la mairie.
- 2024 (23 janvier) Incendie majeur dans le centre ville de Sherbrooke qui amène l'effondrement de l'immeuble situé au 16 rue Wellington[88].

## Patrimoine architectural et artistique

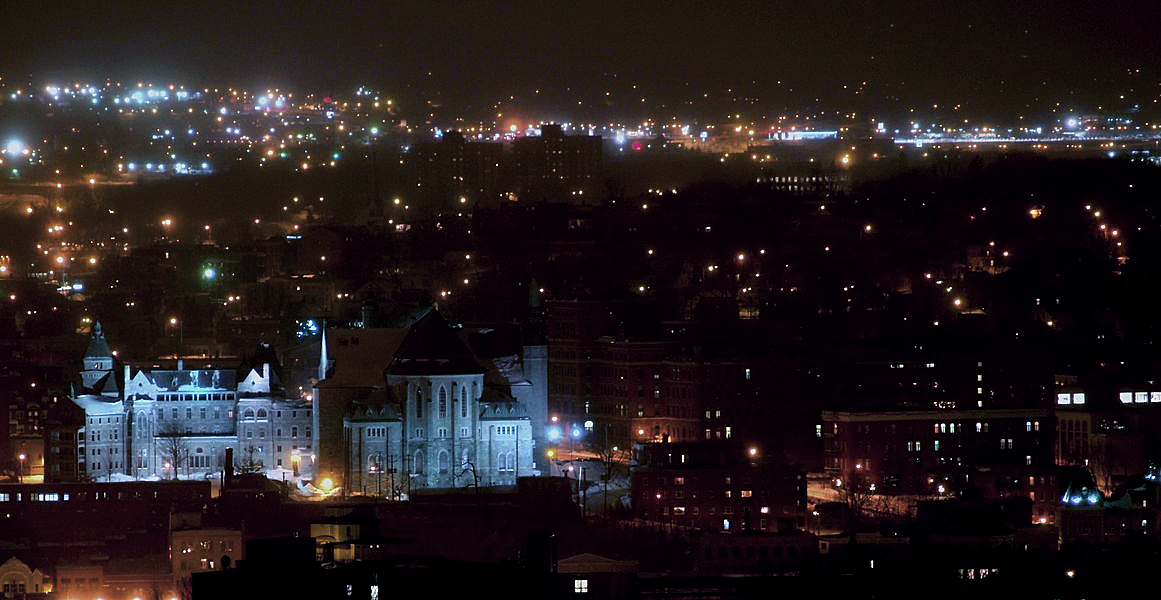
Le centre-ville de nuit.

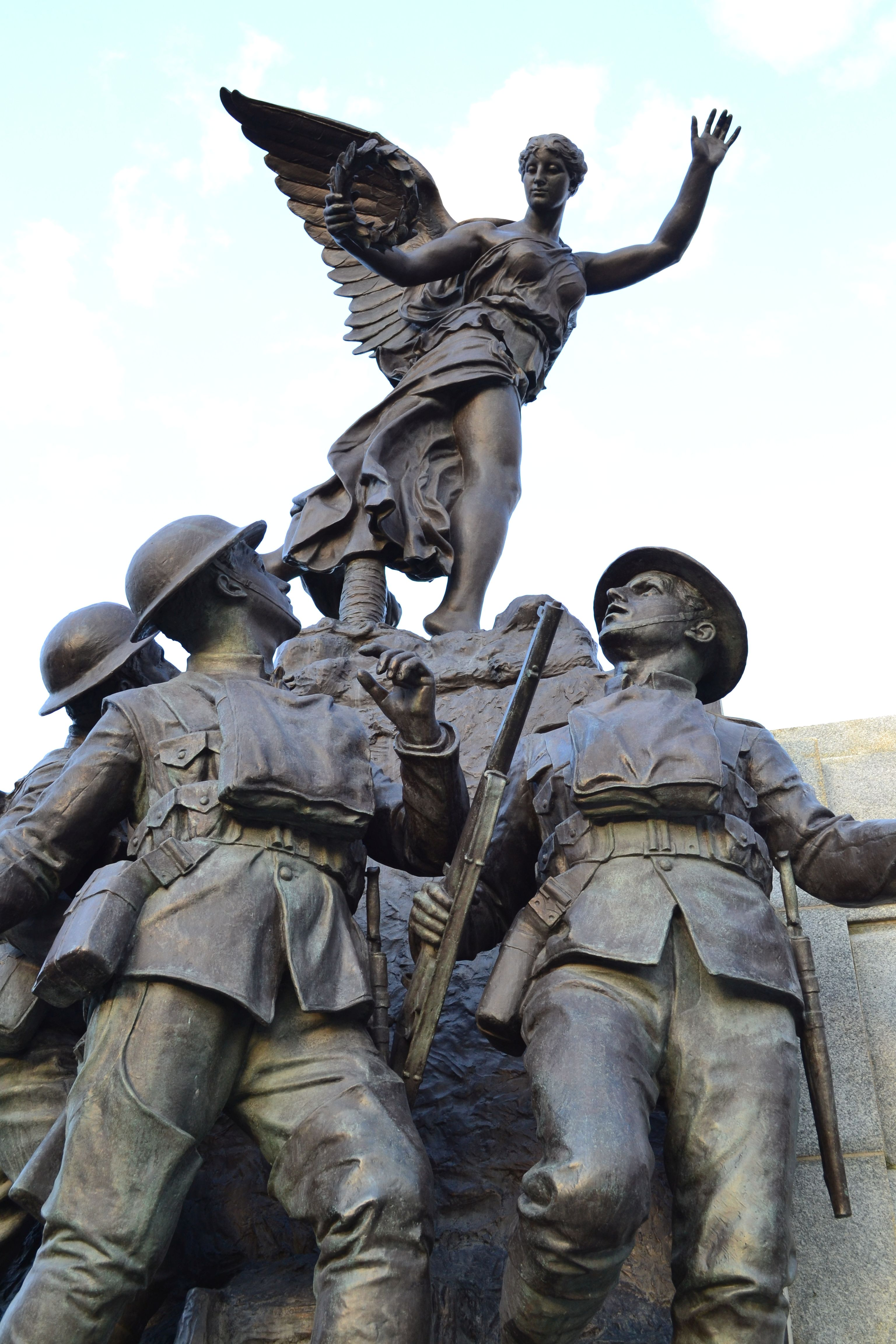
Le Monument aux braves du sculpteur George William Hill est un cénotaphe érigé en 1926 pour honorer les soldats tombés au combat lors de la Première Guerre mondiale. Cette œuvre patrimoniale est devenue au fil du temps une icône de la Ville de Sherbrooke.

Ayant été établi par des loyalistes américains et des Britanniques, Sherbrooke affiche l’influence anglaise dans son architecture, spécialement dans plusieurs de ses immeubles construits au XIXe siècle.[citation nécessaire] Malgré tout, on trouve aussi dans son cadre bâti les traces d’une ville manufacturière du XXe siècle, ainsi qu’une signature catholique, comme dans nombreuses villes du Québec.[citation nécessaire] Dans la trame urbaine, quelques immeubles se démarquent :
- L’Hôtel de Ville de Sherbrooke

Construit en 1904 selon les plans de l’architecte Elzéar Charest, l’immeuble était au départ le palais de justice de la ville, jusqu'à ce que cette dernière l’achète en 1989 pour y loger les bureaux de l’administration publique municipale. De style principalement Second Empire, cet édifice revêtu de granit gris de Stanstead et rose du comté d’Argenteuil est muni d’une coupole ainsi que de deux pavillons en retrait. Il s’illustre particulièrement par son caractère unique au sein de la municipalité.
- Le Théâtre Granada

Construit en 1928 d’après les plans de l’architecte Daniel J. Crighton par la United Amusement Corporation Limited, une filiale de Famous Players, le Granada est un théâtre de style atmosphérique, dont le décor intérieur est l'œuvre d’Emmanuel Briff. Désigné lieu historique patrimonial du Canada, il était reconnu lors de son ouverture comme étant le plus beau cinéma au Canada. Aujourd'hui, il demeure le seul théâtre d’atmosphère au pays à avoir conservé son intégrité architecturale. Huit millions de dollars ont été réservés pour la réfection du Théâtre Granada par la Ville de Sherbrooke au cours des prochaines années.

## Gouvernement

### Conseil municipal
Depuis le 1er janvier 2002, la nouvelle ville de Sherbrooke regroupe presque intégralement les limites territoriales des huit entités municipales suivantes : Ascot, Bromptonville, Deauville, Fleurimont, Lennoxville, Rock Forest, Saint-Élie-d'Orford et Sherbrooke.
Le conseil municipal est formé du maire et de 14 conseillères et conseillers représentant les 14 districts électoraux répartis dans les quatre arrondissements.
Le maire est élu au suffrage universel. Les conseillères et les conseillers sont élus par les électrices et les électeurs du district électoral ou de l'arrondissement qu'ils représentent.
Le maire désigne quatre conseillères et conseillers pour former un comité exécutif auquel il siège.
Sous le conseil municipal se retrouve les conseils d'arrondissements, le comité exécutif, la direction générale, le vérificateur général et le cabinet de la mairie.

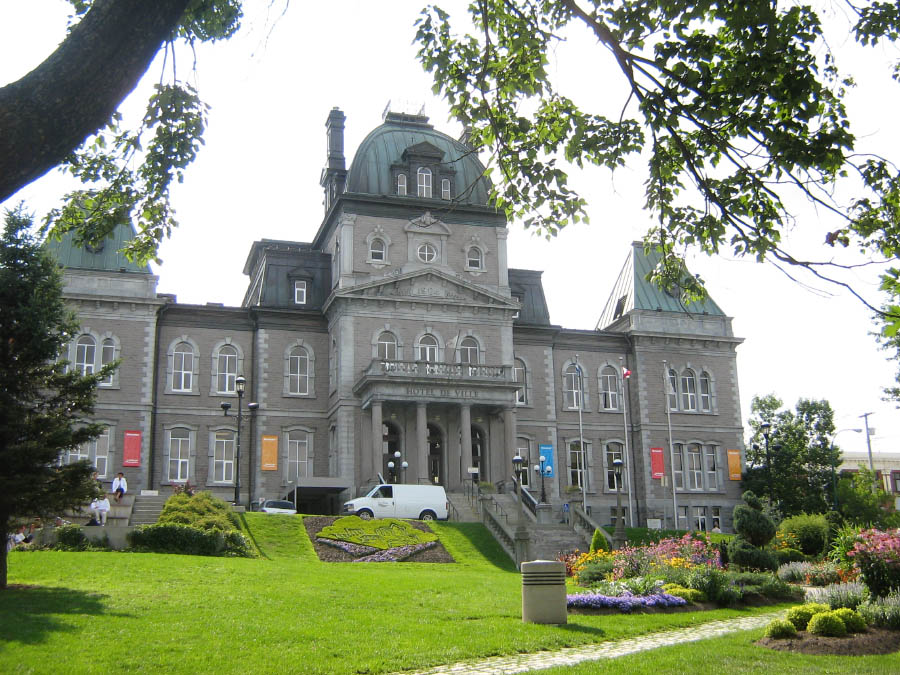
Hôtel de ville de Sherbrooke.

### Conseils d'arrondissement
En 2016, plusieurs modifications des arrondissements ont été effectuées. Le territoire, autrefois divisé en six arrondissements, est dorénavant découpé en 4 arrondissements : l'arrondissement Brompton-Rock-Forest-Saint-Élie-Deauville, l'arrondissement des Nations, l'arrondissement Fleurimont et l'arrondissement de Lennoxville. Ce découpage apporte également une diminution du nombre de conseillers municipaux qui passe de 19 à 14. Le nouvel arrondissement des Nations comprend les anciens arrondissements Jacques Cartier et Mont-Bellevue. Les noms des arrondissements ne sont adoptés que le 4 juin 2018.
Pour les élections municipales de 2017, les noms d'arrondissement no 1, no 2, no 3 et no 4 sont utilisés.
- Arrondissement de Brompton–Rock Forest–Saint-Élie–Deauville : 4 conseillers
- Arrondissement de Fleurimont : 4 conseillers
- Arrondissement de Lennoxville : 1 conseiller (plus 2 conseillers d'arrondissement)
- Arrondissement des Nations : 5 conseillers

### Représentation fédérale
Les citoyens et citoyennes de Sherbrooke sont représentés à la Chambre des communes par deux députés :
- Marie-Claude Bibeau, députée libérale de la circonscription de Compton—Stanstead, élue le 19 octobre 2015 et réélue le 21 octobre 2019 ;
- Élisabeth Brière, députée libérale de la circonscription de Sherbrooke, élue le 21 octobre 2019.

### Représentation provinciale
Trois élus représentent les citoyens de Sherbrooke à l'Assemblée nationale du Québec :
- André Bachand, député caquiste de la circonscription de Richmond ;
- Geneviève Hébert, députée caquiste de la circonscription de Saint-Francois ;
- Christine Labrie, députée solidaire de la circonscription de Sherbrooke.

## Économie
Sherbrooke, cœur économique de l’Estrie, est un pôle culturel, industriel et universitaire important à l’échelle du Québec. La ville constitue également un éminent nœud ferroviaire, puisqu’elle est directement desservie par trois entreprises soit la Saint-Laurent & Atlantique (SLQ), la Montréal, Maine & Atlantique (MMA) et le Chemin de fer Québec Central qui a des jonctions avec le Canadien National et le Canadien Pacifique. Elle est aussi desservie par quatre autoroutes, ainsi qu’un aéroport régional.
En ce qui a trait a la richesse collective, d'après les données 2010 de l'Institut de la Statistique du Québec (ISQ), le revenu personnel par habitant dans la région métropolitaine de Sherbrooke (RMR) se chiffrait à 30 976 $. D'autre part, le PIB de la RMR de Sherbrooke totalisait 6,08 G$ en 2008, comparativement à 9,59 G$ pour le PIB de la région de l'Estrie en 2010. En 2015, le revenu médian des ménages à Sherbrooke serait de 51 706 $ tandis qu’il serait de 59 822 $ pour la province de Québec et de 70 736 $ pour l’ensemble du Canada.
En 2022 le taux de chômage à Sherbrooke est de 2,7 %, ce qui en fait selon Statistique Canada la ville avec le plus faible taux de chômage parmi la soixantaine de régions canadiennes étudiées.

### Secteur industriel
Selon une étude menée par le groupe Desjardins en 2008, l’économie sherbrookoise est actuellement en transition. Partant d’une économie historiquement fortement dépendante des grandes compagnies manufacturières, la ville travaille depuis plusieurs années à diversifier son économie. On retrouve d’ailleurs environ 16 secteurs industriels d'activité sur le territoire sherbrookois selon la société de développent économique Sherbrooke Innopole. Dans ces différents secteurs, s'y recensait en 2008 10 447 salariés, répartis dans près de 365 entreprises. Malgré ce dynamisme, les salariés dans les différents secteurs industriels ne comptent que pour 19 % de la masse totale.
| Secteur industriel                                   | Nombre d’entreprises | Nombre de salariés |
| ---------------------------------------------------- | -------------------- | ------------------ |
| Produits métalliques                                 | 70                   | 1 604              |
| Produits en Plastique et en caoutchouc               | 22                   | 1 482              |
| Machines                                             | 37                   | 1 289              |
| Meubles et produits connexes                         | 34                   | 800                |
| Impression                                           | 35                   | 707                |
| Papier                                               | 6                    | 635                |
| Aliments et Boissons                                 | 32                   | 588                |
| Autres activités manufacturières                     | 22                   | 543                |
| Produits informatiques, électroniques et électriques | 14                   | 486                |
| Produits du bois                                     | 23                   | 489                |
| Vêtements et autres produits en textile ou en cuir   | 20                   | 450                |
| Produits, fournitures et matériels médicaux          | 17                   | 425                |
| Produits chimiques                                   | 7                    | 281                |
| Produits minéraux non métalliques                    | 15                   | 275                |
| Textiles                                             | 3                    | 218                |
| Matériel de Transport                                | 8                    | 185                |

### Secteur des services

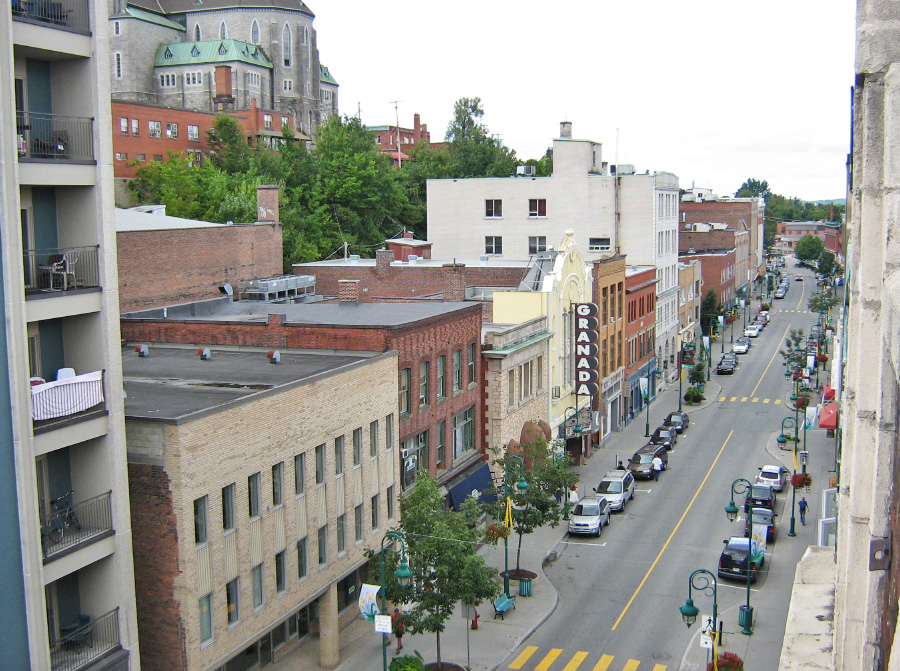
La rue Wellington Nord avec la cathédrale Saint-Michel en surplomb.

Outre les secteurs industriels, Sherbrooke est aussi un important pôle de services. Selon la répartition des emplois par secteurs d’activités en 2008, 77 % de ceux-ci sont dans le domaine des services, alors que seulement 23 % sont dans le domaine de la construction ou de la fabrication. Pour ce qui est de la composition des emplois dans les services, 14 % sont dans le commerce, 16 % dans les soins de santé et assistance sociale, 11 % dans les services d’enseignement et 36 % dans les autres services. La ville de Sherbrooke étant un centre régional important, le secteur tertiaire, particulièrement les soins de santé, les services sociaux, l’enseignement et le commerce, y occupe une place prédominante.

### Culture d'innovation
Depuis le sommet de Sherbrooke 2007, l’Organisation municipale souhaite :

« qu’en 2012, Sherbrooke [soit] reconnue à l'échelle québécoise, canadienne et internationale, comme un pôle majeur d'innovation, tant sur le plan social qu'économique, et ce, dans un milieu de vie de qualité exceptionnelle. »

 Pour ce faire, plusieurs projets ont été mis sur pied, en partenariat avec les différents acteurs économiques de la région, dont l'Université de Sherbrooke :
- la mise sur pied du Réseau InnovaXion, dans le but de rendre les PME plus compétitives ;
- la refonte de la SDES (société de développement économique de Sherbrooke) dans le but de créer Sherbrooke Innopole avec Pierre Bélanger a sa tête, afin de développer une nouvelle stratégie de développement économique axée sur l'innovation ;
- la création du Parc Innovation par l'Université de Sherbrooke, afin de mettre en lien chercheurs et entrepreneurs ;
- l'Adhésion de l'Université de Sherbrooke au projet DEFI, destiné à accentuer la croissance économique, la rentabilité et la productivité des entreprises de la région par l'innovation[105], en profitant notamment des institutions d'enseignement et de recherche de l'Estrie.

#### Centres de recherche de Sherbrooke
Seule la Ferme expérimentale de Lennoxville est affiliée au gouvernement du Canada. Les autres Centres de recherche sont reconnus et financés par l'Université de Sherbrooke dans le cadre du concours 2009-2012 du Programme interne de financement d'infrastructure des centres (PIFIC).

### Principaux employeurs
| Entreprise                                                                                 | Nombre de salariés |
| ------------------------------------------------------------------------------------------ | ------------------ |
| Université de Sherbrooke                                                                   | 6 900              |
| Centre hospitalier universitaire de Sherbrooke (CHUS)                                      | 6 084              |
| Commission scolaire de la Région-de-Sherbrooke (C.S.R.S.)                                  | 3 384              |
| Centre de santé et de services sociaux – Institut universitaire de gériatrie de Sherbrooke | 2 563              |
| Ville de Sherbrooke et Hydro-Sherbrooke                                                    | 1 803              |
| Cégep de Sherbrooke                                                                        | 800                |
| Fédération des caisses Desjardins du Québec                                                | 550                |
| Nordia inc.                                                                                | 500                |
| E.T.F.S.                                                                                   | 486                |
| Kruger                                                                                     | 455                |

Sherbrooke accueille le quatrième studio québécois de la compagnie Ubisoft et crée 80 emplois.

### Chambres de commerce
Sherbrooke compte deux chambres de commerce, issues des anciennes municipalités avant la fusion de 2002.
- Chambre de commerce de Fleurimont
- Chambre de commerce de Sherbrooke

### Pôles commerciaux
- Carrefour de l'Estrie
- La Cité du Parc
- Galeries Quatre-Saisons
- Centre-ville de Sherbrooke
- Plateau Saint-Joseph
- Les Promenades King

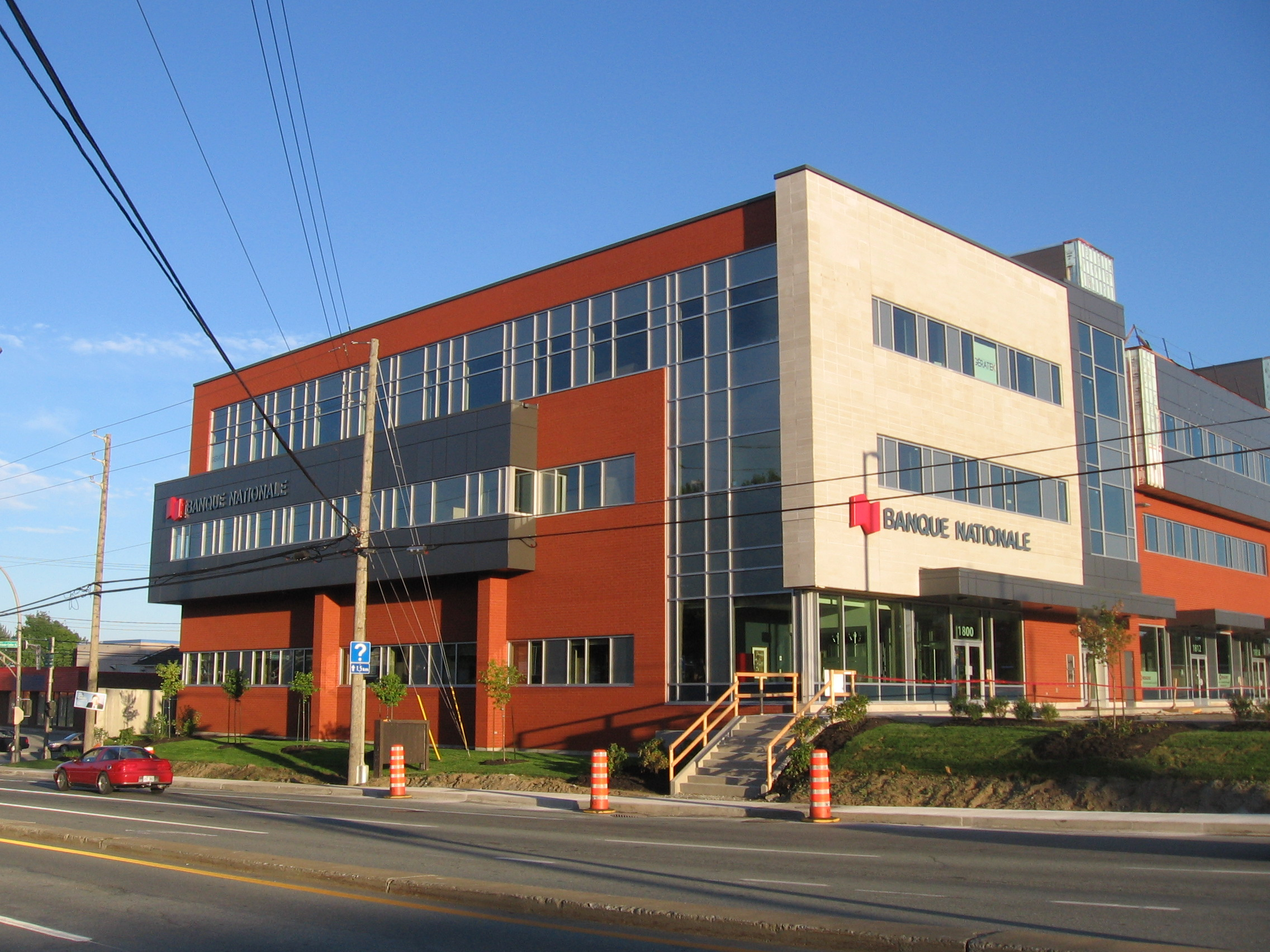
Pôle commercial de la Cité du Parc.

- Plaza de l'Ouest (anciennes Terrasses Rock Forest)
- Le centre Sherbrooke (ancienne Place Belvédère)

## Éducation
Il se trouve onze écoles secondaires sur le territoire de la ville : 
Soit cinq publiques (Commission scolaire de la Région-de-Sherbrooke) :
- École Mitchell-Montcalm (pavillons Mitchell et Montcalm)
- École du Triolet
- École de la Montée (pavillons Le Ber et St-François)
- École internationale du Phare
- École Alexander Galt (école anglophone)

ainsi que six privées :
- École secondaire de Bromptonville
- Collège du Mont-Sainte-Anne
- Collège Mont Notre-Dame
- Séminaire de Sherbrooke
- Le Salésien
- Bishop's College School (La plus ancienne école privée anglophone du Québec et la quatrième plus ancienne au Canada)

### Éducation postsecondaire
Campus universitaires : 4 (3 pour l'Université de Sherbrooke et un pour l'Université Bishop's).
- Université de Sherbrooke (Campus de Sherbrooke et de Longueuil[107])
- Université Bishop's (Université anglophone située à Lennoxville)Campus de Longueuil de l'Université de Sherbrooke

 Campus collégiaux : 3
- Cégep de Sherbrooke
- Séminaire de Sherbrooke

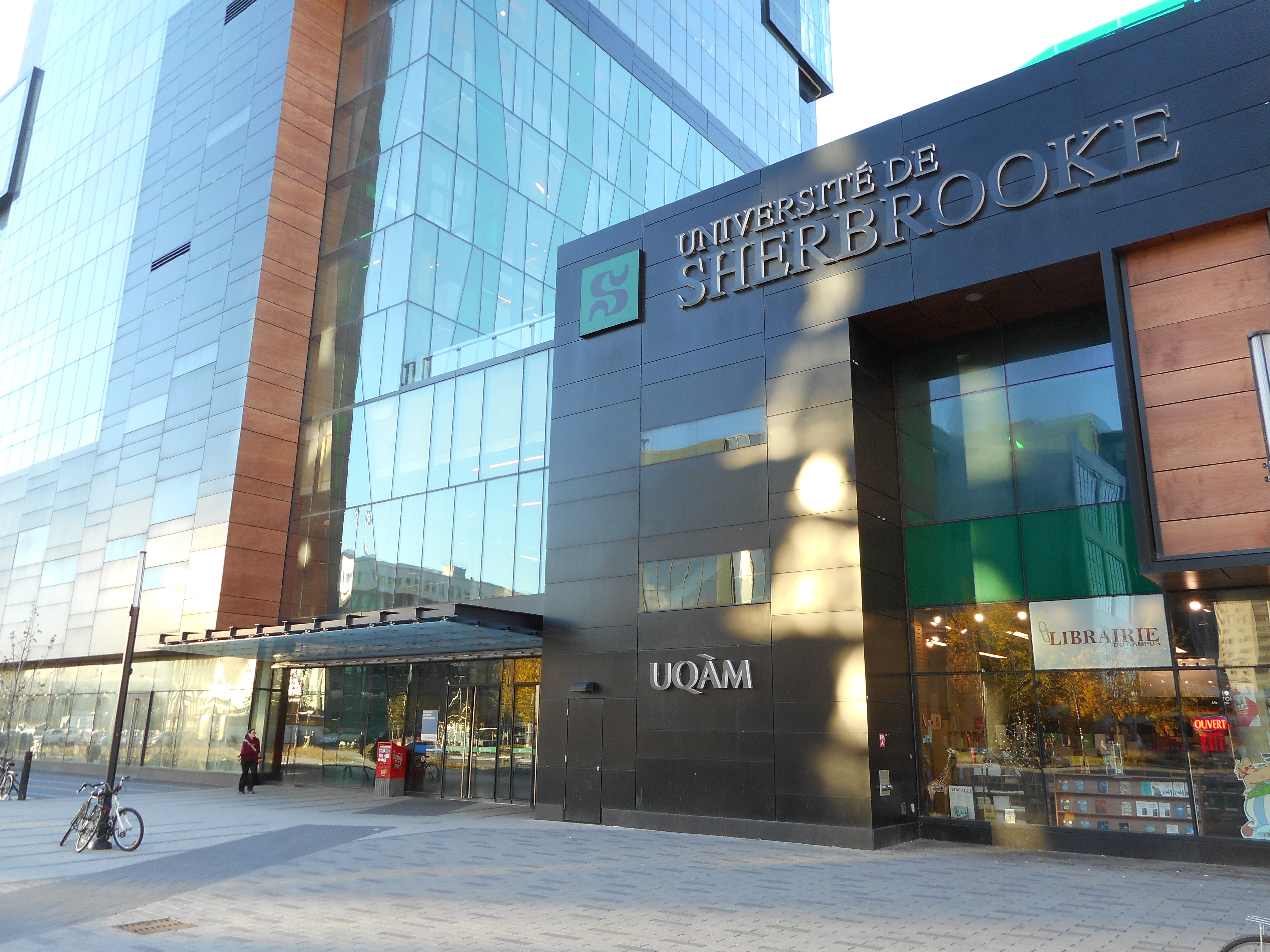
Campus de Longueuil de l'Université de Sherbrooke

- Collège régional Champlain de Lennoxville

 Formation professionnelle 
- Centre de formation professionnelle 24-juin
- Institut Desgraff

## Présence militaire

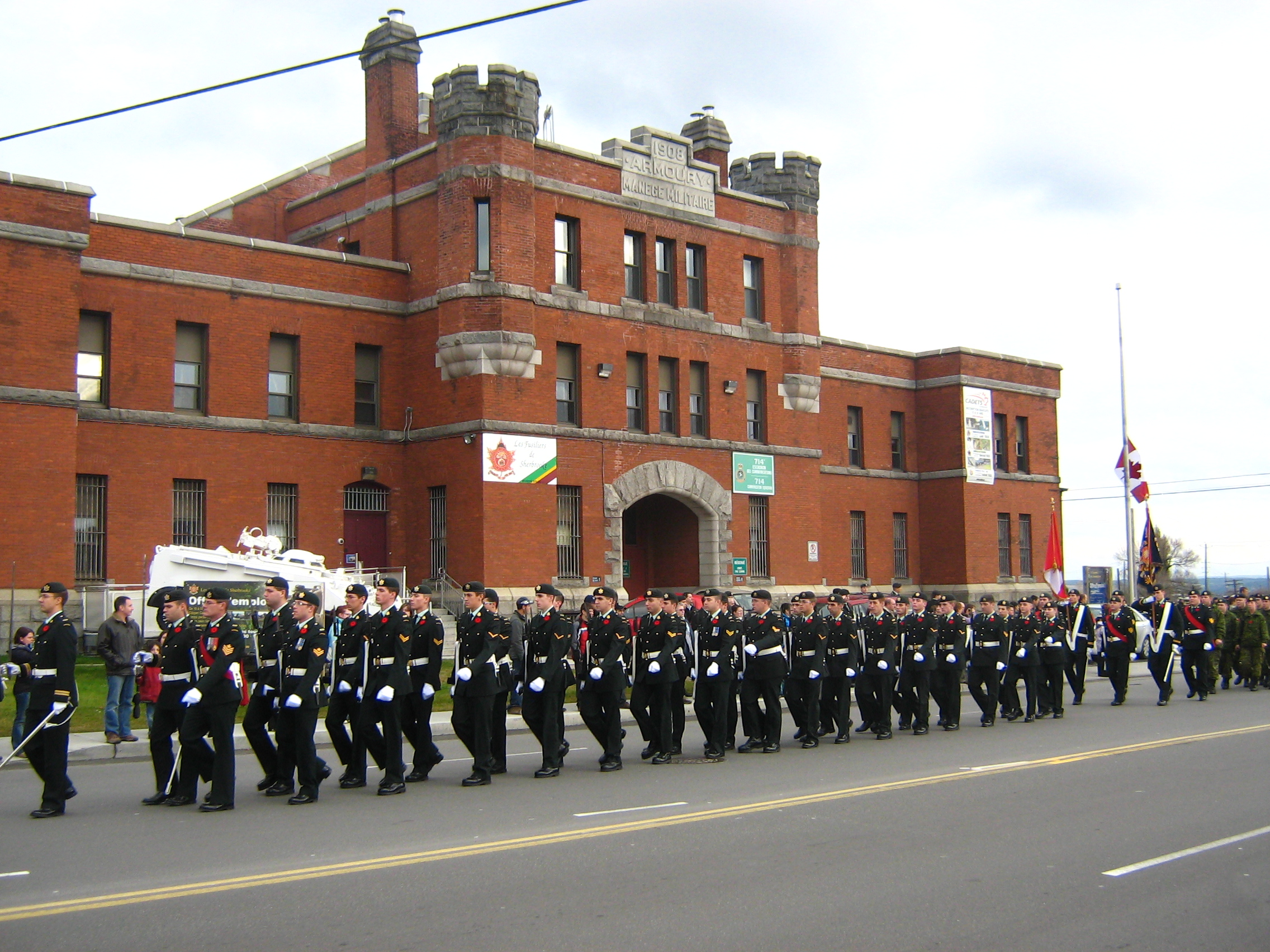
Parade militaire en face du manège des Fusiliers de Sherbrooke.

Sherbrooke ne compte aucune unité de la Force régulière, mais quatre unités de la Force de réserve des Forces canadiennes ont leur quartier général dans la ville :
- 52e Ambulance de Campagne ;
- 35e Régiment des Transmissions ;
- Les Fusiliers de Sherbrooke ;
- The Sherbrooke Hussars.

Un centre de recrutement des Forces canadiennes est aussi présent.

## Culture

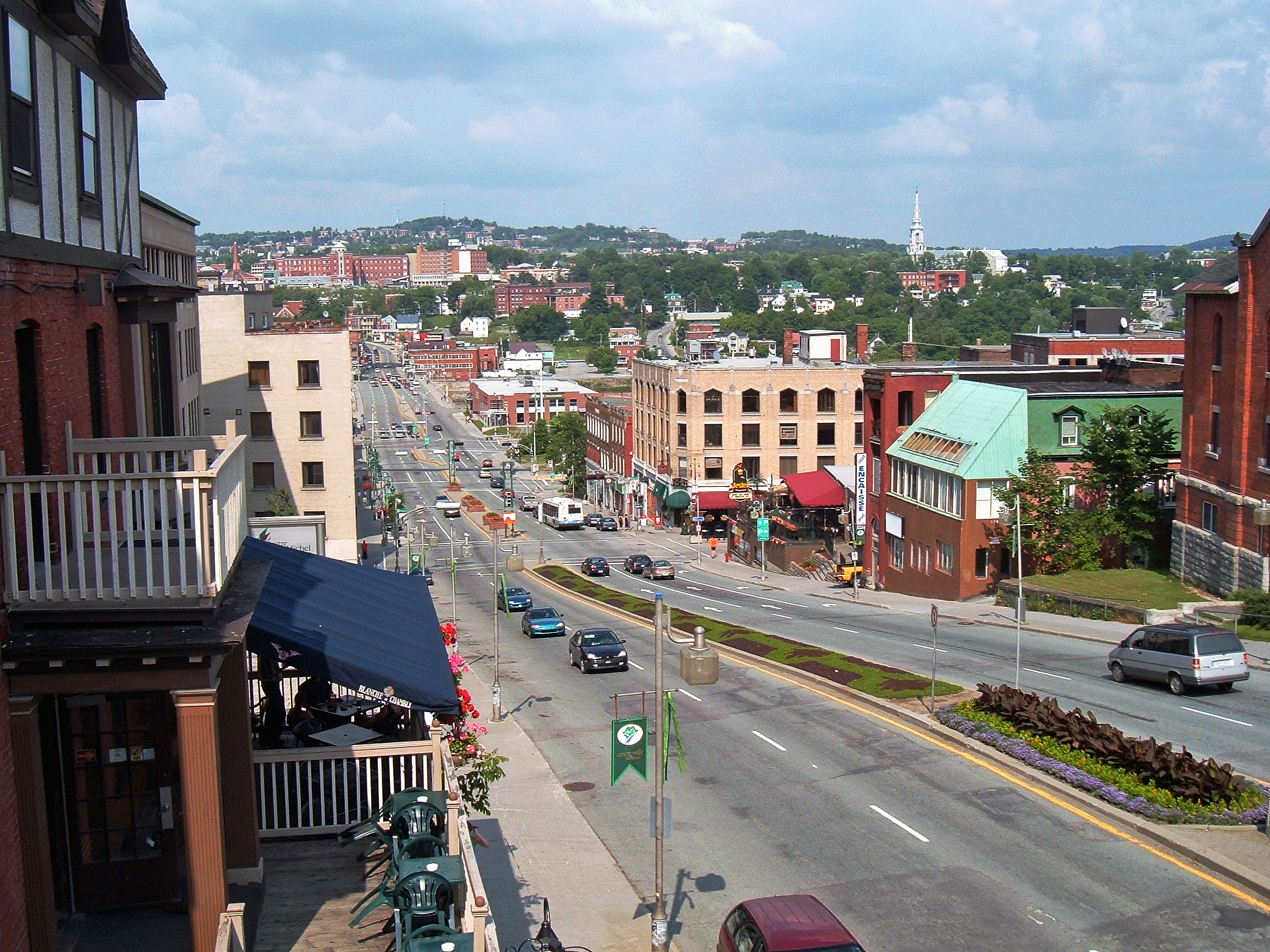
Rue King, centre-ville de Sherbrooke.

En saison estivale, la région est animée par quelques festivals, spectacles et événements se déroulant sur son territoire. La ville possède un patrimoine architectural anglo-saxon, comme en témoignent les résidences du Vieux-Nord.
La ville possède la 4e plus grande salle de spectacle au Québec, la salle Maurice-O'Bready du centre culturel de l'Université de Sherbrooke, qui accueille de nombreux spectacles de musique, théâtre et danse. Le théâtre Centennial, sur le campus de l'université Bishop's, accueille plusieurs spectacles de musique du monde et de danse. Le Vieux Clocher de l'UdeS possède deux salles, dont la principale est une salle de choix pour plusieurs groupes de musique et humoristes québécois. Le Théâtre Granada, classé lieu historique patrimonial par le gouvernement du Canada, est le dernier théâtre d'atmosphère à avoir conservé son architecture originale depuis son ouverture. On y présente encore plusieurs concerts de groupe de musique. Finalement, le petit théâtre de Sherbrooke, situé au centre-ville, présente des spectacles de théâtre pour enfants.
Avec ses deux universités et ses trois cégeps, Sherbrooke est hôte de plusieurs artistes émergents que l'on voit défiler un peu partout en ville que ce soit au Boquébière ou à La Petite Boîte Noire.
Toutefois, comme dans plusieurs autres villes du Québec, beaucoup de jeunes talents musicaux prometteurs quittent la scène locale pour aller percer dans le milieu montréalais, sans manquer néanmoins de revenir jouer régulièrement dans les salles sherbrookoises.
Depuis 2002, il existe également sur la rue King Ouest dans l'ancienne église Sainte-Thérèse-d'Avila la Nef, un centre d'arts unique en son genre au Québec. Là travaillent sculpteurs, peintres, danseurs et musiciens dans un lieu de création ouvert au public. Des spectacles et concerts de l'OSS sont donnés en plein-air durant les mois d'été, à des endroits tels que la Place de la Cité, l'auditorium devant l'Hôtel de Ville et la récente aire publique donnant sur la rivière Magog.
Depuis 2007, fut construit sur la rue du Dépôt le Centre des arts de la scène Jean-Besré (CASJB). Le bâtiment a été conçu pour répondre aux besoins de création et de production des compagnies et artistes professionnels de la région, dans les disciplines du théâtre (Petit Théâtre de Sherbrooke, Théâtre le Double Signe, Théâtre des Petites Lanternes, Turcs Gobeurs d'Opium) de la musique (Musiquetterie) et de la danse (Axile, Sursaut). Le CASJB loge aussi les bureaux administratifs et les entrepôts de toutes ces compagnies. Le CASJB comprend trois salles de répétition, une salle de production entièrement équipée, un atelier de décor et un atelier de couture. Ces locaux permettent aux compagnies et aux artistes de préparer et de finaliser tous les aspects de leurs productions.

### Salles de spectacle
- Salle Maurice-O'Bready
- Théâtre Granada
- Théâtre Centennial
- Vieux Clocher de l'UdeS
- Petit théâtre de Sherbrooke
- Théâtre Léonard St-Laurent
- Salle Alfred-Des Rochers
- Centre Québecor
- Petite salle du Centre culturel de l'Université de Sherbrooke
- La Petite Boite Noire
- Le Boquébière
- Bar le Magog
- Le Murdoch
- Le Tremplin

### Musée d'histoire de Sherbrooke
Fondé le 2 mars 1927 sous le nom de la Société d’histoire des Cantons-de-l’Est, le Mhist (Musée d'histoire de Sherbrooke) fait la préservation du patrimoine local et régional, ainsi que la diffusion de l’histoire de Sherbrooke et des Cantons-de-l’Est.
Le 17 avril 1989, la Société d’histoire des Cantons-de-l’Est devient la Société d’histoire de Sherbrooke et, l'année suivante, obtient l'agrément des Archives nationales du Québec en tant que service d’archives privées. Ce service a pour mission de conserver, compléter et rendre accessible au public et aux chercheurs les collections d’archives.
En mai 1992, le Mhist s'installe sur la rue Dufferin, au Centre d’interprétation de l’histoire de Sherbrooke, logé dans un bâtiment patrimonial de style Second Empire construit en 1885. La société évolue au fil des années et, à la fin des années 2000, devient la Société d’histoire la plus importante de la région et l’une des plus grandes au Québec. En juin 2019, elle adopte le nom de Mhist-Musée d’histoire de Sherbrooke pour mieux refléter sa vision, sa réalité et ses activités.
En tant qu'organisme à but non lucratif (OBNL), le Mhist bénéficie du soutien financier de ses membres, de la Ville de Sherbrooke, du ministère de la Culture des Communications, et de Bibliothèque et Archives Nationales du Québec[source secondaire souhaitée].

### Autres musées et lieux de découvertes
- Musée de la nature et des sciences de SherbrookeM
- Musée des beaux-arts de Sherbrooke
- Musée du jeu vidéo du Québec
- Centre culturel et du patrimoine Uplands
- Galerie d'art du Centre culturel de l'Université de Sherbrooke
- Centre d'art actuel Sporobole (anciennement la Galerie Horace)[111]
- Galerie Foreman de l'Université Bishops
- Prison Winter (2021)

### Bibliothèques
La Ville de Sherbrooke compte actuellement cinq bibliothèques sur son territoire; trois de ces cinq bibliothèques font partie du réseau des bibliothèques de la Ville de Sherbrooke. En 2023, le conseil municipal de la ville donne le feu vert à la construction d'une bibliothèque dans le secteur de Fleurimont, dont les travaux doivent débuter dès 2024.

#### Réseau des bibliothèques de Sherbrooke
L’avantage de ce réseau municipal est qu’avec une seule carte d’abonné, les membres ont accès aux collections des trois bibliothèques, et peuvent retourner les livres empruntés à n’importe laquelle de ces bibliothèques. Depuis 2018, un portail web permet aux abonnés de consulter le catalogue, de réserver des livres (papier et numérique) et de gérer leurs emprunts en cours.
En juin 2022, la ville de Sherbrooke a abolit les frais de retard pour les trois bibliothèques de son réseau. La ville suit ainsi une tendance qui gagne en popularité au Québec, car les coûts reliés à une telle mesure sont considérés comme étant mineurs comparativement aux avantages apportés.

##### Bibliothèque Éva-Senécal
Inaugurée le 22 décembre 1990, la bibliothèque municipale est nommée d'après la poète Éva Senécal, romancière et journaliste estrienne, née en 1905 et décédée en 1988. Située sur la rue Marquette, cette bibliothèque remplace l’ancienne bibliothèque municipale, auparavant située sur la rue Dufferin.

##### Bibliothèque Bertrand-Delisle (secteur Rock Forest)
Avant la création de la bibliothèque municipale en 1983, les habitants Rock Forest qui désiraient avoir accès à une bibliothèque devaient payer un frais d’abonnement pour être membre de la bibliothèque de Sherbrooke; en 1980, la Ville de Rock Forest décide de rembourser la moitié de ces frais.
D’abord située dans l’ancien bureau de poste de Rock Forest, la bibliothèque municipale est par la suite relocalisée dans ses locaux actuels sur la rue Haut-Bois Sud en 1998. Elle est nommée d’après l’ancien maire de Rock-Forest Bertrand Delisle, qui était en fonction lors de la relocalisation de la bibliothèque.
La bibliothèque Bertrand-Delisle rejoint le réseau des bibliothèques de la Ville en 2015.

##### Bibliothèque Saint-Élie
La bibliothèque de Saint-Élie a été fondée en 1979 par Angéline Hébert. Cette dernière en aura été responsable pendant 23 ans, prenant sa retraite en 2002.
Anciennement membre du Réseau Biblio de l'Estrie, la bibliothèque de Saint-Élie rejoint le réseau des bibliothèques de la Ville en décembre 2017.

#### Bibliothèque Gisèle-Bergeron (secteur Bromptonville)
En 1981, Gisèle Bergeron a fondé la première bibliothèque de la municipalité de Bromptonville. Cette première bibliothèque est située à même l’hôtel de ville. En 1996, la bibliothèque déménage à l’intérieur de l’école primaire Marie-Immaculée, rendant ainsi l’accès beaucoup plus facile pour la population et doublant la quantité de livres disponibles. Cette bibliothèque est membre du Réseau BIBLIO de l’Estrie.

#### Bibliothèque de Lennoxville (Lennoxville Library)
La bibliothèque de Lennoxville a été fondée en 1912. Elle dessert principalement la population anglophone de Lennoxville, avec l'aide d'une équipe d'employés et de bénévoles. Cette bibliothèque est membre du Réseau BIBLIO de l’Estrie.

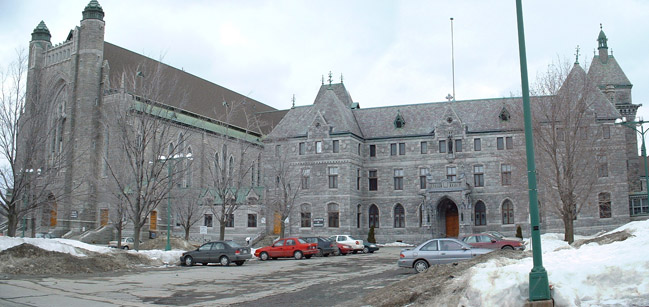
La Basilique-cathédrale Saint-Michel de Sherbrooke, siège du diocèse.

### Œuvres d'art publiques
Plus d'une cinquantaine d'œuvres d'art sont exposées dans des espaces publics intérieurs et extérieurs du territoire de Sherbrooke, dont 16 monuments et sculptures et 18 murales. Depuis 2018, un nouveau circuit propose de découvrir une vingtaine d'œuvres en mosaïculture disséminées dans la ville.

#### Monuments et sculptures
- Monument aux Braves-de-Sherbrooke (George William Hill, 1926)
- Monument aux braves de Lennoxville et d'Ascot / The Lennoxville and Ascot Soldiers' Monument (Thomas Craig Thompson, 1923)
- Fontaine commémorative James-Simpson-Mitchell (George William Hill, 1931)
- Arche (Olaf Hanel, 1990)
- Liber Mundi (Gilles Larivière, 1990)
- Monument à George-Foote-Foss (Anonyme, 1993)
- Monument aux anciens combattants de Bromptonville (Inconnu, 2001)
- Une célébration... de l'eau à la lumière (Melvin Charney, 2004)
- Le Cercle (Rubén Ramonda, 2006)
- Étude no 2 (réplique) (Antoine Lamarche, 2007)
- Cinq continents, une planète à notre portée (Danielle April, 2010)
- Si les maisons et les arbres pouvaient parler… (Chantal Lagacé, 2011)
- Mémoire vive (Lucie Duval, 2013)
- Fragments d'eau en rivière (Marie-France Brière, 2013)
- Nuée d'éclosions (Patrick Beaulieu, 2015)
- L'Hoir (Valérie J. Gosselin, 2016)
- Hommage à Sylvie Daigle (Pierre Chouinard, 2017)
- Les Sentinelles (Roberto Pellegrinuzzi, 2018)

#### Murales

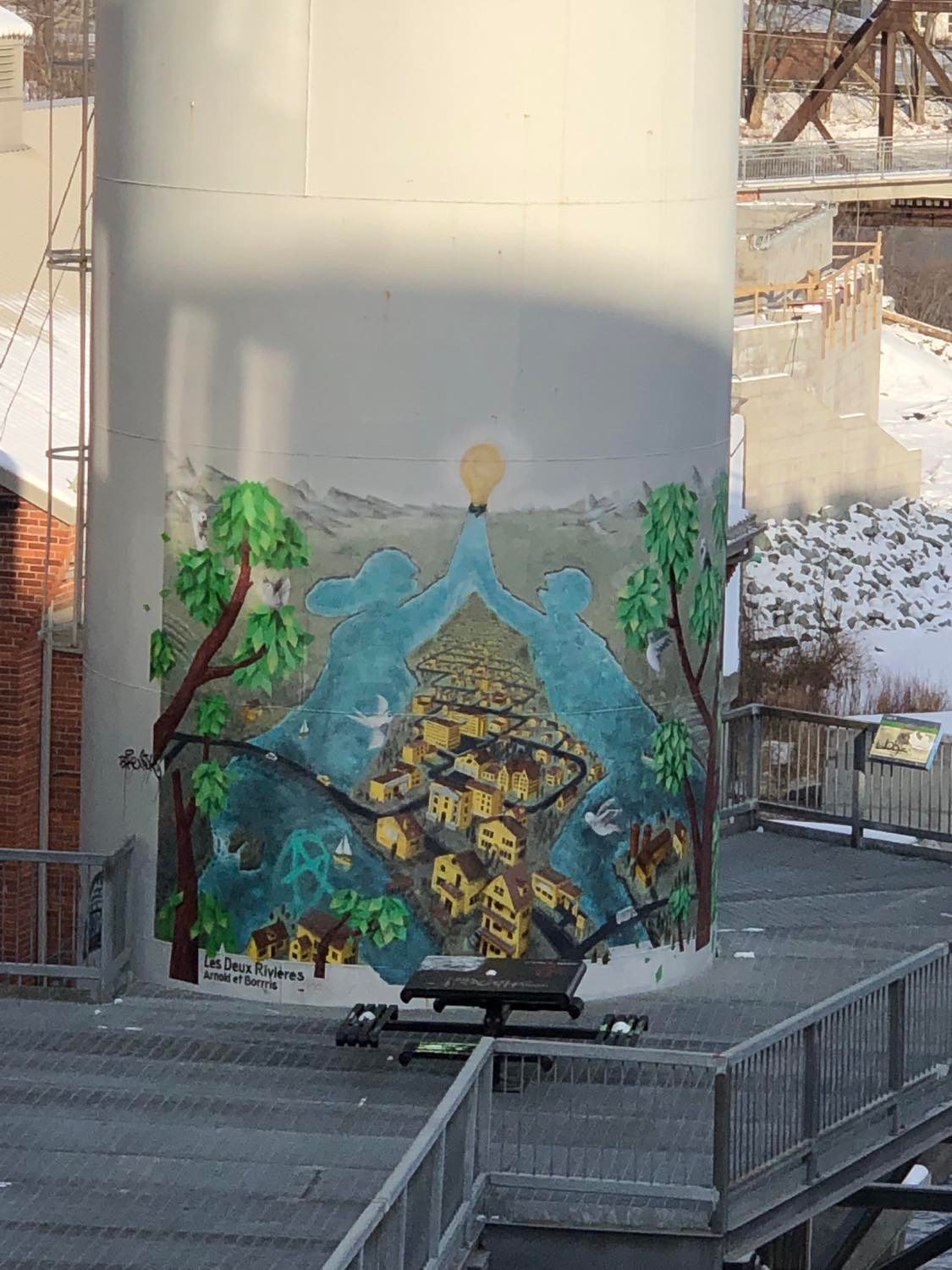
Œuvre pouvant être observée sur la Promenade de la Gorge de la rivière Magog

- Œuvre pouvant être observée sur la Promenade de la Gorge de la rivière MagogLes Premiers habitants sur le site (Jacques Barbeau, 1998)
- La Ville de Sherbrooke et ses habitants (Jacques Barbeau, 1998)
- Murale du bicentenaire de Sherbrooke 2002 (M.U.R.I.R.S., 2002)
- Nékitotegwak (M.U.R.I.R.S., 2002)
- Il était une fois dans l'Est (M.U.R.I.R.S., 2003)
- Le Progrès de l'Est (M.U.R.I.R.S., 2004)
- Les belles années (M.U.R.I.R.S., 2005)
- CHLT-TV, 50 ans à notre image (M.U.R.I.R.S., 2006)
- Tradition et prévention (M.U.R.I.R.S., 2007)
- Cent ans au service des gens (M.U.R.I.R.S., 2008)
- L'Hotel des voyageurs (M.U.R.I.R.S., 2008)
- Les moulins d'en haut, Upper Mills (M.U.R.I.R.S., 2009)
- Légendes et menas'en (M.U.R.I.R.S., 2010)
- Cœur, culture et pédagogie (M.U.R.I.R.S., 2011)
- Destinées et origines (M.U.R.I.R.S., 2012)
- Murale Mosaïque Nationale 2013 (M.U.R.I.R.S., 2013)
- #SHERBYLOVE (M.U.R.I.R.S., 2016)
- On se fait du cinéma (M.U.R.I.R.S., 2017)
- Terminus et populus (M.U.R.I.R.S., 2018)
- Le cinquième élément (M.U.R.I.R.S., 2019)

## Religion
En 2001, la population de Sherbrooke se répartissait selon le profil suivant :
- 84 % Catholiques ;
- 2 % Protestants ;
- 3 % Autres religions ;
- 7 % Aucune religion ;
- 4 % Non spécifié.

Les catholiques de la ville sont intégrés au diocèse de Sherbrooke tandis que les protestants anglicans sont pour leurs parts intégrés au diocèse anglican de Québec qui recouvre un territoire comparable à l'Afghanistan. L'église Church of the Advent of Sherbrooke est une église anglicane de la ville.

## Transports

### Réseau routier

Réseau routier de la ville.

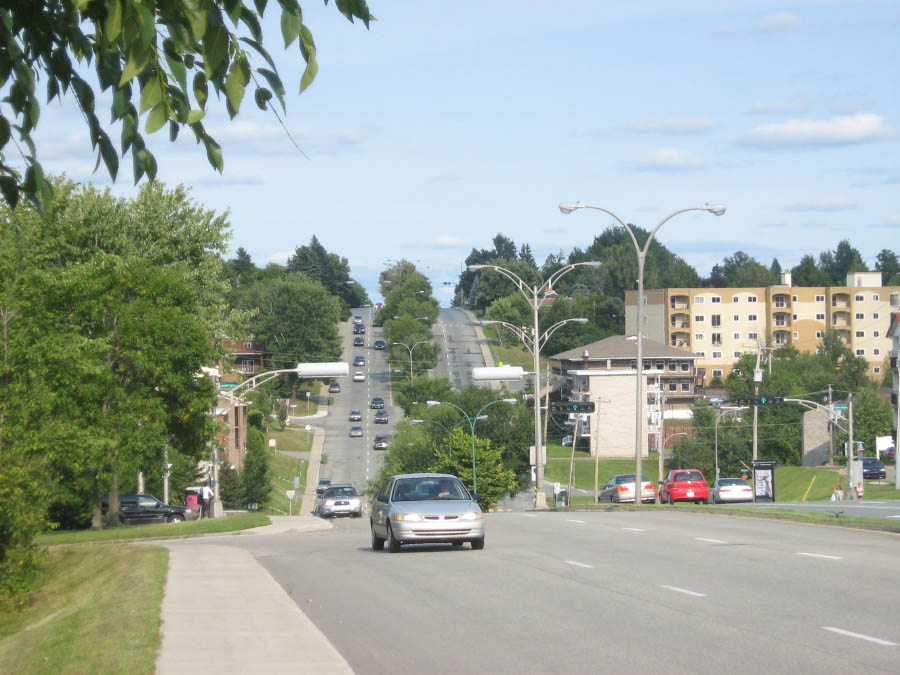
Boulevard de Portland. Prolongement urbain de la route 220.

Sherbrooke est desservie par un réseau routier comprenant 3 autoroutes, plus de 7 routes provinciales et de nombreuses artères importantes. L'autoroute 10 est le principal accès à Sherbrooke depuis Montréal, la Montérégie et Granby, passant au nord-ouest de la ville en forme un chevauchement avec l'autoroute 55. Par ailleurs, l'autoroute 55 assure le lien entre Sherbrooke et les États-Unis, au Vermont, par le poste douanier de Stanstead, situé 58 kilomètres de route au sud-sud-ouest de Sherbrooke. De plus, elle rejoint le Centre-du-Québec et Drummondville par le nord en suivant la rive-ouest de la rivière Saint-François.
L'autoroute 410 agit autant comme autoroute connectrice et de déviation, puisque non seulement elle contourne Sherbrooke par le sud-ouest, mais elle assure le lien entre la 10/55 et la rue King (la route 112). Un nouveau tronçon rejoignant la route 108 à Lennoxville fut inauguré le 29 octobre 2015.
L'autoroute 610, quant à elle, assure le contournement de Sherbrooke par le nord, traversant la rivière Saint-François, et possédant 2 échangeurs vers Sherbrooke, et se terminant sur la route 112 vers East Angus, Thetford Mines et Lac-Mégantic. D'ailleurs, l'autoroute 610 était avant 2009 une continuité de l'autoroute 10, et les numéros de sorties sont passés de 146 et 150 à 3 et 7. 
La rue King, la 112, traverse complètement la ville d'ouest en est, traversant la rivière Saint-François sur le pont Aylmer, croisant les autoroutes 410 et 610, en plus d'être la principale artère commerciale de la ville. La route 143, quant à elle, suit la rive-ouest de la rivière Saint-François en étant nommée le boulevard des Grandes-Fourches. La route 216 suit le boulevard de l'Université, la rue Galt, passe sur le pont Joffre, puis suit les 12e et 13e avenues dans Fleurimont avant de se poursuivre vers le nord vers Stoke. Les autres artères principales de la ville sont les rues, chemins et boulevards de Portland, Saint-François, Bowen, du 24 juin, Jacques-Cartier, Belvédère, Queen-Victoria, Beckett, Duplessis et des Pélerins.

#### Liste
Autoroutes
- Autoroute 10
- Autoroute 55
- Autoroute 410
- Autoroute 610

Routes nationales
- Route 108
- Route 112
- Route 143

Routes régionales
- Route 216
- Route 249
- Route 222
- Route 220

### Réseau ferroviaire
La ville constitue un important nœud ferroviaire, puisqu’elle est directement desservie par trois entreprises soit la Saint-Laurent & Atlantique (SLQ) et le Québec Central Railway (QCR) qui a des jonctions avec le Canadien National et le Canadien Pacifique.
Les activités ferroviaires de la Montreal, Maine & Atlantic ont cessé à la suite de l'accident ferroviaire de Lac-Mégantic du 6 juillet 2013 qui a mené a leur faillite, ce sont les Chemins de fer du Centre du Maine et du Québec qui prirent la suite des opérations.

### Aéroport
Sherbrooke possède un petit aéroport régional, situé à 20 kilomètres à l'est de la ville. Celui-ci offre un service de taxi aérien sur demande (nolisement) vers toute destination en Amérique du Nord ainsi que des services de dédouanement.

### Transport en commun

#### Transport interurbain

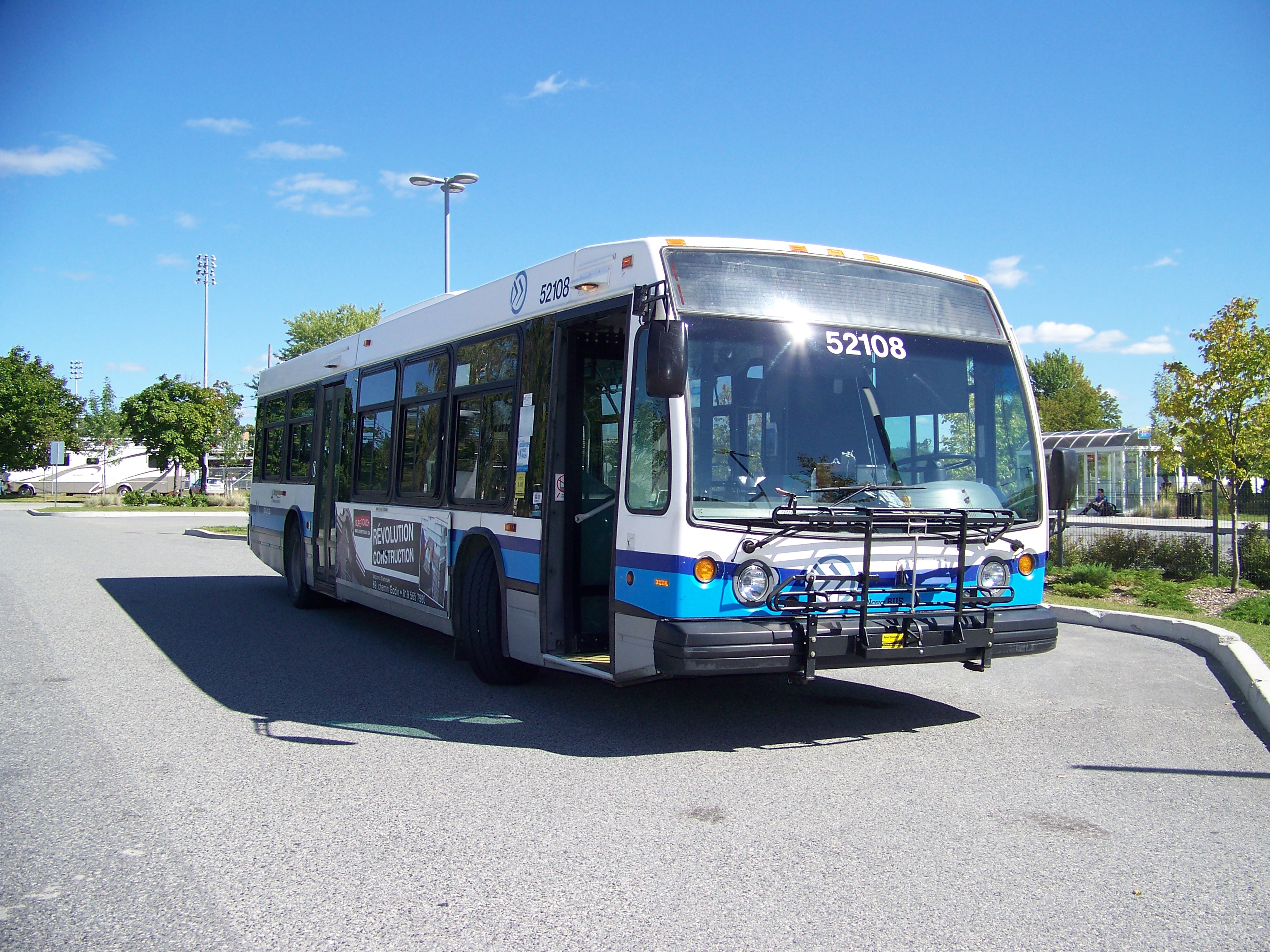
Un autobus de la Société de transport de Sherbrooke.

Le Terminus de la Vieille Gare situé au centre-ville de Sherbrooke, assure le transport en autocar à l'intérieur et à l'extérieur de l'Estrie.

#### Transport urbain
La ville de Sherbrooke possède un système d'autobus comparable à plusieurs autres villes de sa taille. La Société de transport de Sherbrooke (STS) est présente dans tous les arrondissements. Les étudiants de l'Université de Sherbrooke peuvent utiliser le service de transport public gratuitement lors de la présentation de leur carte étudiante, un tarif réduit est automatiquement inclus dans les frais d'inscriptions. Ces dernières années, les étudiants du Cégep de Sherbrooke et du Collégial du Séminaire de Sherbrooke se sont ajoutés au bassin étudiant bénéficiant de ce privilège en ayant un coût très réduit pour celle-ci.

## Tourisme
La région sherbrookoise offre des attraits situés à proximité, tels que les villages d'inspiration anglo-saxonne comme Canton de Hatley, North Hatley, Milby, Way's Mills, Barnston ou Magog. Les alentours immédiats portent aussi témoignage de la colonisation et des premiers balbutiements industriels grâce à la présence, entre autres, de la mine de Capelton et de dizaines de ponts couverts. La région de Sherbrooke est caractérisée par un paysage de lacs, de collines et de montagnes, ce qui contribue à sa renommée. Les touristes peuvent profiter de ces attraits en suivant l'itinéraire du Chemin des Cantons, qui passe directement dans la ville, ou la route des vins, qui sillonne la région avoisinante. Quelques festivals sont aussi organisés dans certains villages des alentours, rehaussant la vie culturelle et agrotouristique.

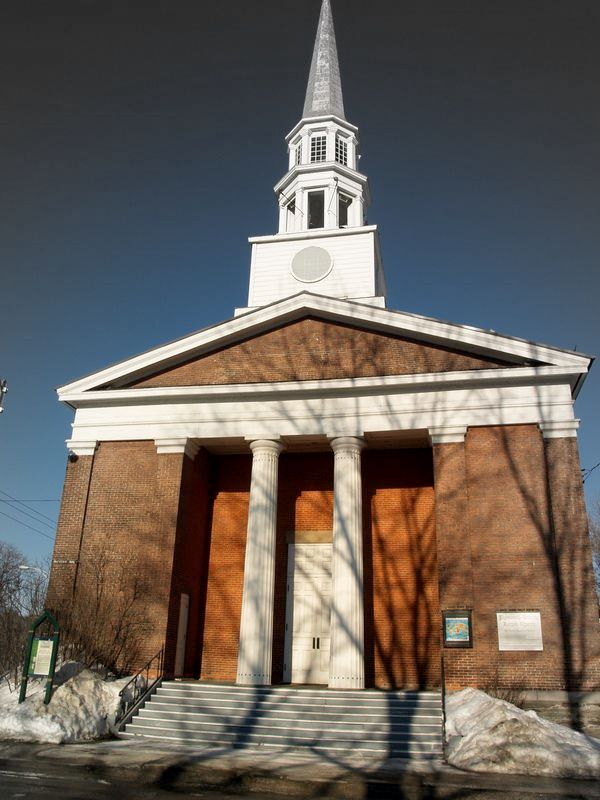
Église Trinity United Church sur la rue Dufferin.

En outre, la ville de Sherbrooke en elle-même offre différents attraits. Dix-huit murales, réalisées par le collectif M.U.R.I.R.S et animées par trois circuits touristiques organisés par les Productions Traces et Souvenances sont à la disposition des touristes. Aussi, l'Orford Express, un luxueux train touristique offre à ses passagers repas gastronomiques et animation tout au long de son itinéraire de Sherbrooke à Eastman. Différents circuits présentant quelques attraits naturels tels les gorges de la rivière Magog et la promenade du lac des Nations accueillent également les touristes. De même, en juillet 2010, un spectacle extérieur à grand déploiement vient s'additionner aux musées de la ville afin de compléter l'offre culturelle. La salle de spectacle Granada, sur la rue Wellington Nord, est inscrite au registre des lieux historiques patrimoniaux du Canada.
Sherbrooke accueille aussi chaque année des événements contribuant à sa renommée dans les Cantons-de-l'Est[réf. souhaitée].
En mars
- le Carnaval de Sherbrooke[137]

En avril :
- le Festival cinéma du monde de Sherbrooke

En mai :
- le Festival des harmonies et Orchestres symphoniques du Québec, à l'Université de Sherbrooke

En juin :
- la Classique Pif, à Fleurimont

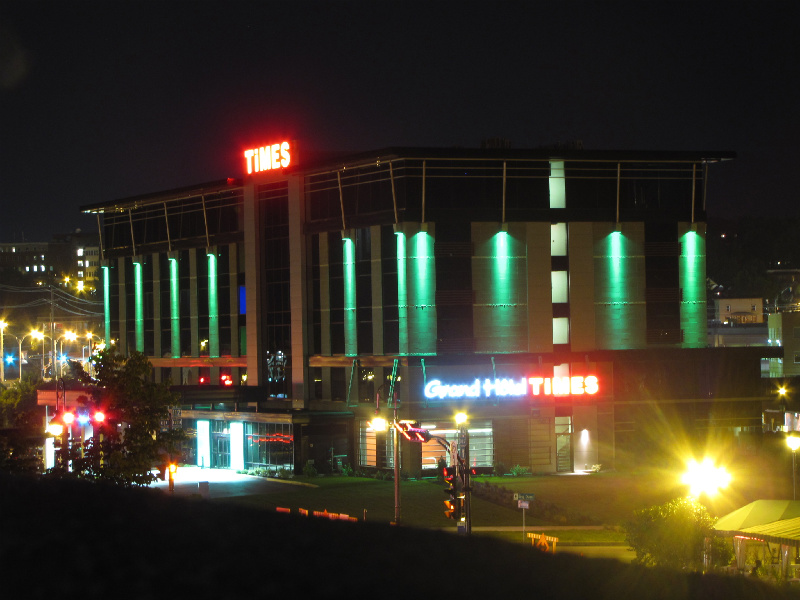
L'hôtel Times près du lac des Nations au centre-ville.

- Sherbrooke T'en Bouche Un Coin (STEBUC)

En juillet :
- le Sherblues
- le Sherbeach
- la Fête du lac des Nations
- le Wellington Tuning Show
- les Concerts de la Cité

En août :
- Bouffe Ton Centro

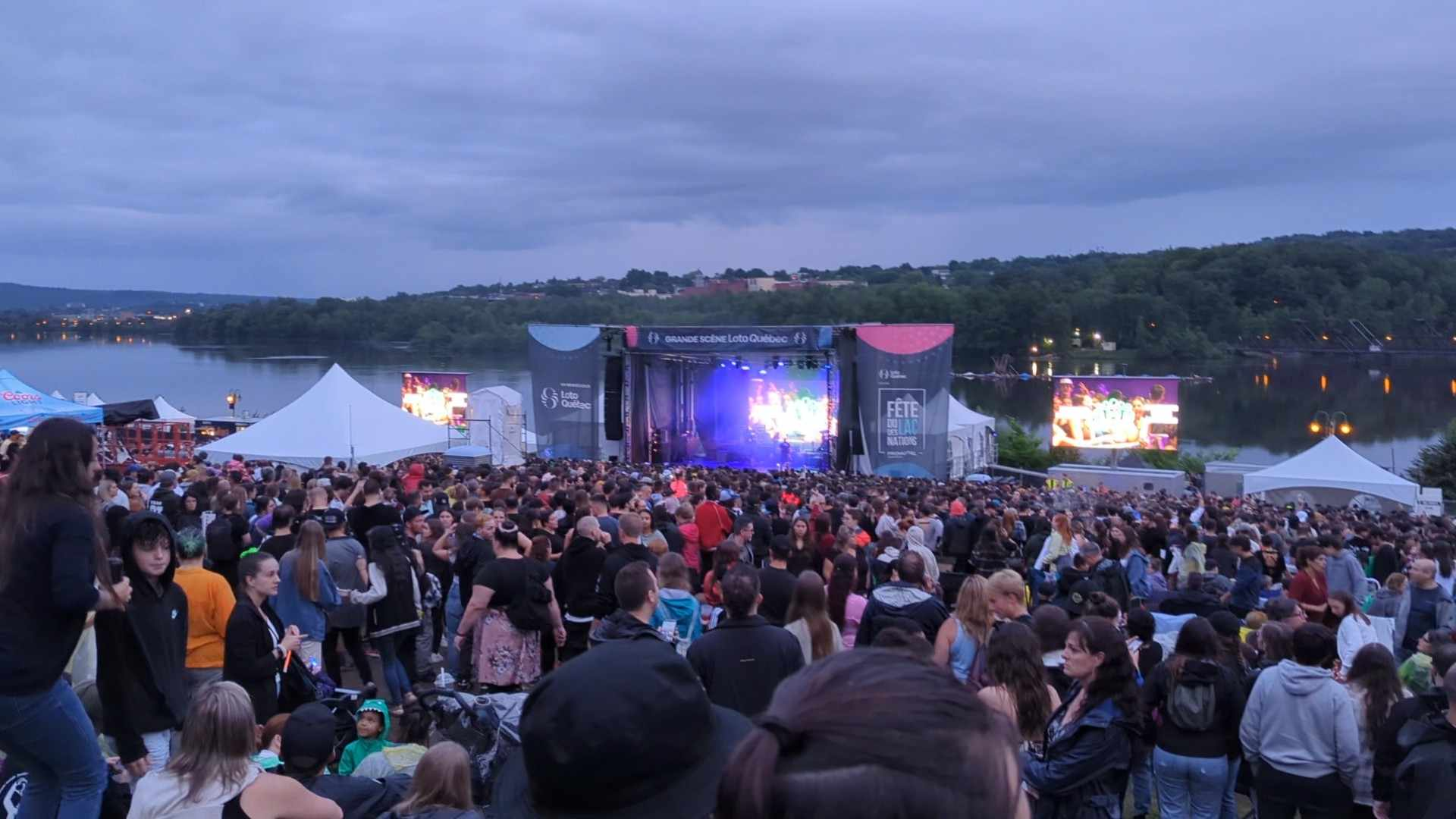
Concert de Sean Kingston (fête du Lac des Nations 2023)

- le Festival des traditions du monde, à Fleurimont
- le Festival des Rythmes d'Afrique
- la Fête de l'eau au parc Jacques-Cartier
- le Festival des Cowboys dans l'arrondissement Brompton
- l'Encan Zone-Art au Théâtre Granada

En septembre :
- le Symposium des Rivières où l'on peut assister à des spectacles en plein-air
- les Rendez-vous d'Howard au Parc du Domaine-Howard

En octobre :
- le Salon du livre de l'Estrie.
- Sherbrooke met la table, un événement durant lequel plusieurs restaurants de la municipalité proposent des menus, généralement en formule table d’hôte, à des prix avantageux. En 2024, l’événement s’est déroulé du 11 au 27 octobre et a enregistré son record de participation avec 27 restaurateurs participants. Il s’agissait de la 11e édition[138].

En décembre :
- Faites briller Sherbrooke[139]

### Attraits touristiques

#### Microbrasseries
- Le Boquébiere est une microbrasserie au centre-ville[140].

##### Siboire Microbrasserie
(décembre 2021).
En 2007, la microbrasserie Siboire ouvre ses portes en plein cœur du centre-ville de Sherbrooke, dans l'ancienne gare du Canadien National construite en 1890, devenue le Siboire Dépôt. Pour répondre à la demande, une deuxième succursale ouvre ses portes en 2014, le Siboire Jacques-Cartier, une fois de plus situé à Sherbrooke. C'est trois ans plus tard, en 2017, que la microbrasserie Siboire s'installe dans la grande métropole, Montréal. La succursale se retrouve en plein cœur du Plateau Mont-Royal.
Aujourd'hui, leurs bières se retrouvent partout à travers le Québec. De plus, certaines de leurs bières se retrouvent dans le réseau des détaillants de bières spécialisés du Québec (DBSQ) afin de partager l'expérience de Sherbrooke et de ses bières[source insuffisante].
En 2021, la microbrasserie Siboire s'associe avec l'Université de Sherbrooke en annonçant leur projet pilote: Usine-école Siboire. Ce projet permettra aux étudiants d'en apprendre plus sur la formation, la gestion et même la production de bières.
Le Refuge des Brasseurs, dans le secteur Universitaire de la ville, a été créé par des étudiants de l'Université.

##### Bien-être
- Le Strom spa nordique de Sherbrooke, un lieu de détente au plein cœur de la ville[143].

## Communication

### Journaux

#### Quotidiens et hebdomadaires
- La Tribune
- The Record
- Sherbrooke.info (Icimédias)
- Estrie Plus
- Le Collectif

#### Journaux communautaires
- Journal de rue de l'Estrie
- Entrée Libre
- Journal l'INFO
- Journal communautaire Ici Brompton

### Télévision
- Canal 7 : CHLT, TVA
- Canal 9 : CKSH, Radio-Canada
- Canal 11 : CKMI-2, Global
- Canal 24 : CIVS, Télé-Québec
- Canal 30 : CFKS, V
- Canal 50 : CBMT-1, CBC
- Câble 10 : Canal Vox, devenu MaTV

### Radio
- Stations FM :
  - 88,1 : CFPP-FM (en) Radio chrétienne (puissance d'un watt) gérée par la Fabrique Notre-Dame du Perpétuel-Secours.
  - 88,3 : CFAK 88,3 FM (Radio étudiante de l'Université de Sherbrooke), programmes variés.
  - 88,9 : CJMQ-FM (en) Radio communautaire anglophone et anciennement la radio étudiante de l'Université Bishop.
  - 89,7 : CBM-FM-1 (en) (CBC Radio Two)
  - 90,7 : CBFX-FM-2 (Espace Musique de Radio-Canada), réémetteur pour CBFX-FM avec une légère programmation locale[144].
  - 91,7 : CBMB-FM (en) (CBC Radio One)
  - 93,1 : CJRF-FM (en) Radio chrétienne (puissance d'un watt) gérée par la Fabrique de la Paroisse de Ste-Praxède de Bromptonville.
  - 93,7 : CFGE-FM (Rythme FM) succès de l'heure
  - 94,5 : CITE-FM-2 réémeteur de 50 watts pour Rouge FM (102,7).
  - 95,5 : CFLX-FM, la Radio communautaire de l'Estrie.
  - 98,1 : CFGE-FM, Réémetteur à Magog pour le 93,7 mais peut être reçu à Sherbrooke.
  - 100,3 : CIRA-FM-1 (Radio Ville-Marie), programmes religieux et nouvelles internationales.
  - 101,1 : CBF-FM-10 (Première Chaîne), affaires publiques et nouvelles, réémeteur pour CBF-FM sauf pour Estrie-express.
  - 102,7 : CITE-FM-1 (Rouge FM), musique contemporaine pour adultes.
  - 106,1 : CIMO-FM (NRJ), Pop Rock
  - 106,9 : CIMO-FM-1, deux réémetteurs de faible puissance pour CIMO-FM (106,1).
  - 107,7 : CKOY-FM (CKOI), Pop Rock

## Sports
Sherbrooke a accueilli les Jeux du Québec durant l'été 1977 et durant l'été 1995. La ville accueille à nouveau les Jeux du Québec à l'hiver 2024. Elle a également accueilli les jeux de la Légion royale canadienne, association de vétérans militaires, en 2001, 2002, 2008 et 2009. Sherbrooke a aussi reçu en 2003 les Championnats du monde Jeunesse de l'IAAF en plus des championnats d'athlétisme NACAC en 2004. Du 2 au 17 août 2013, la ville a accueilli les Jeux du Canada durant lesquels ont concurrencé quelque 4 200 athlètes de 20 disciplines provenant des dix provinces et trois territoires canadiens[source insuffisante].
La ville de Sherbrooke est la dernière ville en Amérique du Nord à fabriquer des bâtons de hockey à grande échelle, grâce à l'usine Sher-Wood Hockey Inc. Le Saint-François de Sherbrooke est une équipe de hockey de la Ligue nord-américaine de hockey. Cependant, l'équipe a été déménagée à Windsor, au Québec, pour laisser place, depuis la saison 2012-2013, à une nouvelle équipe de la Ligue de hockey junior majeur du Québec, le Phoenix de Sherbrooke, dont l'ancien gardien de but de la LNH, Jocelyn Thibault, est le précurseur.
C'est en 2016 que le club de soccer Le Mistral est né. Le club de soccer de Sherbrooke le Mistral obtient finalement sa licence de niveau provincial en décembre 2023. Le club pourra inscrire des équipes dans la Ligue de Développement Provinciale, la LDP, anciennement le AAA. L'organisation a mis en place plusieurs nouveautés lors de la dernière saison estivale, dont la présentation d'un tournoi provincial et la tenue d'une série de festivals Festifoot.
Côté baseball, la ville est représentée par les Athlétiques BRP, qui évoluent au sein de la Ligue de baseball Élite du Québec ainsi que par les Expos de Sherbrooke, de la Ligue de baseball senior élite du Québec. Ces deux clubs jouent au stade Amedée-Roy, qui a accueilli les épreuves de baseball des Jeux du Canada d'été de 2013 et du Championnat du monde de baseball junior de 2002.
Les équipes de crosse L'extrême junior et senior font aussi partie du monde du sport à Sherbrooke.

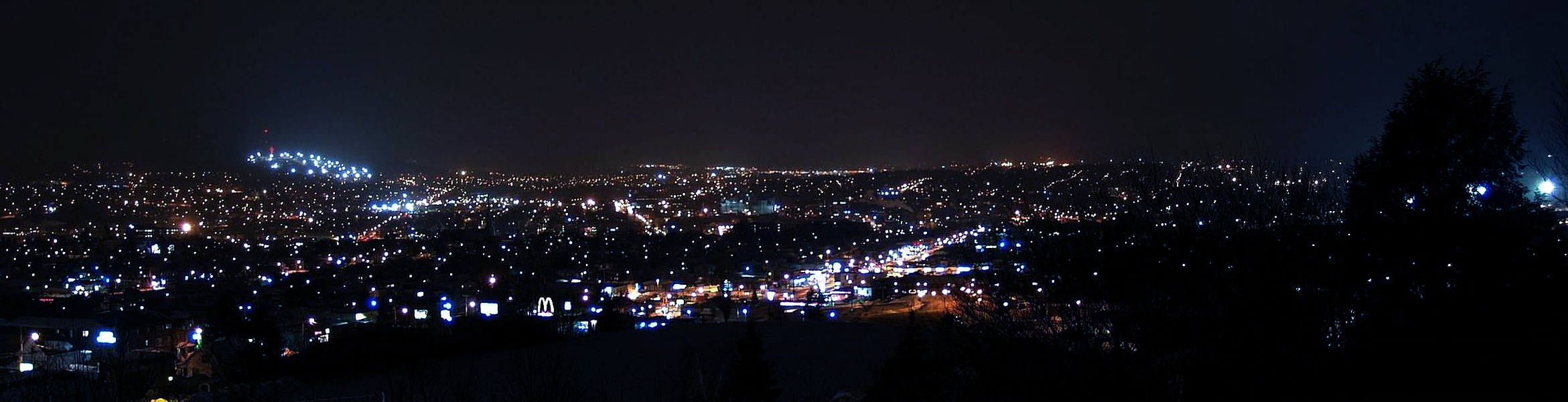
Vue d'ensemble vers l'ouest de Sherbrooke la nuit avec le Mont Bellevue en arrière-plan (partie illuminée vers la gauche).

## Jumelage
| Ville | Ville       | Pays | Pays   |
| ----- | ----------- | ---- | ------ |
|       | Montpellier |      | France |

## Personnalités de Sherbrooke

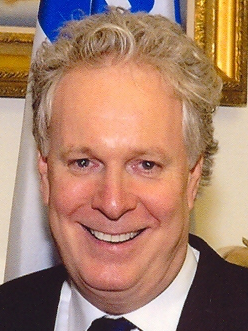
Jean Charest est originaire de Sherbrooke.

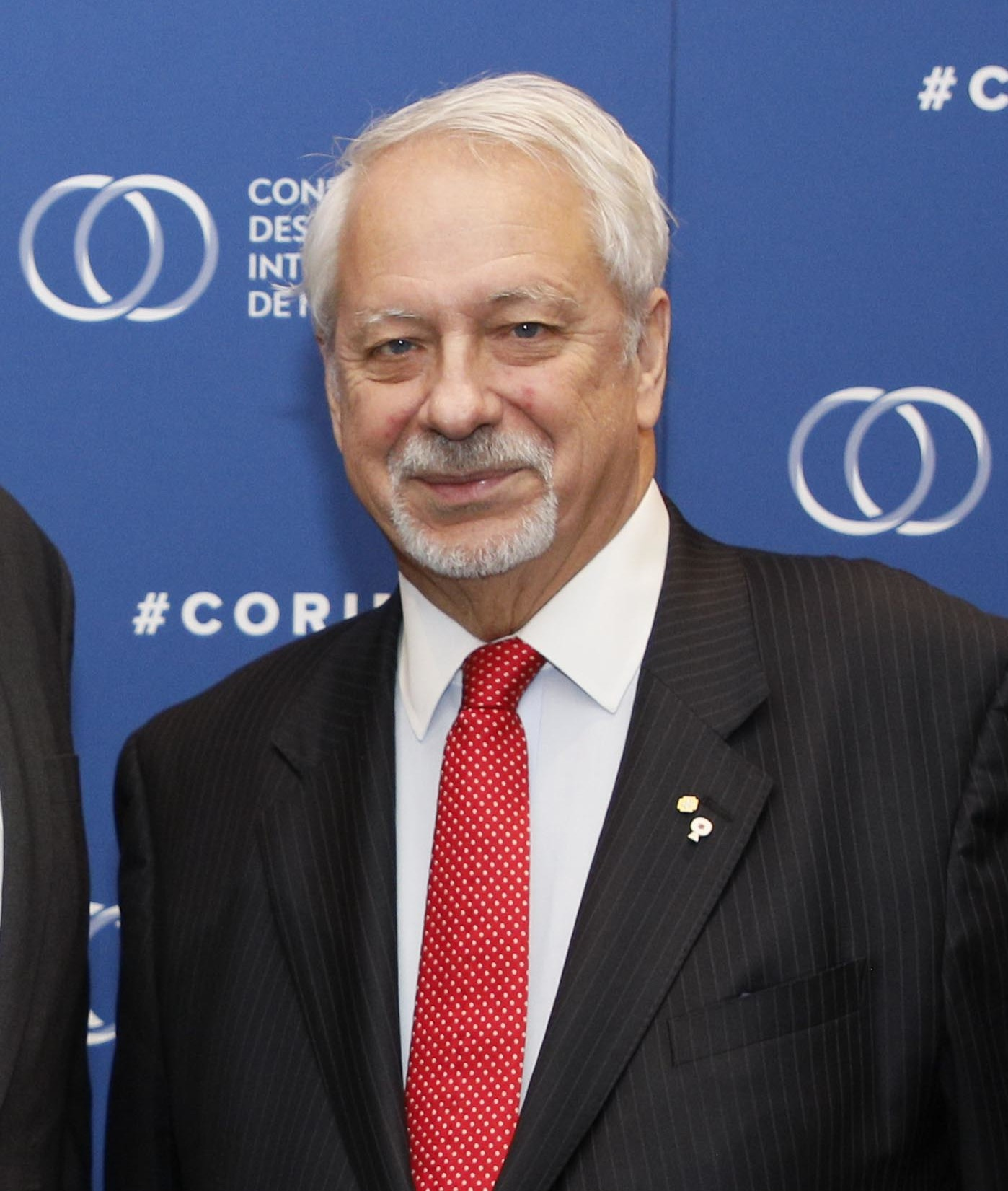
Pierre-Marc Johnson, ancien premier ministre du Québec.

- Charles Benjamin Howard, sénateur de 1940 à 1964[36].
- Sami Aoun, docteur en philosophie, spécialiste du Proche-Orient
- Laurent Beaudoin, PDG de Bombardier
- Jean Besré, comédien
- Pierre-Marc Bouchard, joueur du Wild du Minnesota (Ligue nationale de Hockey)
- Diane Boudreau, docteure en études françaises et écrivaine
- Aldée Cabana, ancien recteur de l'U. de S. de 1985 à 1993
- Jean Charest, ancien premier ministre du Québec
- Jim Corcoran, chanteur
- Mathieu Dandenault, ancien joueur des Canadiens de Montréal (Ligue nationale de Hockey)
- Louis-Philippe Dandenault, comédien québécois (Frère de Mathieu Dandenault)
- France Castel, chanteuse, comédienne et animatrice de télévision
- Alfred DesRochers, poète et journaliste
- Olivier Dion, chanteur, animateur de télévision et mannequin
- Michèle Dionne, femme de l'ancien premier ministre du Québec, Jean Charest
- Christian Dubé , joueur de hockey évoluant pour Fribourg-Gottéron (LNA en Suisse)
- Hugo Dubé, comédien
- Jean-René Dufort, journaliste scientifique et animateur de télévision
- Garou, chanteur
- André Gaudette, joueur des Nordiques de Québec dans l'Association mondiale de hockey
- Maxim Gaudette, Comédien
- Tom Cavanagh, Acteur
- Jean-Herman Guay, docteur en sciences politiques, Université de Sherbrooke
- Ensaf Haidar, femme du blogueur saoudien Raïf Badawi
- William Heneker, l'un des rares canadiens à atteindre le grade de général au sein de l'armée britannique
- Pierre Hébert, humoriste
- Gilbert Hyatt, fondateur de la ville
- Guy Jodoin, comédien et animateur
- Pierre-Marc Johnson, ancien premier ministre du Québec
- Jean-Pierre Kesteman, docteur en histoire et professeur émérite, Université de Sherbrooke
- Francine Lafond, Madame Bou, personnage emblématique du centre-ville
- Louis Lagassé, homme d'affaires
- Jean-Luc Mongrain, animateur de télévision
- Frédéric Niemeyer, joueur de tennis
- Maurice O'Bready, fondateur de l'Université de Sherbrooke
- Guy Ouellette, ancien policier et homme politique
- Pascal-Pierre Paillé, ancien député bloquiste, Chambre des communes, Ottawa
- France Parent, comédienne
- Jean Perrault, ex-maire de Sherbrooke et sportif québécois
- Yanic Perreault, joueur de la Ligue nationale de hockey
- David Perron, joueur de hockey pour les Oilers d'Edmonton (Ligue nationale de Hockey)
- Stéphane Robidas, joueur de hockey évoluant pour les Stars de Dallas (Ligue nationale de hockey)
- Raymond Royer, PDG de Domtar
- Luce Samoisette, rectrice de l'Université de Sherbrooke
- Jocelyn Thibault, ex-gardien de but des Sabres de Buffalo (Ligue nationale de Hockey)
- Vincent Vallières, chanteur, né à Fleurimont (maintenant Sherbrooke)

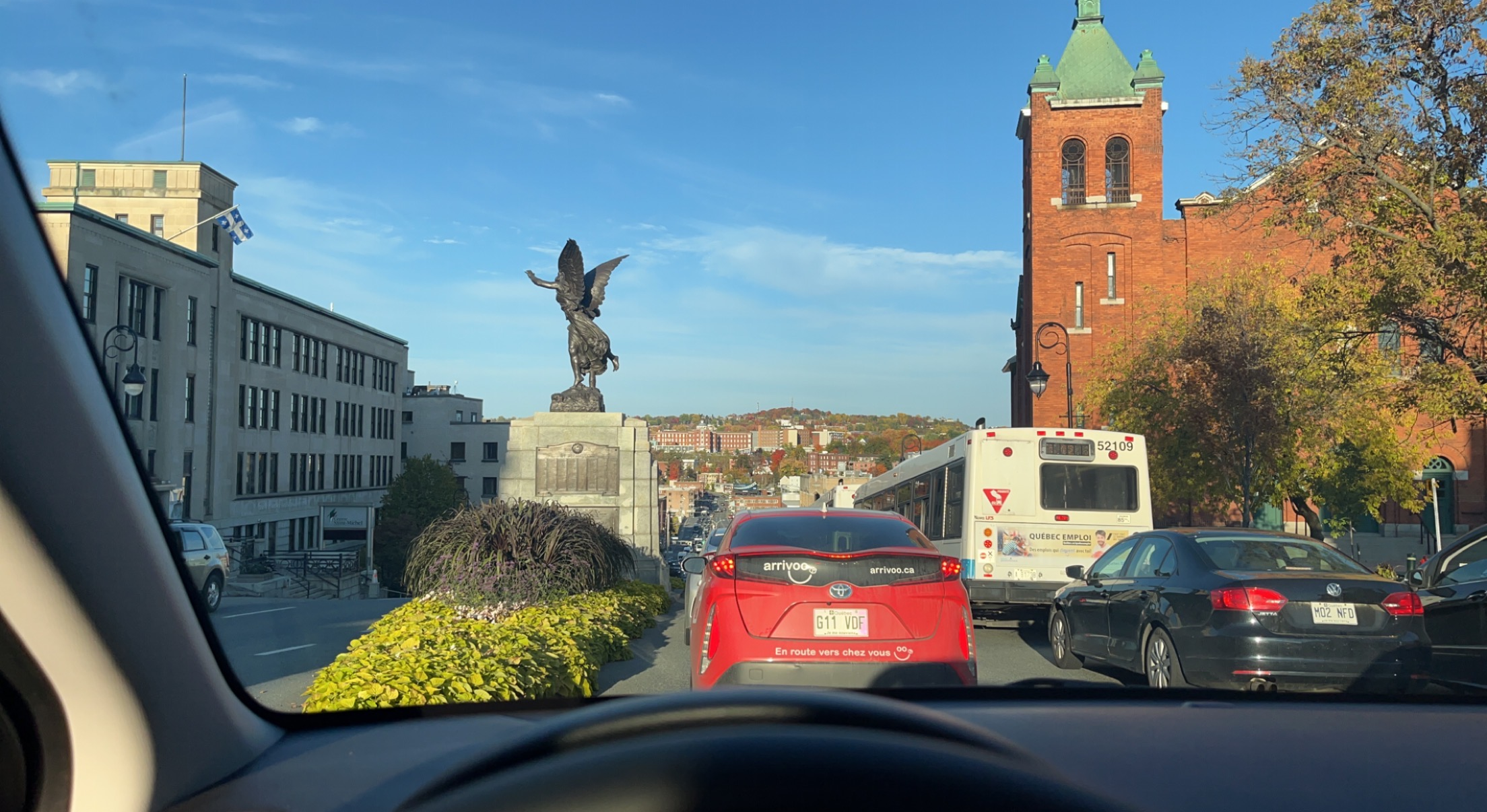
Le centre-ville de Sherbrooke sur la rue King vers l'Est. Vue depuis l'intérieur d'une voiture

## Photos de Sherbrooke

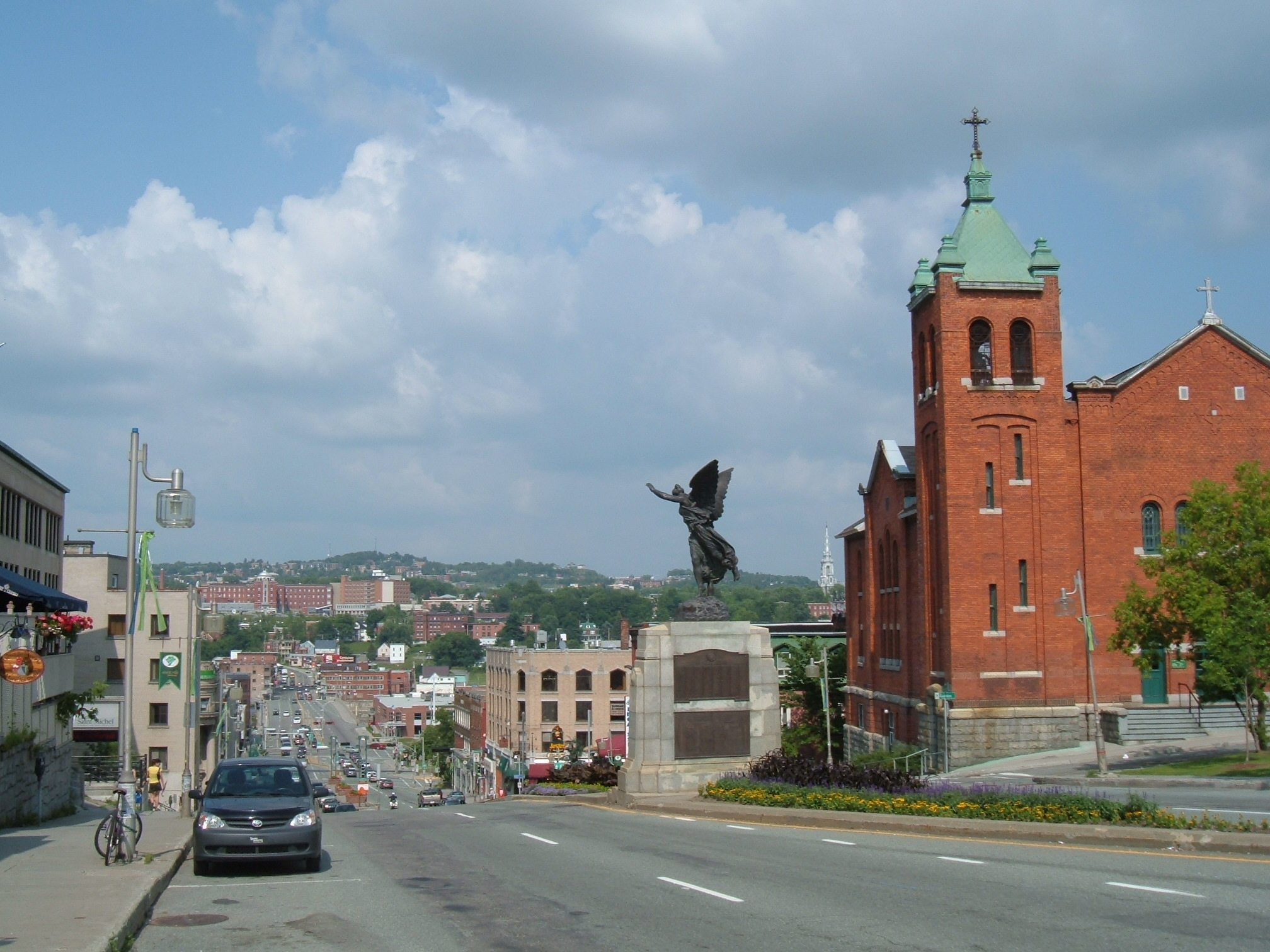
Église de l'Immaculée-ConceptionCentre-ville : rue King, Monument aux morts, église St.Patrick's, et quartier Est en arrière-plan
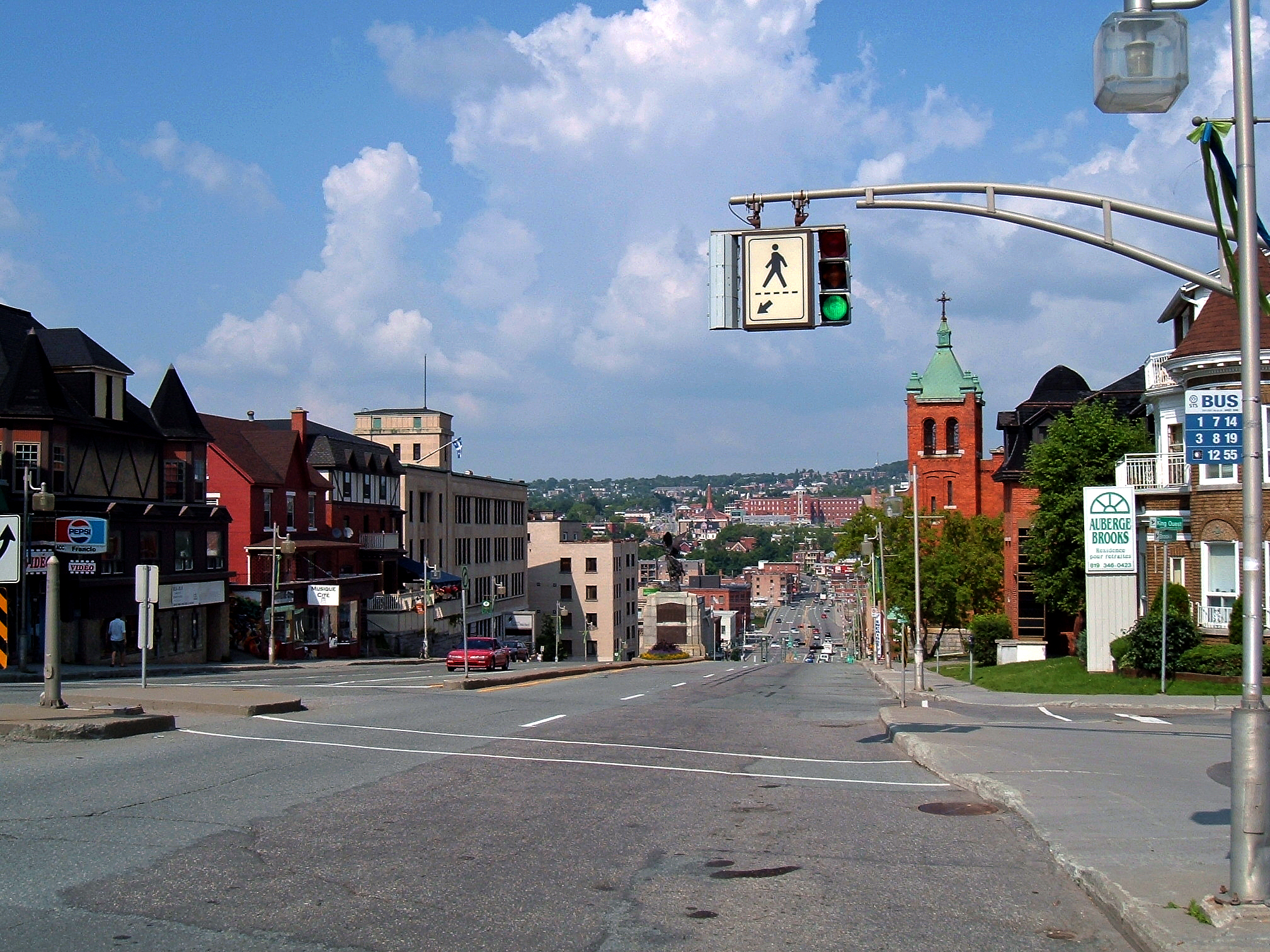
Rue King, coin Brooks (sommet de la « côte King »)
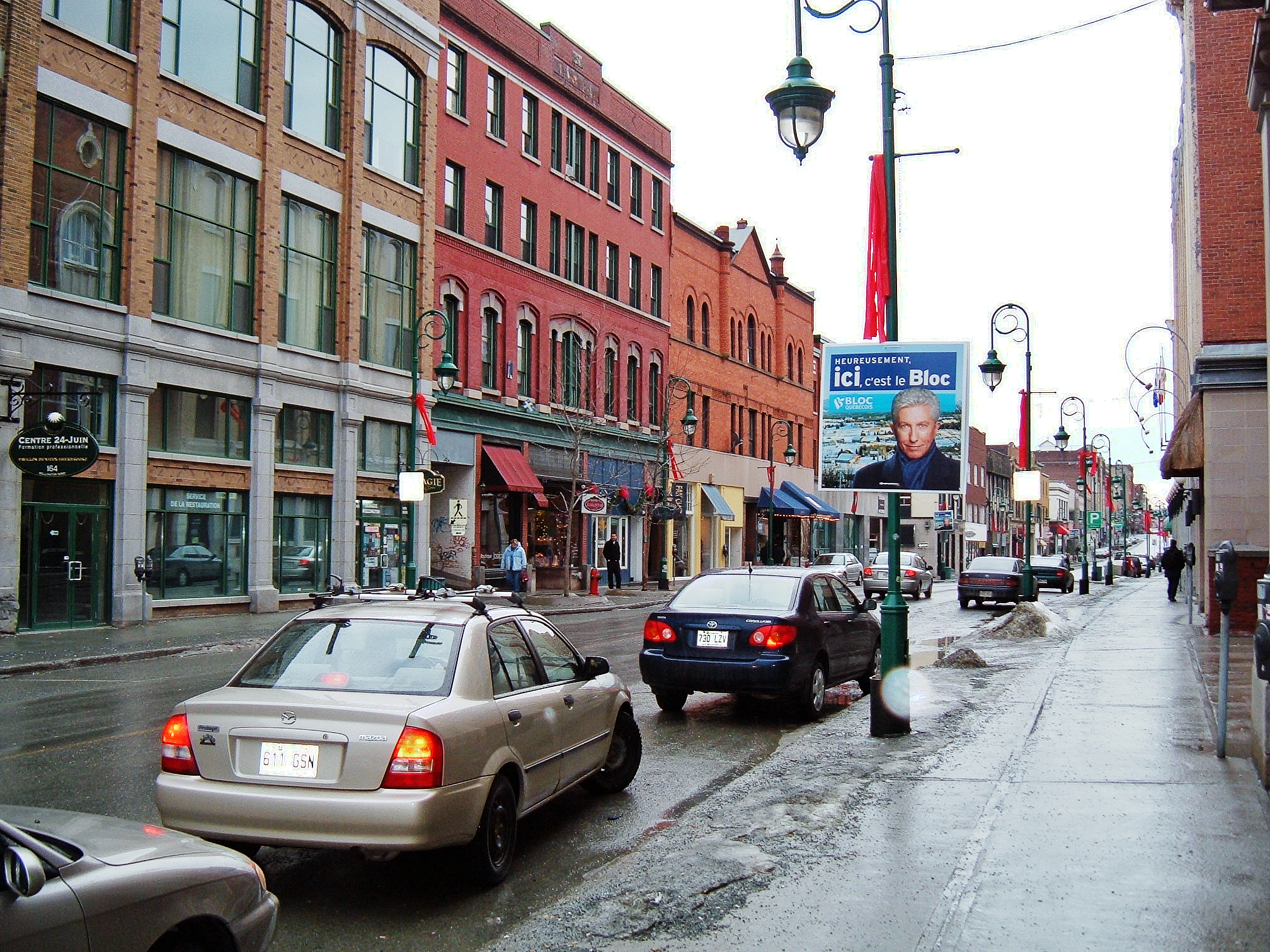
Centre-ville : rue Wellington pendant la campagne électorale fédérale de janvier 2006
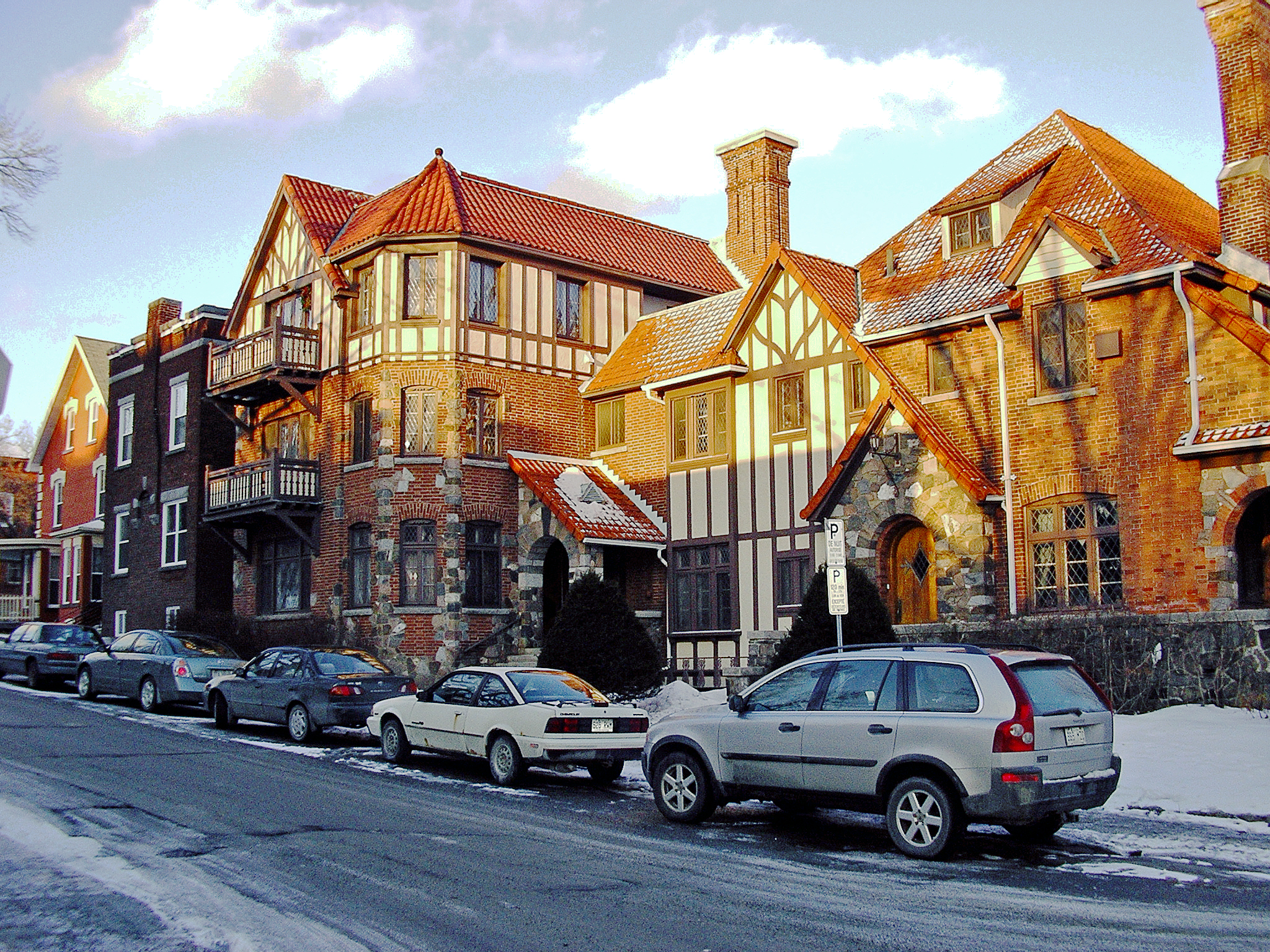
Maison de style néo-Tudor, coin Ball et Brooks
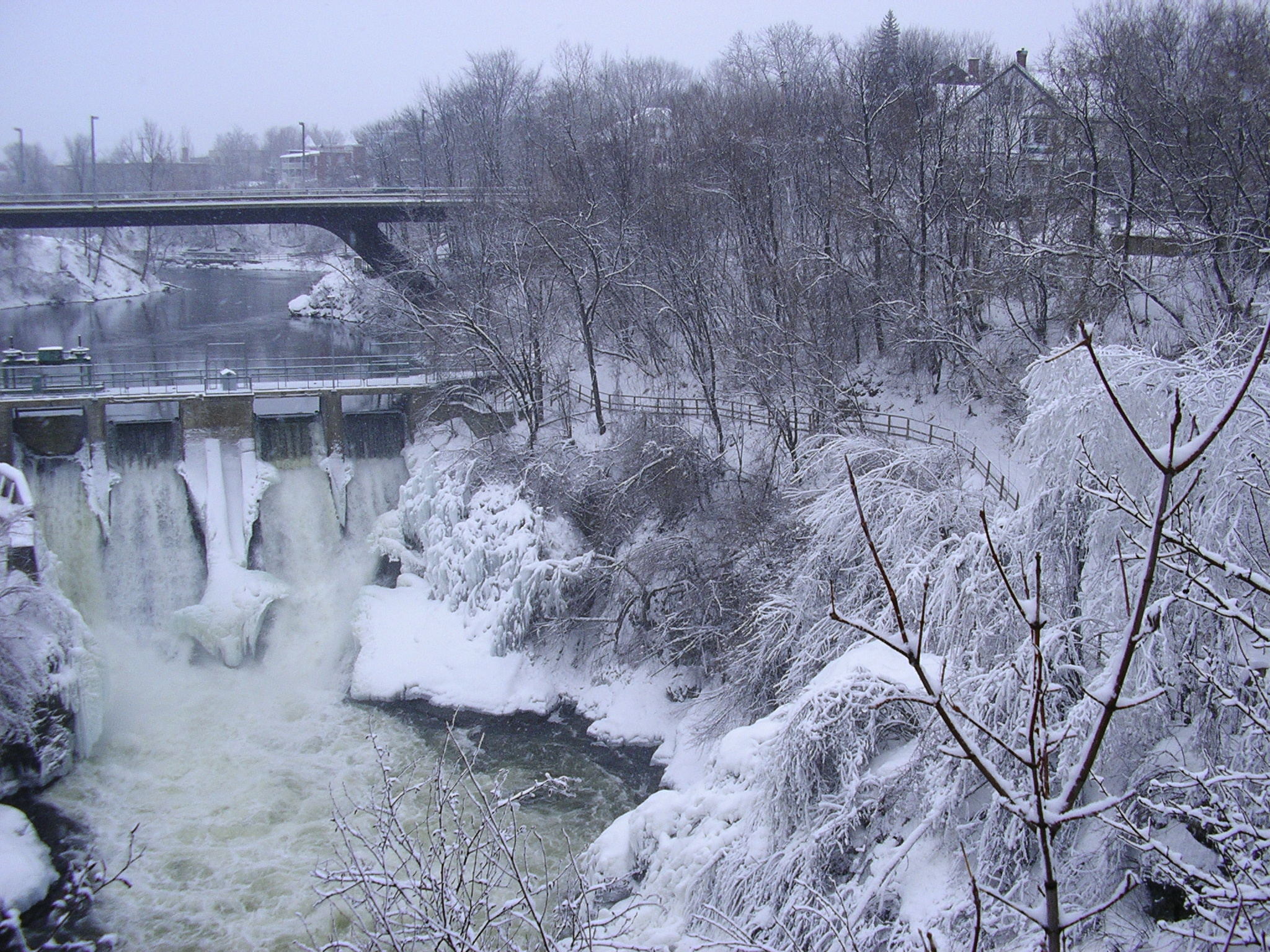
Barrage de la centrale Frontenac et rivière Magog en hiver

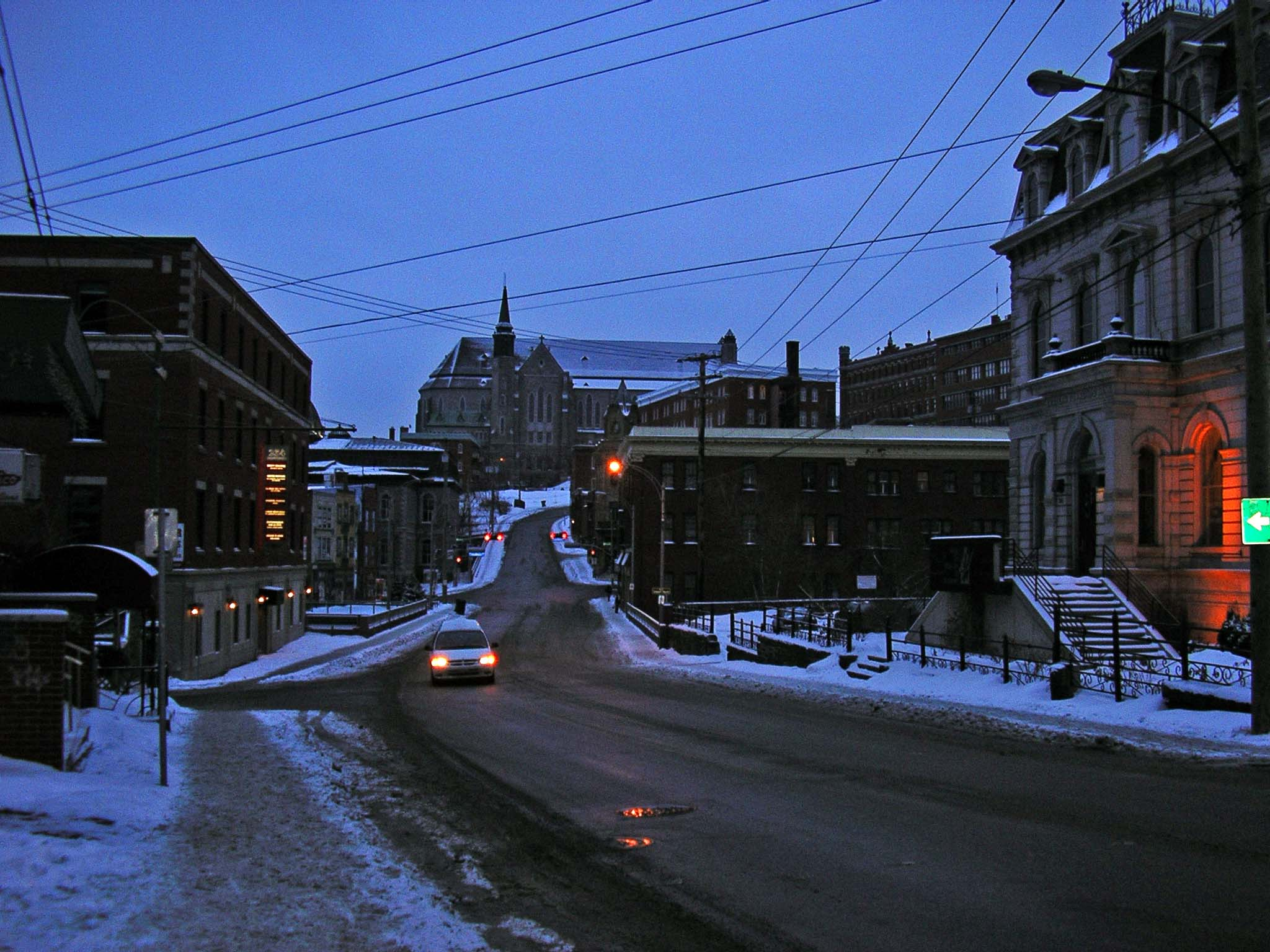
Rue Dufferin et cathédrale Saint-Michel de nuit
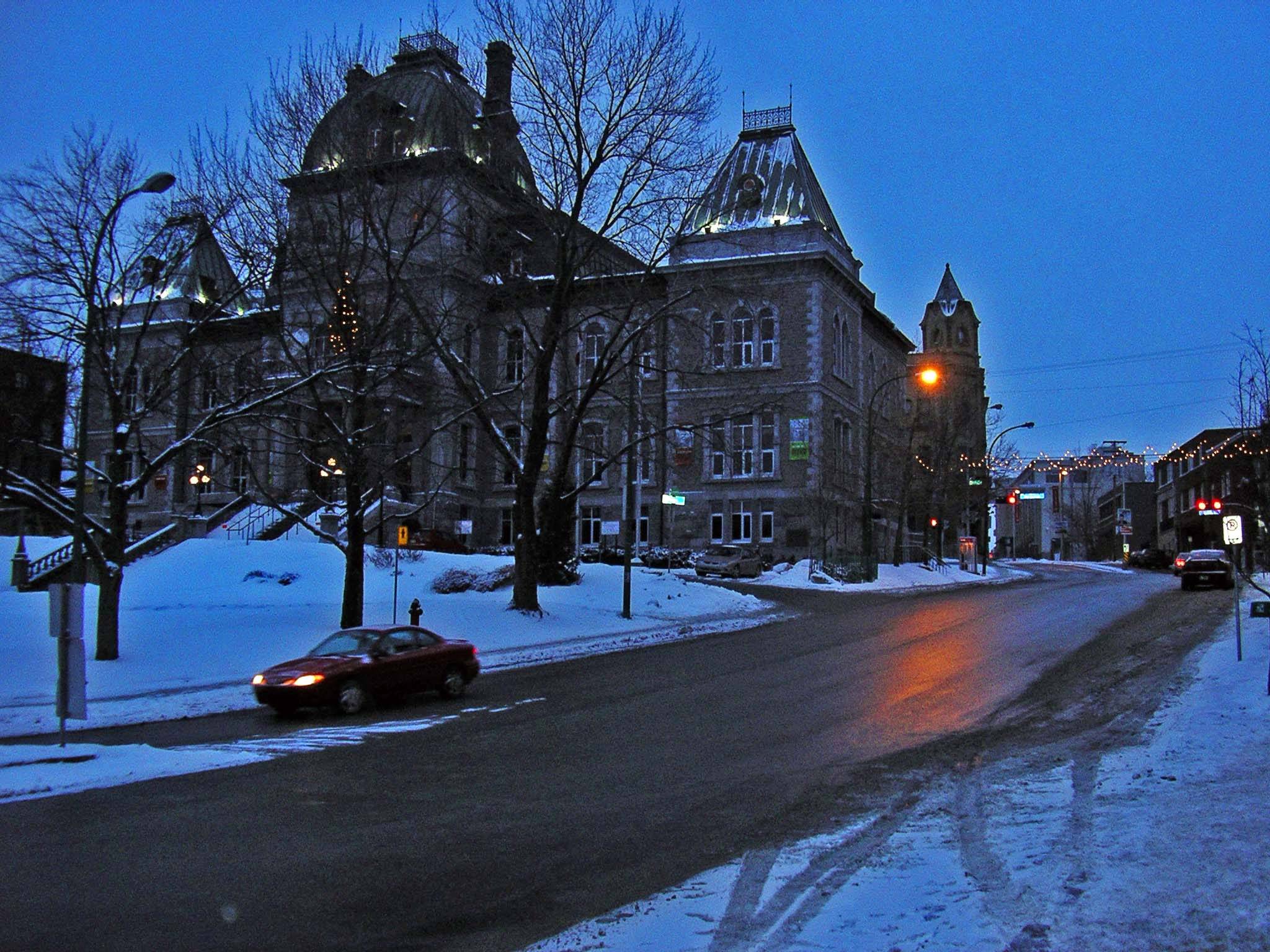
Rue Frontenac et hôtel de ville de nuit
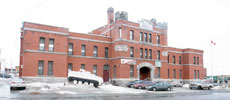
Manège des Fusiliers de Sherbrooke : rue Belvédère
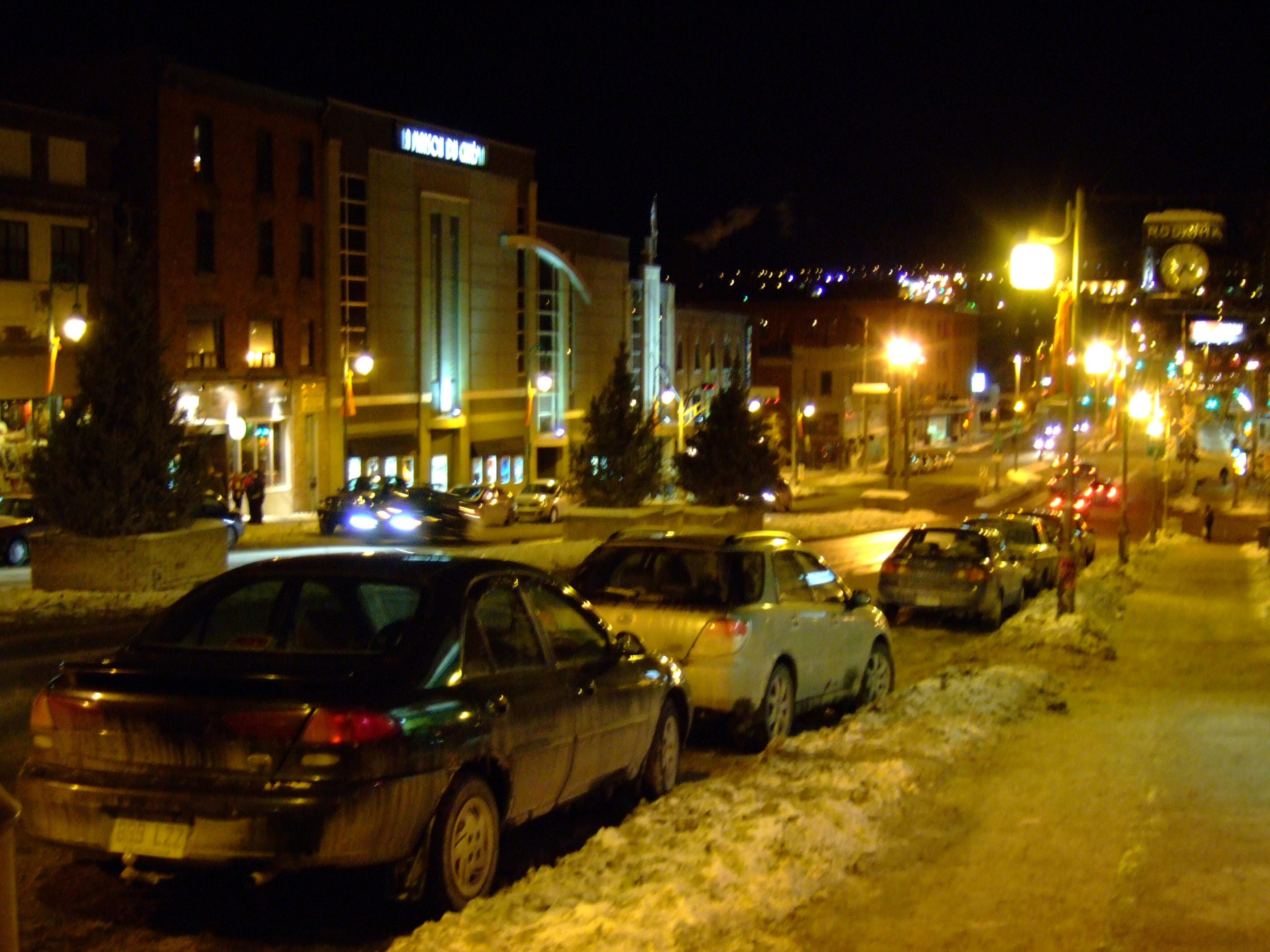
Rue King, centre-ville, Maison du cinéma
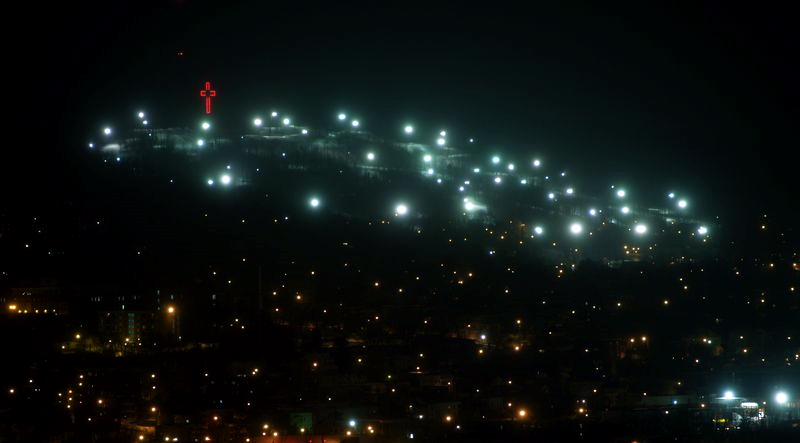
Le Mont Bellevue

### Sources
- Ville de Sherbrooke, « Statistiques », sur Ville de Sherbrooke (consulté le 7 décembre 2023)
- MapArt, Canada back road atlas / atlas des rangs et chemins, Oshawa, Ontario, MapArt Publishing, 2008, 702 p. (ISBN 978-1-55368-614-9)
- Gouvernement du Québec, « Sherbrooke », Répertoire des municipalités, sur Ministère des Affaires municipales et de l'Habitation
- Commission de toponymie du Québec
- Les Sommets, vol. XVIII, no 3, automne 2005.  (ISSN 0838-4401)
- https://www.sherbrooke.ca/fr/vie-municipale/portrait/statistiques